# 不来梅

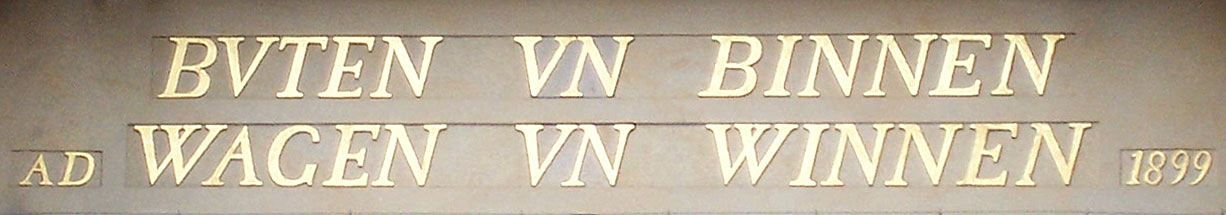
不来梅的城市信条

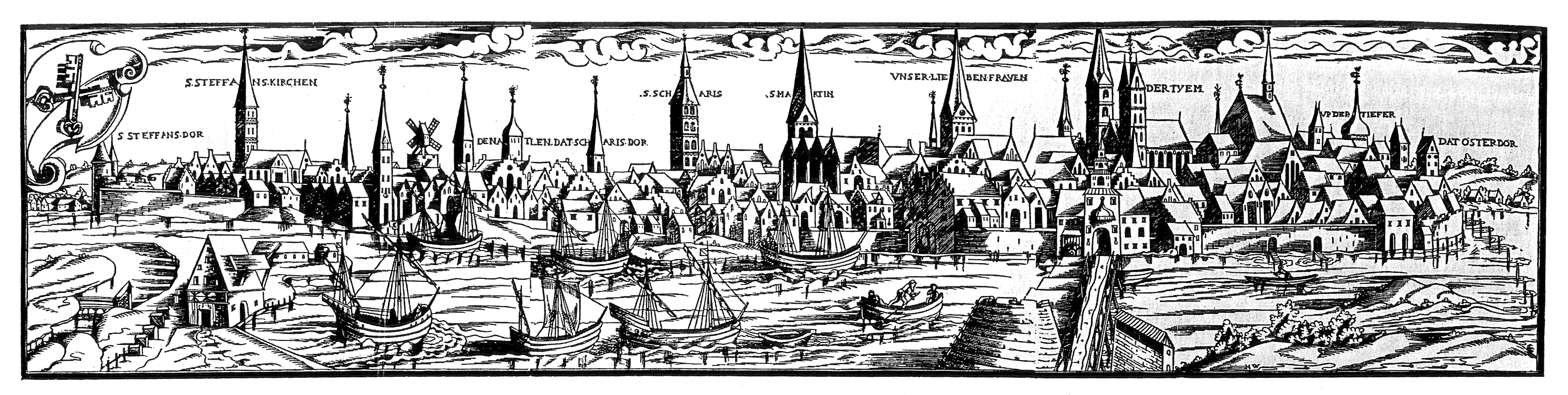
1564年的不来梅天际线

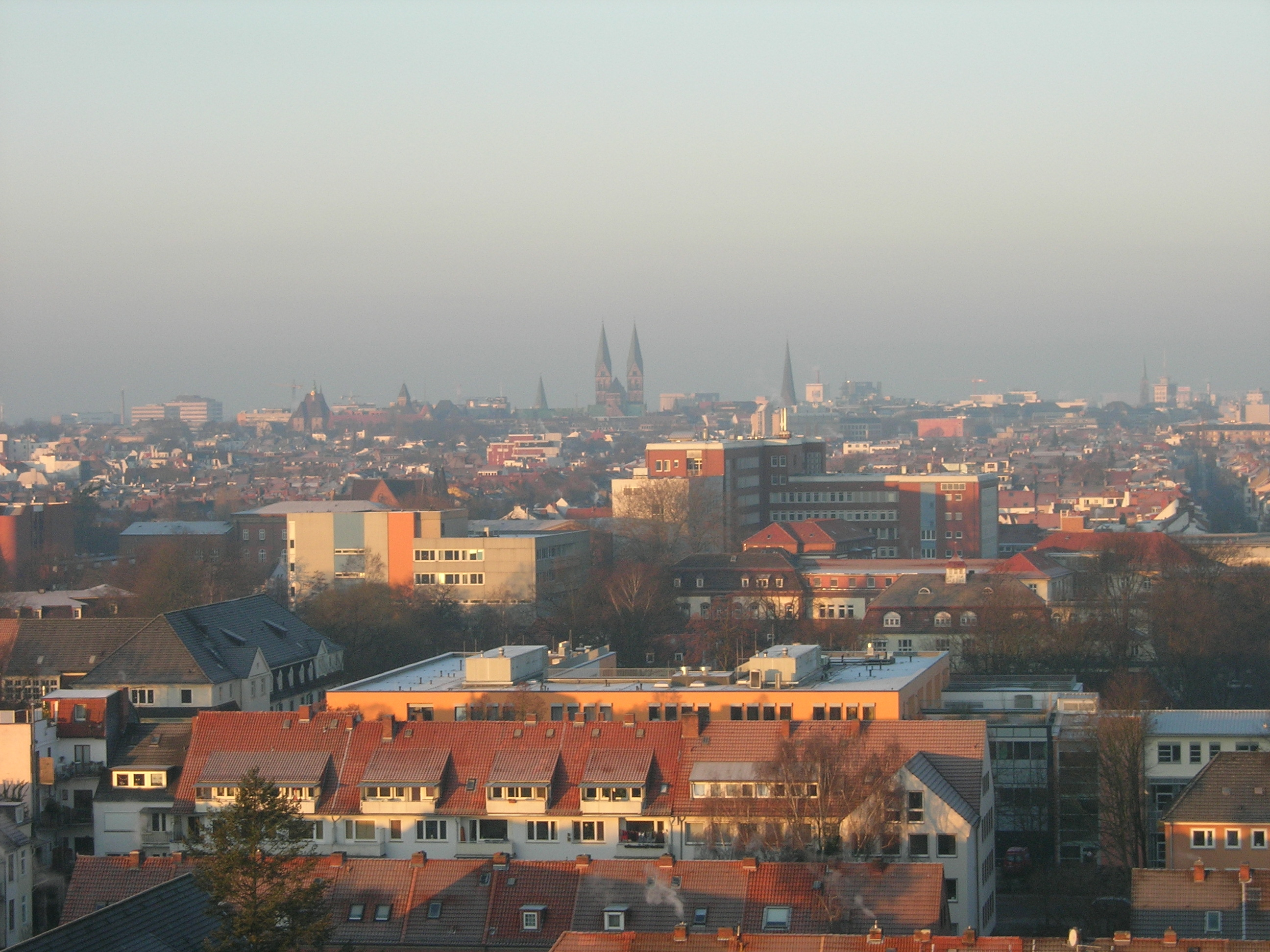
不来梅教堂远景

不来梅（德語：Bremen，發音：[ˈbʁeːmən] ⓘ）是德国最小的联邦州不來梅州的首府、德国第二大港口城市和第五大工业城市，总人口第十一大城市。不来梅的支柱性产业包括食品加工、航天航空、航运物流、汽车制造、贸易、新能源等行业。
不来梅州由不来梅市和往北60公里以外的不来梅哈芬两个城市组成。不来梅在不来梅-奥尔登堡大都市圈内，德国有欧盟認定的11個大都市圈。不来梅哈芬市的远洋港区实际上被划归不来梅市，它是不来梅市的一块飞地。
不来梅是最早开展对华贸易的德国城市之一，1861年由清政府与普鲁士签订的《中德通商条约》中提及的“汉谢城伯磊门”即是汉萨城市不来梅的古称。

## 名稱
不來梅的名稱在9、10世紀被稱為『Brema』、『Bremae』、『Bremun』，後者是該名稱當前形式的基礎，在古撒克遜語（低地德語）中為單詞『brem』的複數形式，意思即土地、水或沙丘的邊緣。

## 历史
公元1世纪至8世纪之间在威悉河岸出现第一批聚居点。这些聚居点建在沙丘上以避开洪水，同时又要靠近浅滩渡口，方便交通。早在公元150年，埃及亞歷山卓的地理学家克劳狄乌斯·托勒密就在他的著作中首次提到了其中一个名为Fabiranum的聚居点。
787年，查理大帝将不来梅升为主教区中心。845年，不来梅教区成为大主教区，在阿德尔伯特·冯·不来梅担任大主教期间，不来梅首次在帝国范围拥有一定影响力。
1186年，腓特烈一世颁布一部法律，不来梅成为一个帝国城市，脱离教会的治理。
1260年，不来梅加入了汉萨同盟，但是在同盟存在的时间里多次退出又重新加入同盟。经济的发展部分动摇了不来梅主教区在世俗社会的统治地位，不来梅政府于1404年在市中心广场上竖立起了象征独立和自由的罗兰骑士雕像，于1409年开始建设市政厅，以显示出对教会的独立性。
为了保护1574-1590年间在威悉河畔修筑的港口，威悉河左岸建设了带有防御功能的城墙的诺伊斯达特（Neustadt）区。随着威悉河床的泥沙淤积日益严重，商船抵达“施拉赫特”（Schlachte）——从13世纪起作为远洋码头使用的不来梅老城区河堤——的难度越来越大。1619-1623年，荷兰工匠在不来梅下游的维格萨克建设了德国第一个人工港口。
三十年宗教战争期间，由神圣罗马帝国的斐迪南三世颁发的《林茨证明》认可了不来梅是帝国直辖城市，但是周边地区仍然觊觎不来梅的土地，它的直辖地位时时受到威胁。1741年，不来梅和布伦瑞克-吕纳堡选帝候国达成和解协议，协议确定了不来梅不受其他地方管辖，属于帝国直辖城市。
1811年，拿破仑的军队占领了不来梅，并将其作为“威悉河口省”的省会并入法国版图。1814年，法国军队又在解放战争中战败，从不来梅撤退。
18世纪的德国海外贸易相当大的部分是通过不来梅完成的。1817年，不来梅一家造船厂铸造了第一艘由德国人铸造的蒸汽船。这艘“威悉号”明轮蒸汽船在不来梅、维格萨克、埃尔斯弗莱特、布拉克之间运输乘客和信件，直至1833年，最后它的终点甚至延伸到格斯特明德。由于威悉河的泥沙淤积继续加重，不来梅1827年从汉诺威王国购买靠海的土地，设立了不来梅外港不来梅哈芬作为前哨。购买土地的协议于1827年1月11日由汉诺威王国的一位部长和时任不来梅市长的约翰·斯密特签署。
1848年夜间进出城门取消收费为工业发展赢得了空间。1847年，不来梅与汉诺威王国国家铁路联网。1853年起，在对老城区周边的沼泽地进行大规模筑坝排水治理后，被称为“不来梅式房屋”的典型联排别墅开始建设。
随着经济的发展，不来梅人口在1812-1875年间从大约3万5千人激增至10万人，从而达到了跻身德国大城市的人口标准。1911年，人口更是跃升到25万。1857年，北德意志轮船（Norddeutscher Lloyd）成立，此后其它轮船公司也随之成立。1867年，不来梅在1867年成为北德意志联邦的成员国，1871年加入德意志帝国。但是，不来梅、汉堡和吕贝克三个港口城市没有被纳入关境内。直到1888年，这三个城市才加入德国关税联盟。不过，不来梅和汉堡的自由港仍然保留在德国的关境之外。1886-1895年，在对河道进行整治后，不来梅内港的通航能力大大提高，从而成为多种商品的主要集散地。魏玛共和国期间，不来梅的经济持续了此前的发展态势。1919年初，建立不莱梅苏维埃共和国。1920年，定期航班在不来梅机场起降。1928年，不来梅哈芬的哥伦布邮轮码头竣工。
二战期间，不来梅及不来梅哈芬的各种设施均受到严重的破坏。战争结束后，不来梅和不来梅哈芬被划入美占区，作为德国南部其它美占区的补给港。1949年，不来梅成为联邦德国的一个联邦州。
虽然进行了大量的修复和重建工作，不来梅古建筑在数量上还是被现代建筑物超越了。得以保留和修缮的代表性老建筑主要聚集在市政广场周边一带，而透过以往的渔民居住区“施诺尔”（Schnoor）依然能看到中世纪老城的原貌。
2000年以来，经过填埋废弃的港池，一个现代化的新城区在老城以西的旧港区内渐次展现。这个300公顷的城区以“远洋城”（Überseestadt）为名，面积为老城的三倍，它是欧洲最大的一个城市建设项目。
2004年，不来梅市政厅和罗兰石雕像被列入联合国教科文组织的世界文化遗产。

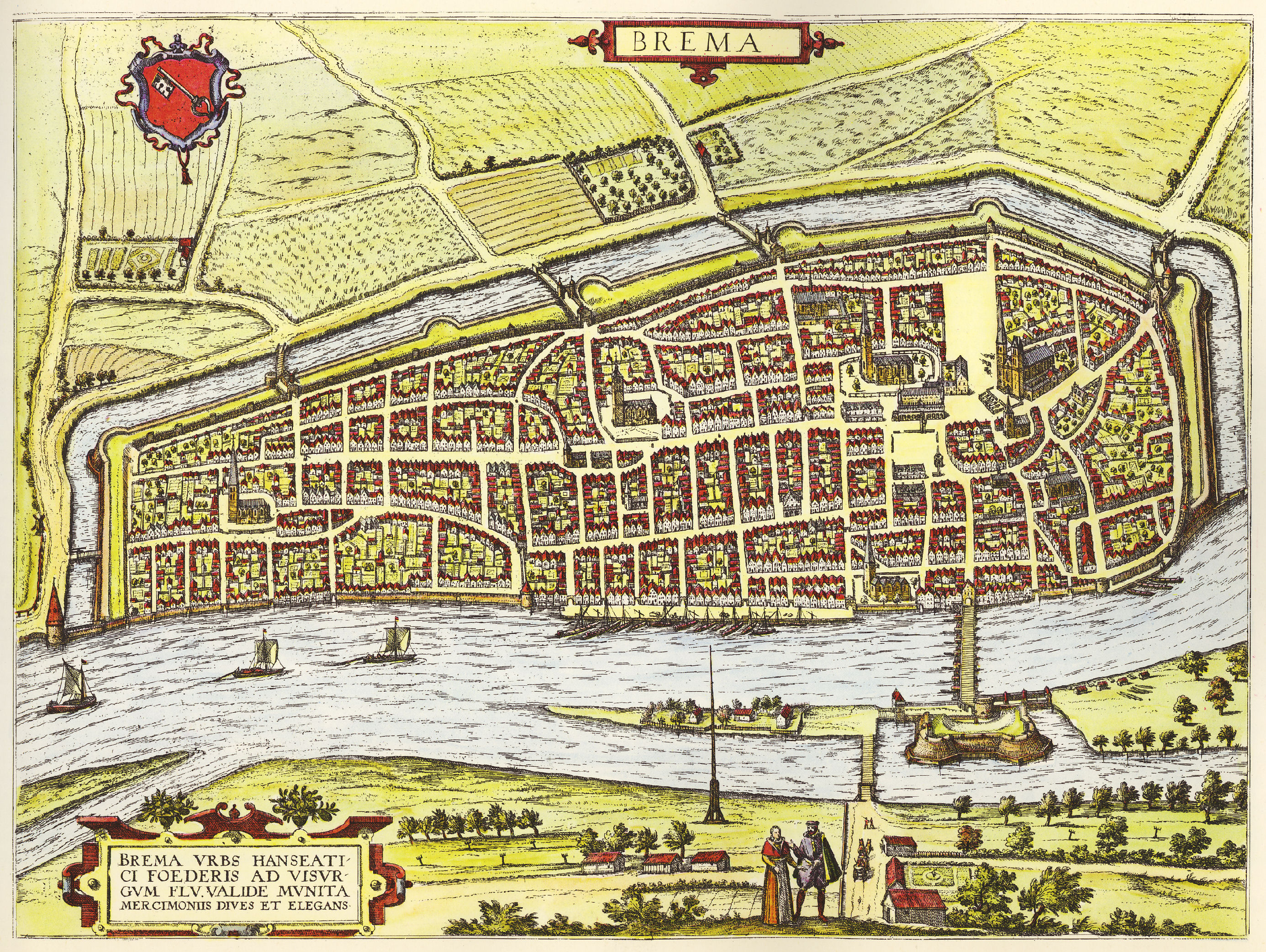
1600年左右的不来梅
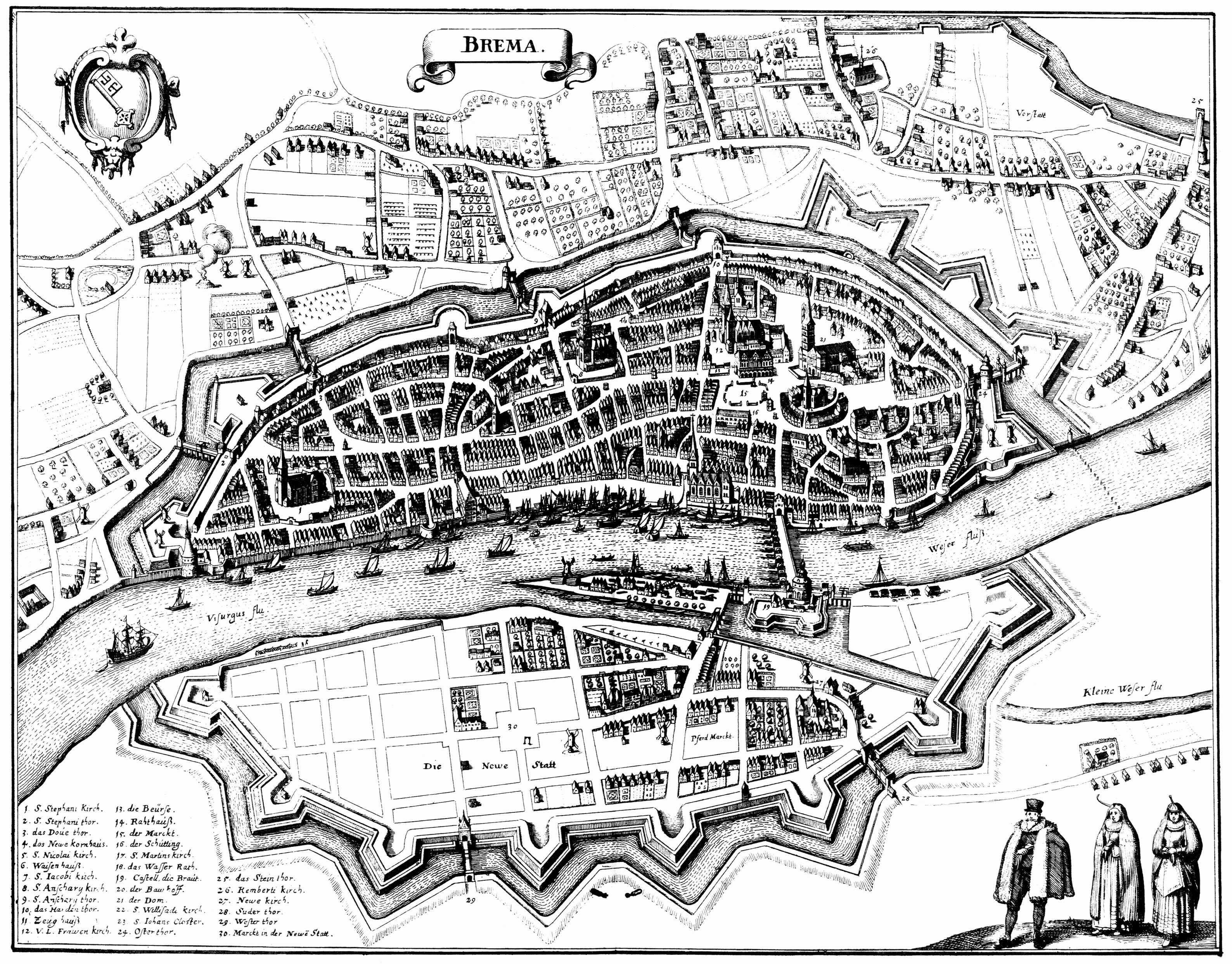
1641年的不来梅
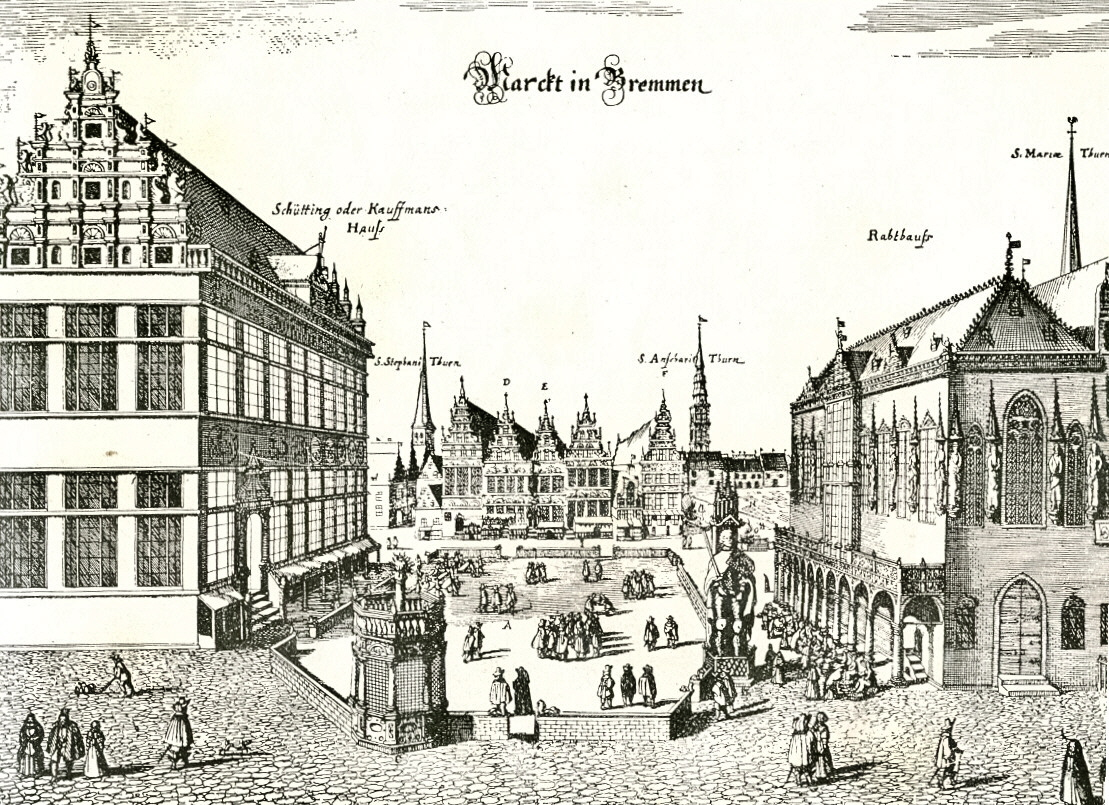
1640年的市政广场
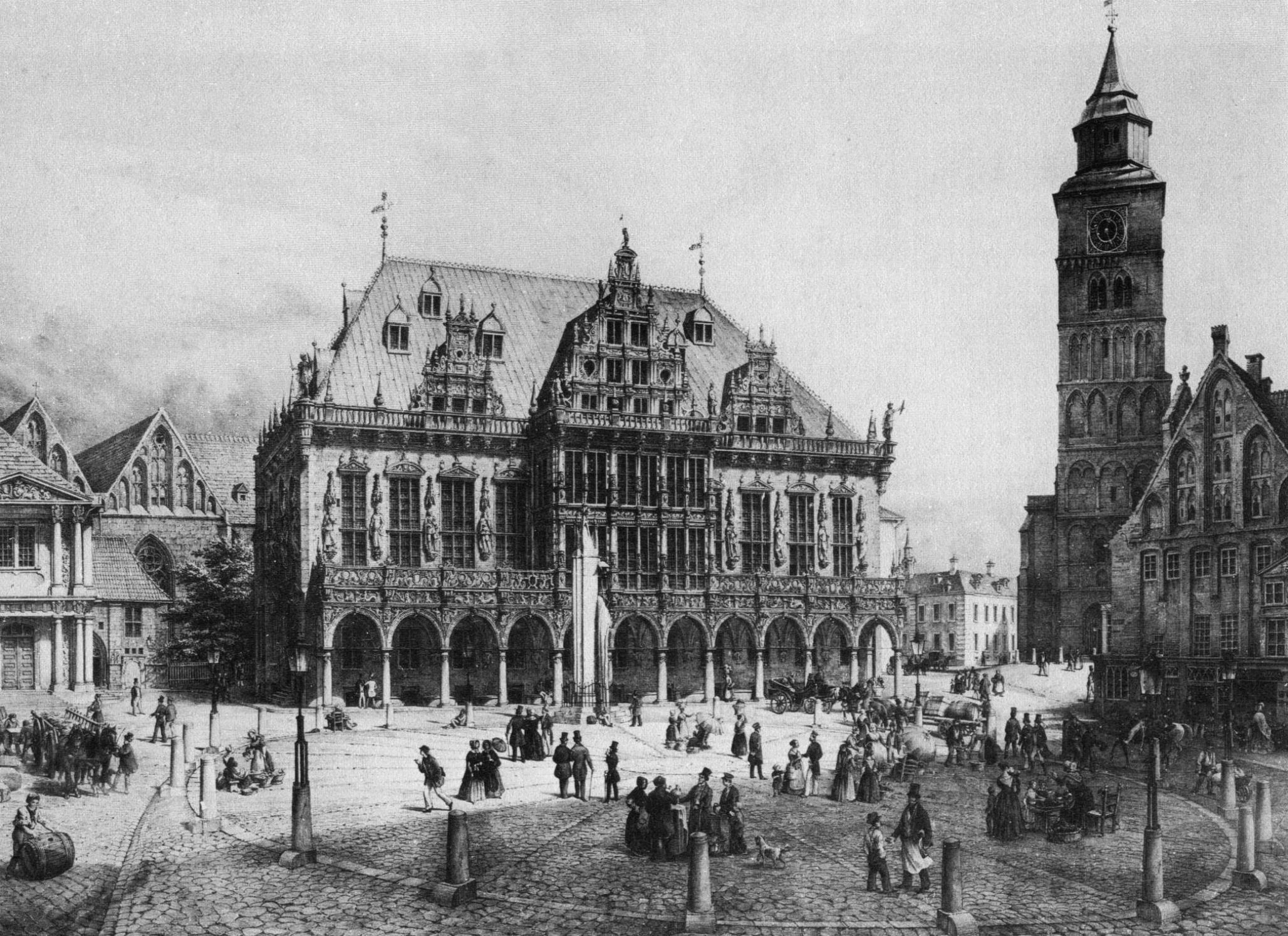
1859年的市政广场
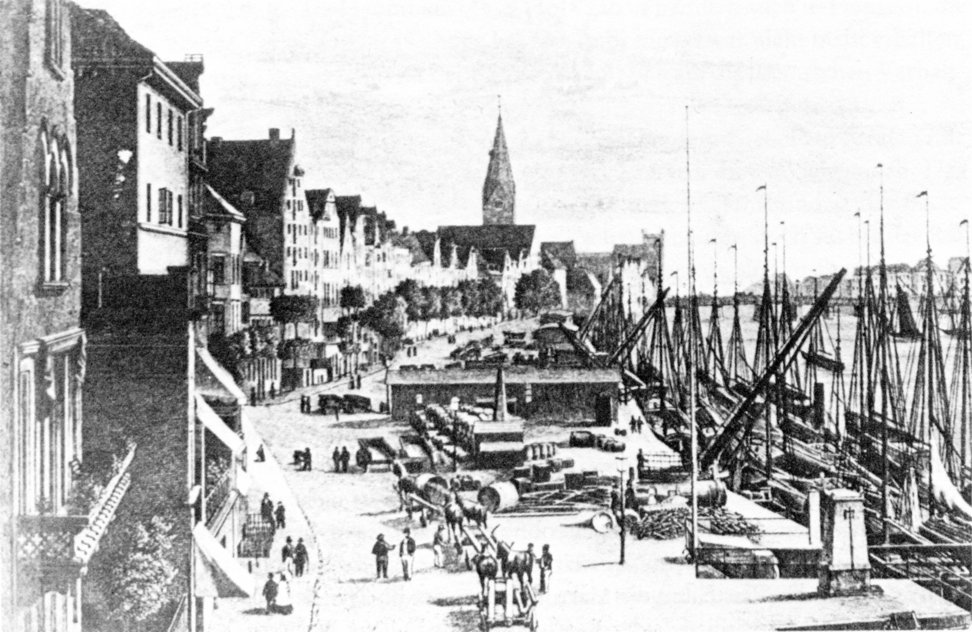
1862年的施拉赫特
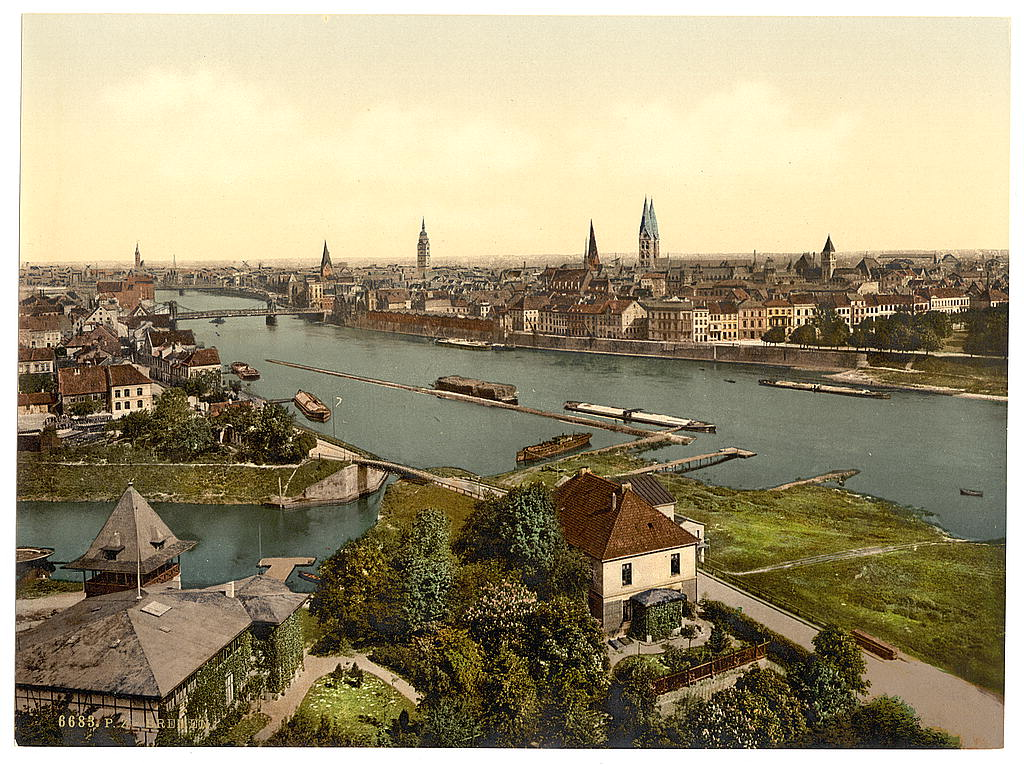
1900年左右的不来梅
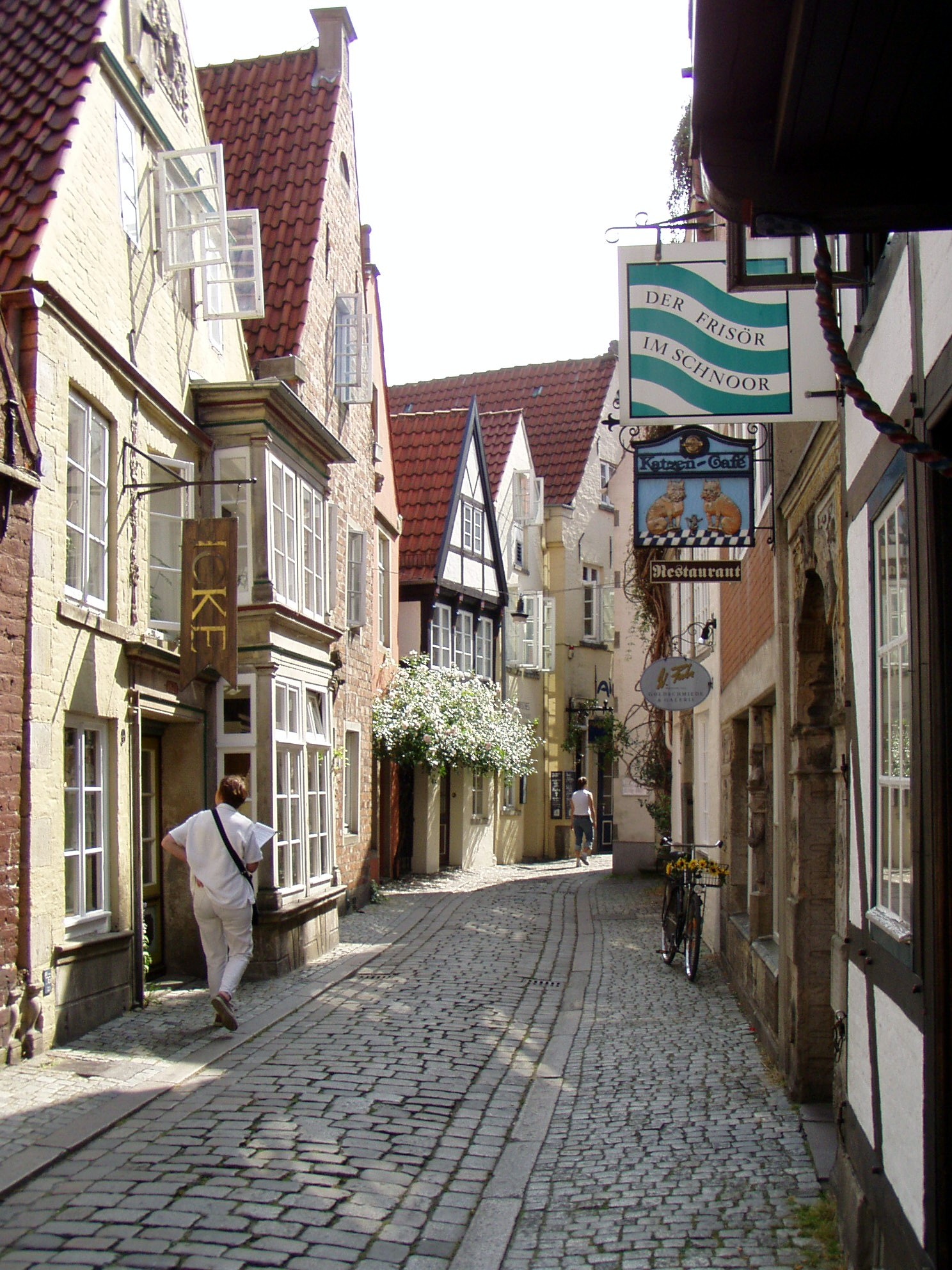
施诺尔古巷

## 地理概况

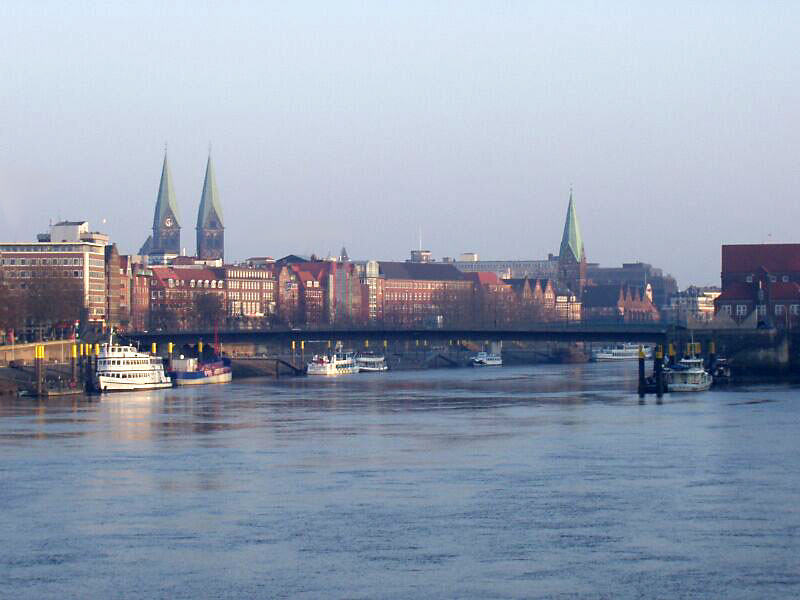
威悉河

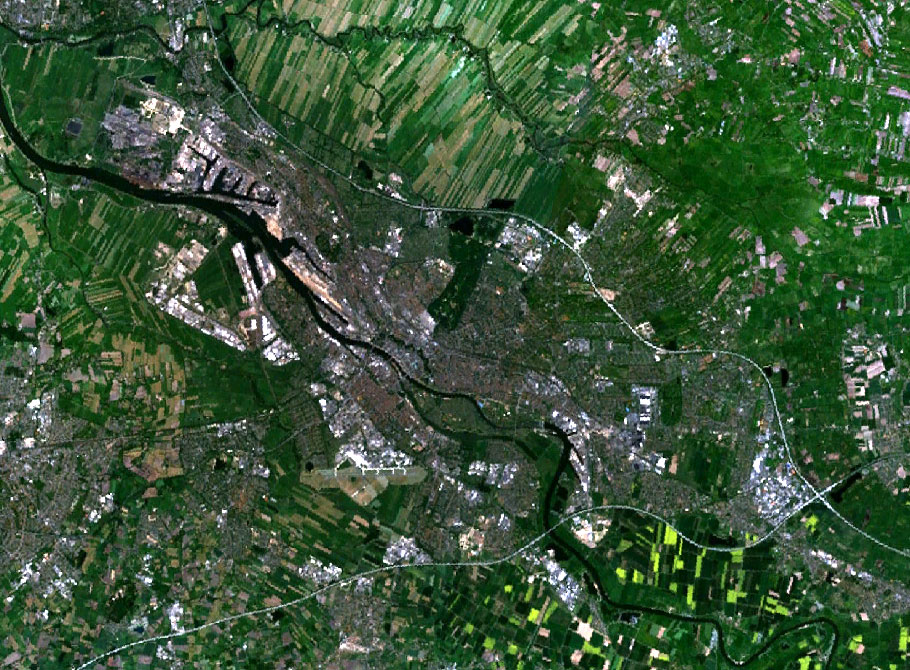
不来梅卫星图

威悉河對不来梅非常重要，它从不来梅穿城而过。不来梅的老城是威悉河中游和下游的分界点，从不来梅市的港区起的航道是人工疏浚的海洋船舶航道。60公里以外的不来梅哈芬位于威悉河的入海口，从不来梅哈芬起到外海的河段被称作外威悉河。
不来梅市辖区最长处约38公里，最宽处约16公里。按照面积大小计算，它在德国的城市中排名第13位；按照人口数量计算，它是德国西北部最大的城市；按照工业总产值计算，它是德国第5大城市。

### 周边县份
不来梅市的四周被下萨克森州所包围，它的 “飞地”不来梅哈芬远洋港区则被不来梅哈芬市所包围。不来梅市西邻德尔门霍斯特市和韦塞马施县，北接奥斯特霍尔茨县，东靠韦尔登县，南部与迪普霍尔茨县接壤。因为一部分周边县市居民的工作地点在不来梅市，但是按照居住地原则把他们的收入所得税、土地税等其它税收缴纳给下萨克森州，不来梅周边一圈县市被称为“脂肪带”，意思是它们非常富有。据统计，在不来梅市工作的239063个人中有103206个人的常住地址不在不来梅市，比例高达43.2%。不来梅市连同周边县市的总人口数不到86万，如果把不来梅-奥尔登堡大都市圈的人口都加上则能够达到237多万。

### 行政區劃
不来梅市共划分为5个大区（Stadtbezirk），19个城区（Stadtteil）和88个街道（Ortsteil）。
不来梅哈芬的远洋港区也隶属于不来梅市，但由不来梅哈芬市代管。两市签订的代管协议包括垃圾清理、消防、救护等内容。

### 海拔
不来梅老城的海拔最高点位于老城东面、Am Wall 196号的警察署（Polizeihaus），海拔为14.4米。不来梅市的自然海拔最高点则位于西北部堡莱苏姆区（Burglesum）的Friedehorst公园内，海拔为32.5米。比这还要高的只有布洛克兰区（Blockland）的垃圾填埋场的山丘（49米）。

## 政治体制
不来梅的根本法是1947年10月21日颁布的《自由汉萨城市不来梅（不来梅州）联邦州基本法》。不来梅州的人民代表机构是四年一选的不来梅州议会（Bremer Bürgerschaft），其中不来梅市选举产生68名议员，不来梅哈芬市选出15名议员。不来梅市的议员同时还组成“不来梅市议会”。
不来梅市的最高领导机构同时还负责不来梅州的管理。市一级和州一级政府共用一套人员。不来梅市长兼任不来梅州长，市政府的7位局长（部长）还负责州一级各自分管领域的事务。

### 市徽

市徽

不来梅的市徽是一把哥特式的银钥匙。市徽的背景为红色。这把钥匙是耶稣十二使徒之一彼得的象征，彼得是不来梅大教堂的主保圣人。市徽的设计在历史变迁中几经改变，现在的设计是1891年的市徽法所确定的。
因为汉堡的市徽是一座城门，不来梅民间流传着一句谚语：“汉堡是通往世界的大门，不来梅是这扇门的钥匙。”

### 市旗

市旗

不来梅市旗的图案由从上至下红白相间的八条条纹和靠旗杆一侧红白相间的方块组成。因其多层次的纹路与让人联想起五花肉，不来梅市旗也被戏称为“培根旗”或者“五花肉旗”。红白色是汉萨同盟的传统色彩。

## 友好城市
截至2021年9月，不来梅共与六座城市结为友好城市关系：
- 波蘭 格但斯克（1976年）
- 拉脫維亞 里加（1985年）
- 中国 大连（1985年）
- 以色列 海法（1988年）
- 土耳其 伊兹密尔（1995年）
- 南非 德班（2011年）

与下列城市的友好关系目前并不活跃：
- 德国 罗斯托克（1986年）
- 斯洛伐克 布拉迪斯拉发（1989年）
- 尼加拉瓜 科林托（1989年）

与以下城市还有非正式的友好关系：
- 印度 浦那（1976年）
- 纳米比亚 温得和克（2001年）

## 经济和交通

### 经济

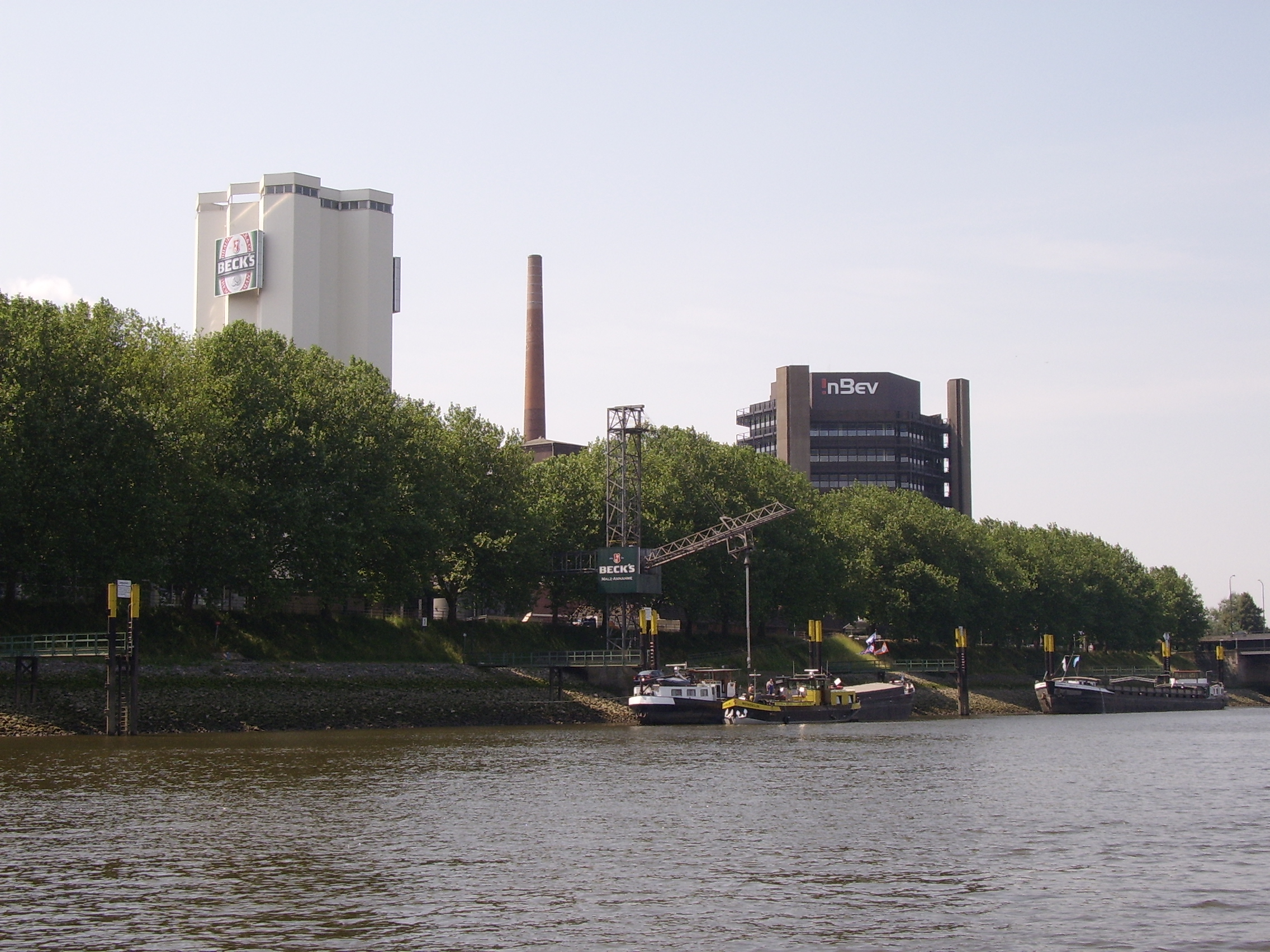
贝克啤酒厂

海外贸易一直以来都对不来梅有特殊的重要性。尽管不来梅港口群的主要货物装卸已经转移到不来梅哈芬港进行，不来梅哈芬的远洋港区还是归不来梅市所有。经过不来梅州的港口进出口的货物五花八门，有鱼、肉、奶制品以及各类原材料，例如棉花、茶叶、大米、烟草、酒或者水果。著名的进出口商行包括具有两百年历史的美最时洋行、棉花贸易商Otto Stadtlander、水果贸易商尤尼维克（Univeg）。
不来梅是德国主要的汽车、造船、钢铁、电子和食品工业中心。
戴姆勒奔驰是不来梅市最大的私企雇主。奔驰不来梅工厂的前身是红极一时的不来梅博格瓦德（Borgward）汽车厂，该工厂目前生产C级和E级T型轿车以及SL级敞篷车。工厂周边还吸引来了一批配件供应商设立工厂，其中最大的工厂是海拉汽车配件（Hella）。

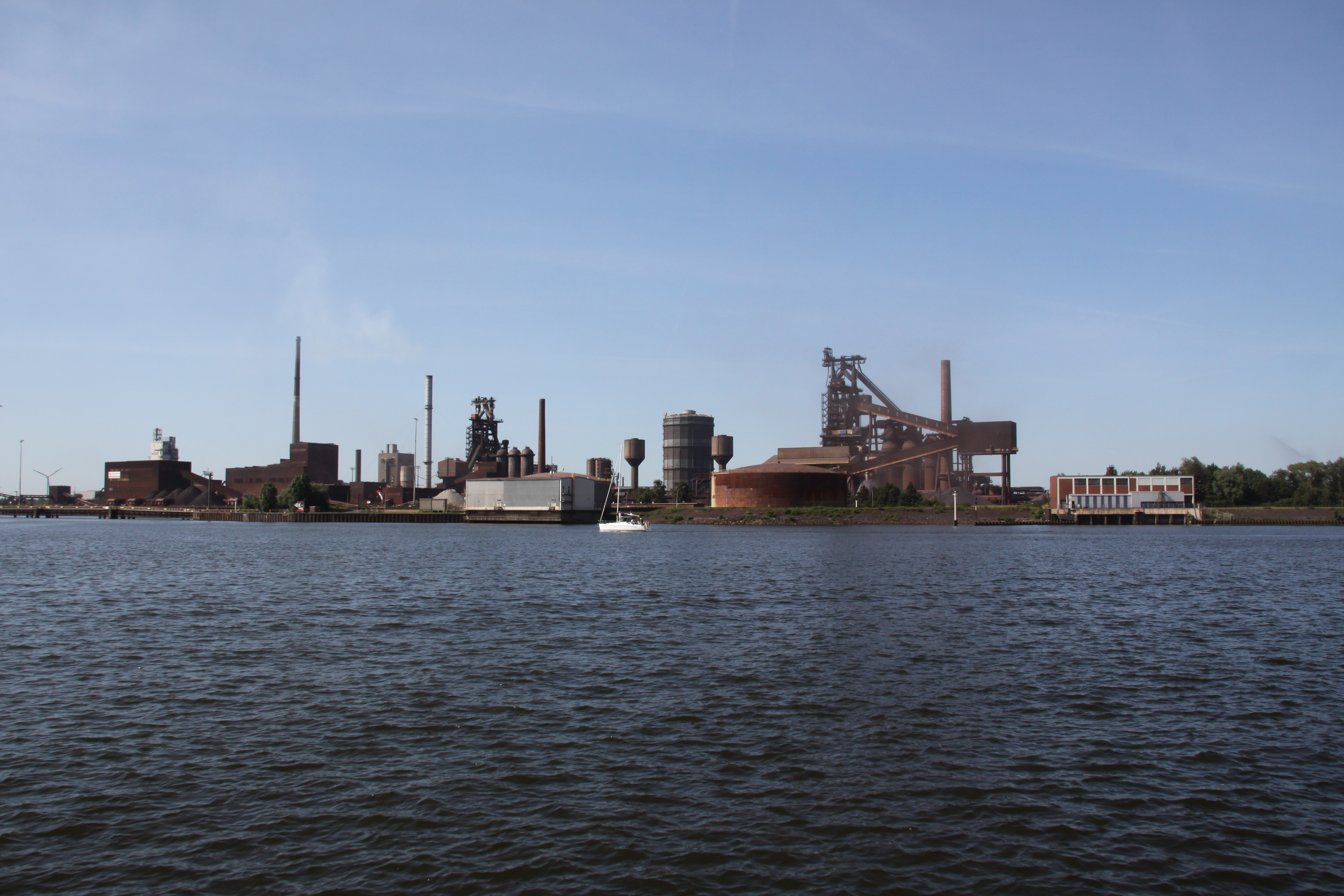
安赛乐米塔尔炼钢厂

德国钢铁和造船工业在过去的几十年中经历了一场结构转型。不来梅钢铁厂于2006年被安赛乐集团兼并（现安赛乐米塔尔）。两家最大的不来梅造船厂威悉股份公司（AG Weser）和不来梅火山（Bremer Vulkan）在产业转型中倒闭，特殊船舶领域的不来梅吕森造船厂成为不来梅乃至德国造船领域新的领头羊。
不来梅是德国重要的服务业和高科技产业基地。空中客车飞机机翼的最终组装在不来梅进行，欧洲航空防务与太空公司的工厂和OHB科技公司为太空实验室、载人火箭和卫星系统生产模块和部件。莱茵金属防务和阿特拉斯电子生产军用和民用的电子设备。与不来梅大学毗邻的科技园在过去的几年里发展为德国最大的科技园之一，为6000多名高技能人才提供就业岗位。
不来梅还是德国主要的食品工业中心。大型跨国食品企业在不来梅设有分公司的包括：收购了贝克啤酒厂的安海斯-布希英博、家乐氏麦片（Kellog's）、从卡夫食品拆分出来的亿滋国际；在不来梅设有总部的食品企业包括：宠物食品企业卫塔卡夫(Vitakraft)、奶制品企业Nordmilch（已合并为DMK）、火腿制品企业Könecke和优质巧克力企业黑骑士（Hachez）。不来梅是世界上10个主要咖啡加工中心之一，在这里加工的主要品牌包括Jacobs、Melitta、AZUL，德国人每年饮用的咖啡的一半产自不来梅。
因为不来梅重要的区域位置，40多个国家在不来梅设有领事馆和荣誉领事。

#### 产业结构
2005年，各产业在不来梅市的经济中所占的比例分别为：农业0.1%，工业28.9%，第三产业71.1%，其中服务业占44.7%，商贸业占26.4%。

#### 行业协会
- 不来梅商会代表的是工商业者的利益，它的办公地点在紧邻市政广场的“施廷楼”（Haus-Schütting）内。
- 不来梅手工业联合会代表的是全市4900多家手工业企业和大约31000名从业者的利益，它的办公地点位于离市政厅不远的“工商业楼”（Gewerbehaus）内。
- 不来梅雇员联合会代表全市大约29万雇员的利益。
- 其他自由职业的代表结构还有医师联合会、药师联合会、建筑师联合会、律师与公证员联合会、税务咨询师联合会、工程师联合会和牙医联合会。

#### 工业园区
不来梅最大的工业园区包括：
- 分布在威悉河两岸的港区

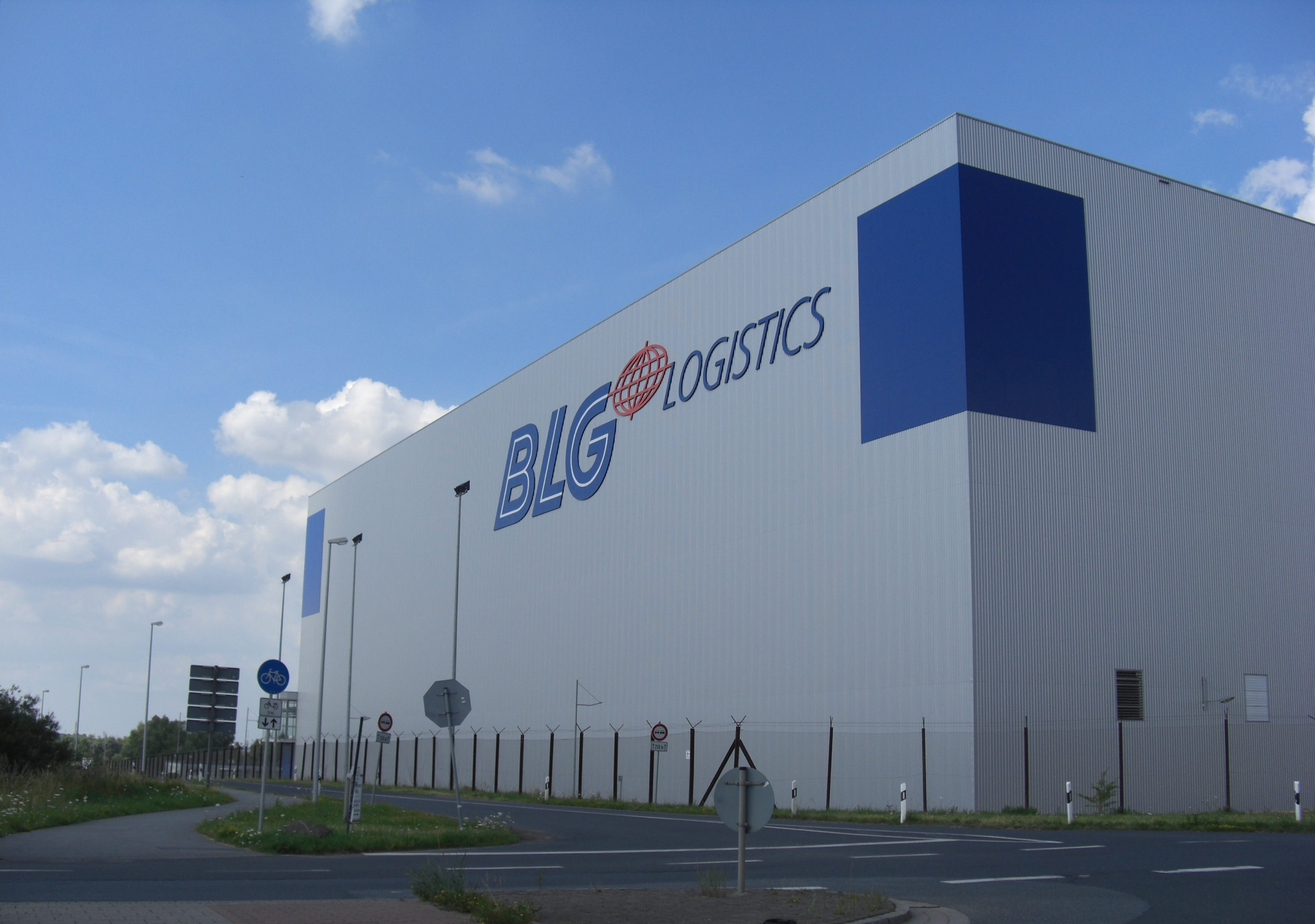
位于不来梅物流园内的欧洲最大的立体仓库

  - 工业港区内的不来梅工业园（Bremer Industrie-Park）为核心，大约140公顷
- 不来梅老城，大约1300公顷，以购物、商贸、银行、管理和媒体行业为主
- 诺伊斯达特（Neustadt）区的不来梅物流园（GVZ），大约472公顷
- 远洋城（Überseestadt），大约290公顷
- 诺伊斯达特（Neustadt）区机场附近的工业园，以“机场城”（Airport-Stadt）和“奥河屯工业园”（Gewerbegebiet Ochtum）为核心，主要企业为欧洲航空防务与太空公司（EADS）旗下的空客工厂、阿斯特里姆（Astrium）航天科技、风能企业ENERCON和不来梅公交公司BSAG。
- 靠近不来梅大学的不来梅科技园，大约172公顷
- 赫梅林根区（Hemelingen）的“汉萨线工业园”（Gewerbepark Hansalinie），大约155公顷
- 赛巴兹布吕克区（Sebaldsbrück）的奔驰工业园，大约70公顷
- 在威格萨克区（Vegesack）不来梅火山造船厂旧址上规划的“不来梅火山工业园”，大约50公顷
- 瓦勒区（Walle）的巴伐利亚路工业园，大约60公顷
- 奥斯特霍尔茨区（Osterholz）的不来梅高速公路交叉口的物流园（Gewerbegebiet Bremer-Kreuz），大约50公顷
- 诺伊斯达特（Neustadt）区沿威悉河一带的工业区，大约40公顷，主要企业为贝克啤酒厂、亿滋国际。
- 奥斯特霍尔茨区（Osterholz）的威悉公园工业区（Weserpark），主要企业为麦德龙集团的大型购物中心
- 法格区（Farge）的“法格东工业园”，大约22公顷

### 交通

#### 港口与海运

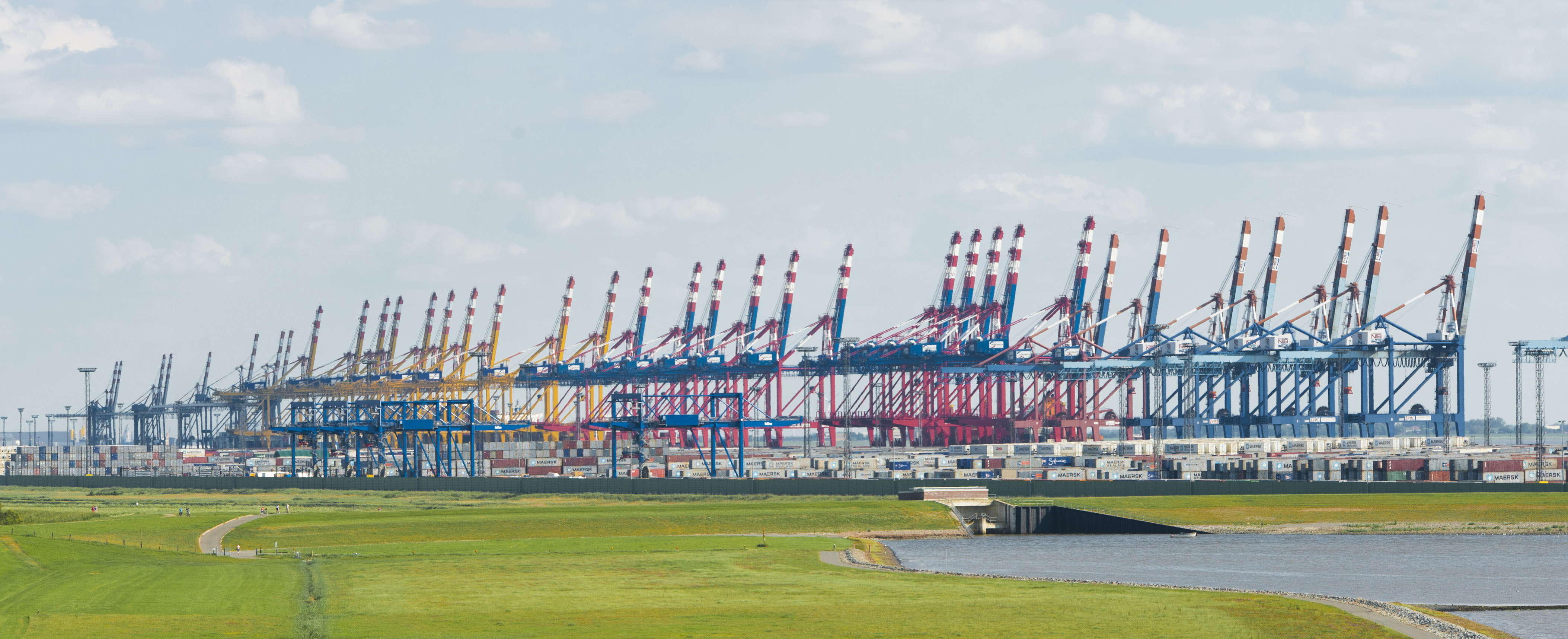
不来梅哈芬市的集装箱港区隶属于不来梅市

航运业是不来梅几百年以来的传统行业。尽管航运业经过多次历史变迁，它依旧是不来梅重要的经济支柱并提供大量的工作岗位。属于不来梅市的港 
区包括诺伊斯达特港（Neustädter Hafen）、贸易港（Handelshäfen）、霍恩门港（Hohentorshafen）、工业港（Industriehäfen）和不来梅哈芬市的远洋港区。原先的不来梅远洋港区在填埋和陆续开发后焕发生机，现在形成了名为“远洋城”的新城区。
集装箱船不断更新换代，为了在未来的航运业继续拥有自己的立足之地，不来梅还斥巨资参与建设下萨克森州威廉港的JadeWeserPort（亚德港）项目。
不来梅北区与对岸的韦塞马施县只有设有三条汽车轮渡线。

#### 航空

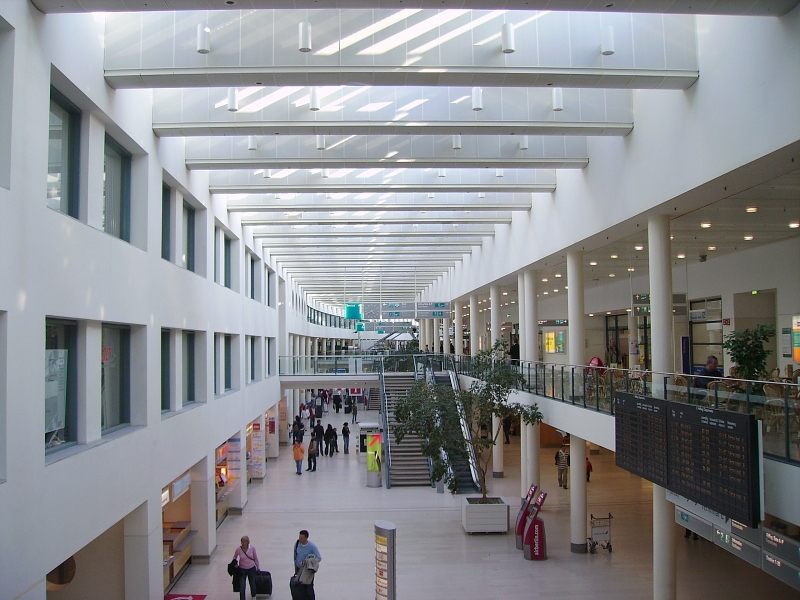
不来梅机场候机楼

不来梅机场坐落在不来梅市南郊。这个机场始建于1909年。2001年，机场候机楼重建完毕。不来梅机场是在欧洲最靠近市区的国际机场，乘坐6路有轨电车只需要10分钟就能抵达市中心。另外还有从机场到奥尔登堡、汉堡和荷兰格罗宁根的机场大巴。因为夜航禁令，每天晚上11点最后一个航班准时降落在不来梅机场。
不来梅机场主要针对的是中短途的航线，2013年的总旅客数量约为260万人。2007年，廉价航空公司瑞安航空（Ryanair）包下了一个货运仓库，将其改建成专用的E航站楼，开发大量新航线，不来梅机场的旅客数量激增。2014年夏季，开通不来梅航线的航空公司包括：法国航空（Air France）、Air Via、AIS Airlines、bmi Regional、日耳曼尼亚航空、Germanwings、荷兰皇家航空、汉莎航空、瑞安航空、北欧航空、Sun Express、土耳其航空。其中，日耳曼尼亚航空和廉价航空公司瑞安航空是拥有从不来梅抵达的直航点最多的航空公司，航线覆盖欧洲和北非部分地区。汉莎、荷航、法航等国际航空公司从不来梅出发经过各自中转枢纽可抵达世界各地的目的地。此外，机场还有其他航空公司的包机服务。
设在不来梅机场的不来梅飞行员学校为汉莎航空旗下的各家航空公司、德国国防军、奥地利航空和欧洲空间局（ESA）培训飞行员。

#### 铁路
现在的不来梅中央火车站在1885-1889年间建成，当前每天的乘客数量约为12万人。它是德国第12大的火车站，也是德国西北部主要的火车枢纽。
通往魯爾區、汉诺威市、奥尔登堡市、汉堡市、不来梅哈芬市和不来梅维格萨克区的铁路线在不来梅中央火车站交汇。从不来梅中央火车站经过的长途铁路线共有三条：不来梅-慕尼黑线（ICE城际快车）、汉堡-科隆线（IC城际铁路）、奥尔登堡-莱比锡线（IC城际铁路）。
不来梅中央火车站是历史主义风格的建筑物。火车站的正面有四个分别象征工业、贸易、铁路和航运的浮雕。另还，还能在外墙上还能找到科隆、汉诺威、汉堡三个与不来梅相连的城市以及不来梅市本身的城徽。火车站的屋顶是铜顶，随着时间的推移铜顶因为化学反应首先会变灰，然后再变成绿色。候车大厅墙壁上反映烟草种植和贸易的马赛克壁画实际上是不来梅老香烟厂Martin Brinkmann于1951年制作的的广告。

#### 公共交通
不来梅公交公司（BSAG）的8条有轨电车线和44条公交车线承担着不来梅市区的公共交通。一些私营公交公司还提供地区性的大巴服务，和不来梅公交公司（BSAG）合作形成了覆盖威悉河下游流域的不来梅-下萨克森公交联盟（VBN）。
2010年12月，不来梅-下萨克森公交联盟委托私营的西北铁路公司（Nordwestbahn）开通了三条连接不来梅和周边城市的地区轻轨线（Regio-S-Bahn）。2011年12月，又有第四条地区轻轨线投入了运营。
|                  |
| 不来梅的有轨电车 |

#### 公路

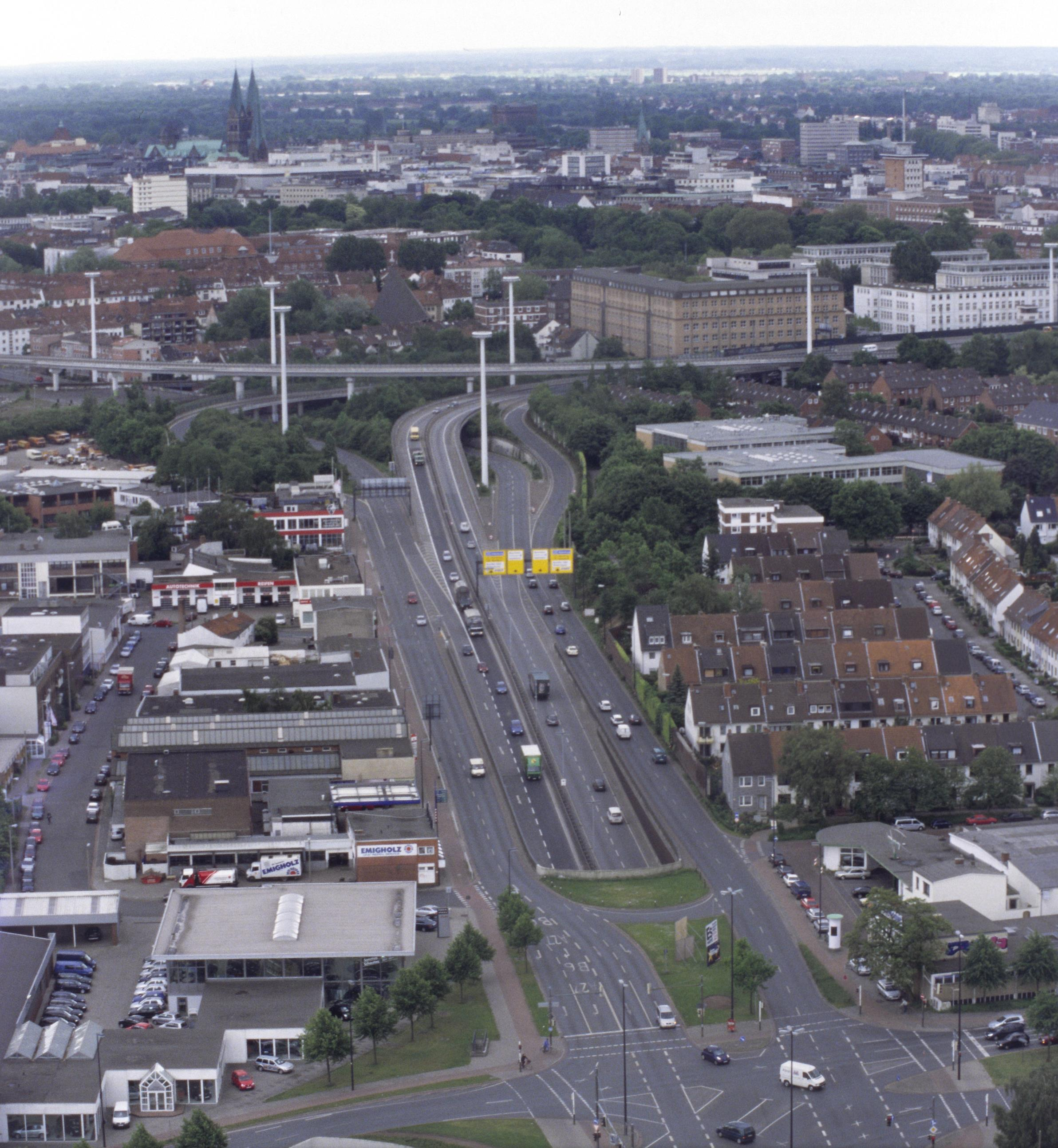

联邦级高速公路A1和A27在不来梅东南郊的三叉口处交接。A27高速公路在往不来梅哈芬的方向还分出A270高速，通往不来梅北的法格区（Farge）。A281高速公路目前已经完成了威悉河右岸从不来梅工业港区（Industriehäfen）到布尔格区（Burg）的一段，以及威悉河左岸从不来梅物流园到机场一段。需要从威悉河河底穿过的最后一段预计在近几年开工。如果A281高速公路合龙以后，环形的高速公路网就能围绕不来梅整个城市，方便城区内的交通，并极大地改善不来梅物流园的交通条件。
除了高速公路以外，联邦级普通公路B6、B74和B75也经过不来梅市。
德国童话之路南起格林兄弟的故乡哈瑙，蜿蜒向北约600公里，抵达童话故事不来梅的城市乐手的发生地不来梅。这条道路经过了格林兄弟居住的各个地方，以及其经典作品的发生地。

#### 自行车
因为地势较为平坦，不来梅属于德国自行车使用率最高的大城市。全市拥有560公里与机动车道平行的自行车辅道。在公园、绿地和堤岸一般也有专门的自行车道。
此外，一直从汉诺威明登市经过不来梅一直通往北海、近500公里长的威悉河自行车道，还有从不来梅通往汉堡市、约150公里长的自行车道都是四通八达的德国长途自行车道网络的一部分。
|                          |
| 自行车交通的道路标识系统 |

## 基础设施

### 教育设施

#### 中小学校
不来梅有74所小学，33所普通中学，5所职业高中和8所具备为大学输送毕业生资格的文理高中。

#### 高等院校
不来梅共有四所高等院校：不来梅大学、不来梅应用技术大学、不来梅艺术学院和私立不来梅雅各布大学。

##### 大学
- 公立的不来梅大学有大约2万名学生和1500多名科研人员。1971-1972年间成立以后，不来梅大学还于1973年兼并了不来梅师范学院。这所大学教授医学和神学以外的所有学科。2012年，不来梅大学还被列入打造精英大学的德国大学卓越计划。

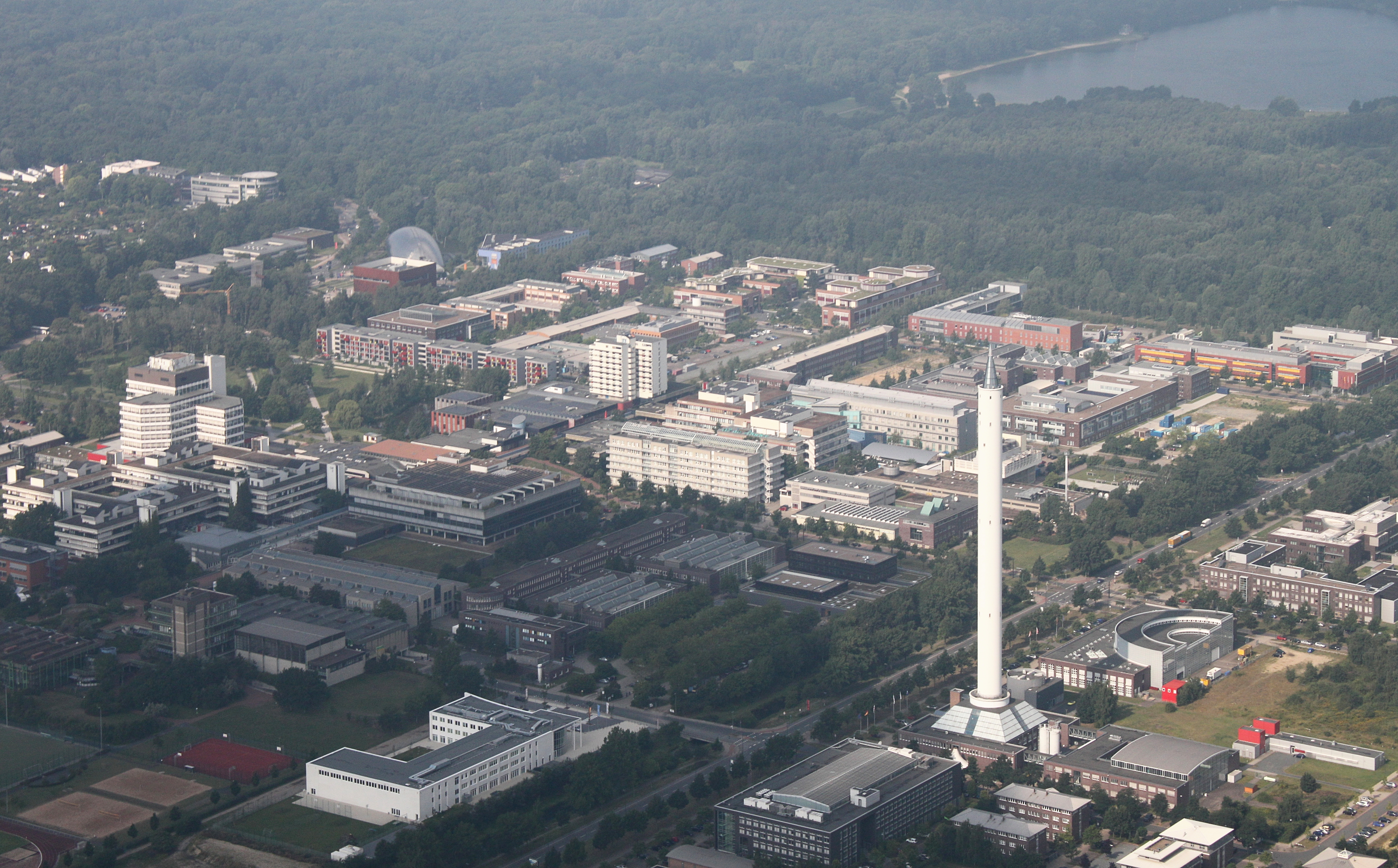
俯瞰大学（右下角为用于失重试验的落塔）

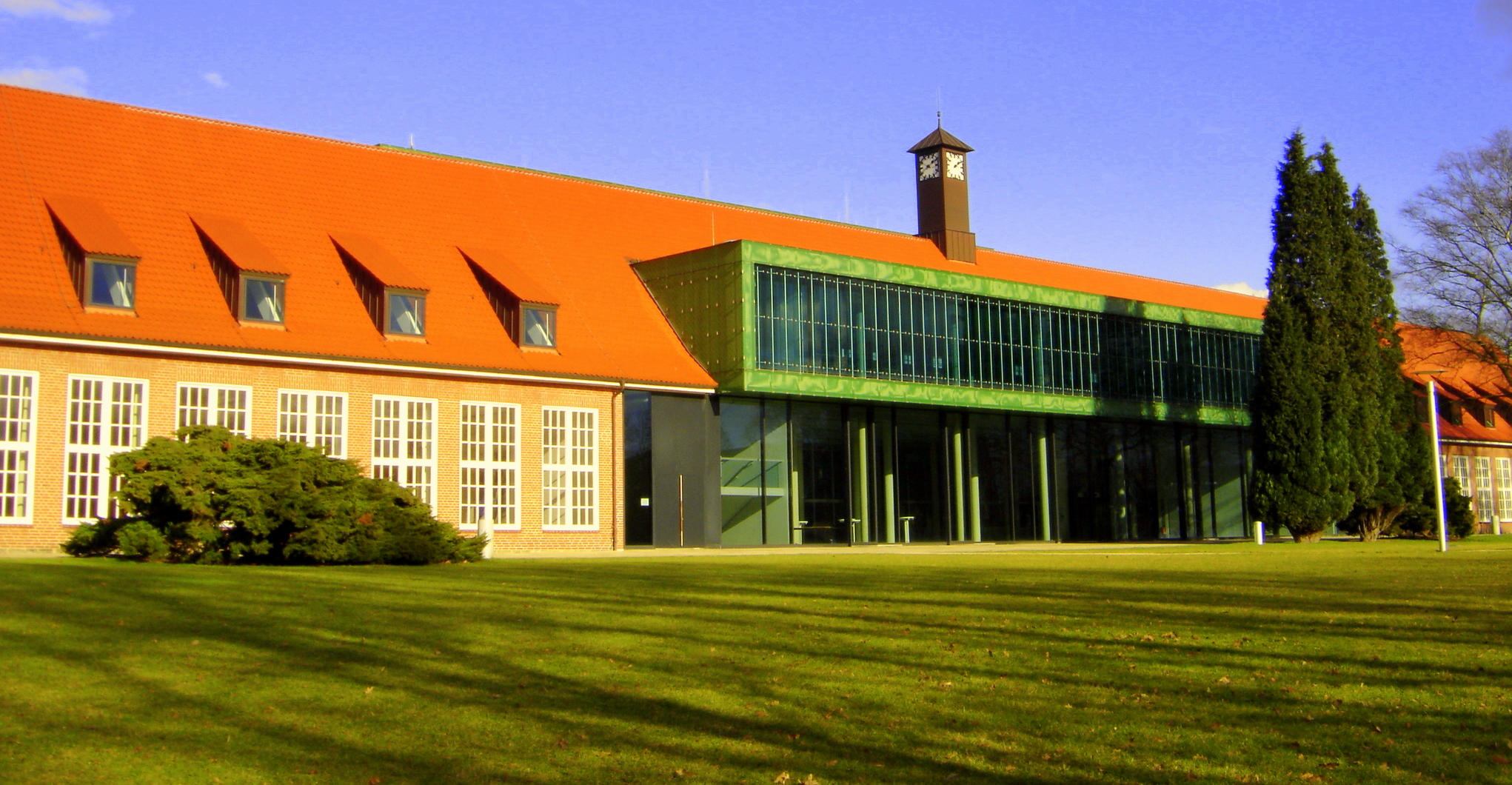
雅各布大学教学楼

- 不来梅雅各布大学是一所按照美国模式办学的私立大学，它的前身是不来梅国际大学，位于维格萨克区的格洛恩（Grohn）街道。不同于其他德国大学，它的授课语言为英语。2006年11月，曾经执掌著名的不来梅咖啡企业“雅各布”的克劳斯·雅各布通过他的基金会向这所大学捐款2亿欧元，这是欧洲范围内的大学迄今为止接收到的最大的单笔私人捐款，因此大学从2007年起以雅各布命名。2013年，雅各布大学的注册学生数为1370名。

##### 应用技术大学（Hochschule）

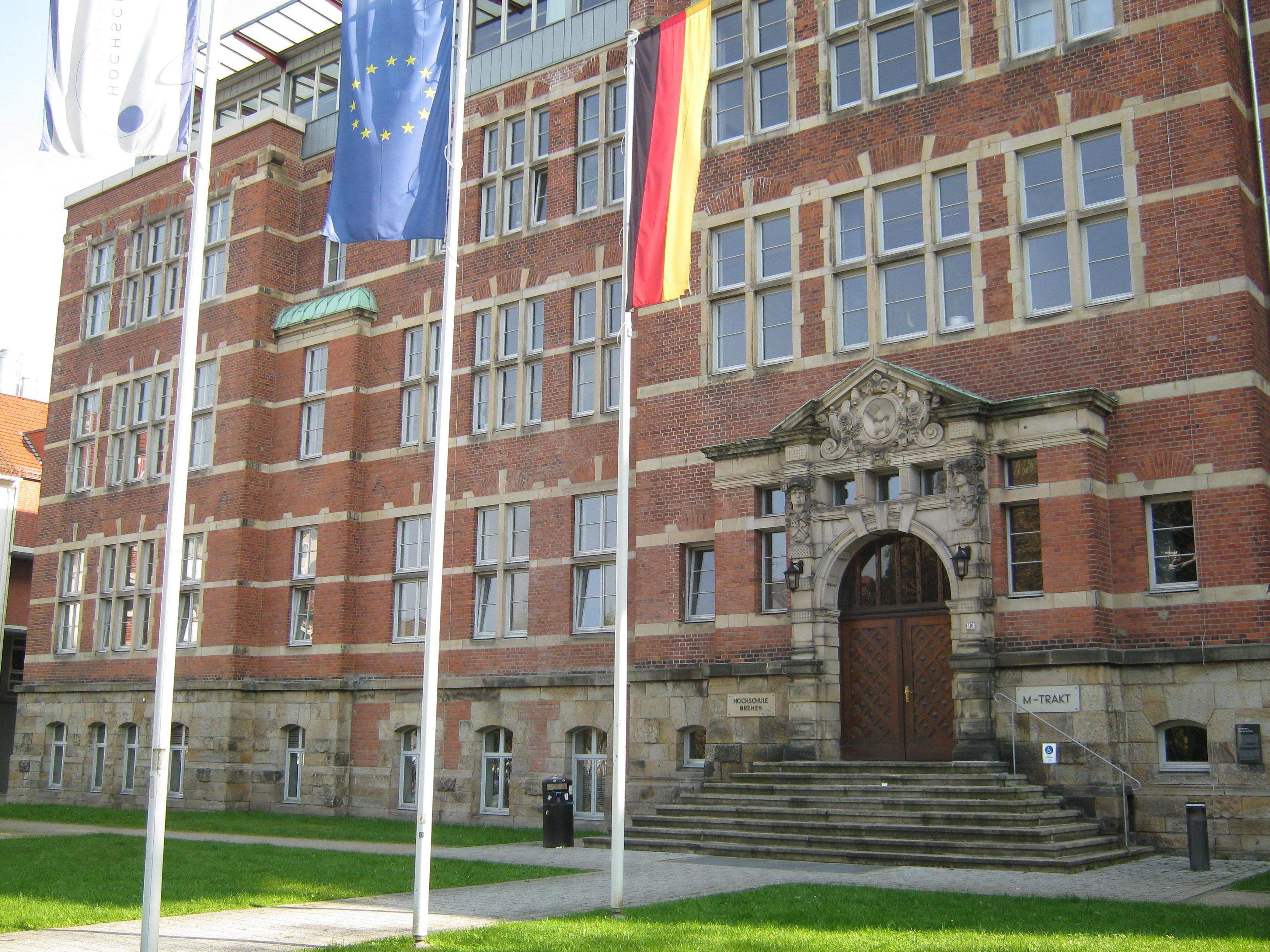
不来梅应用技术大学主楼

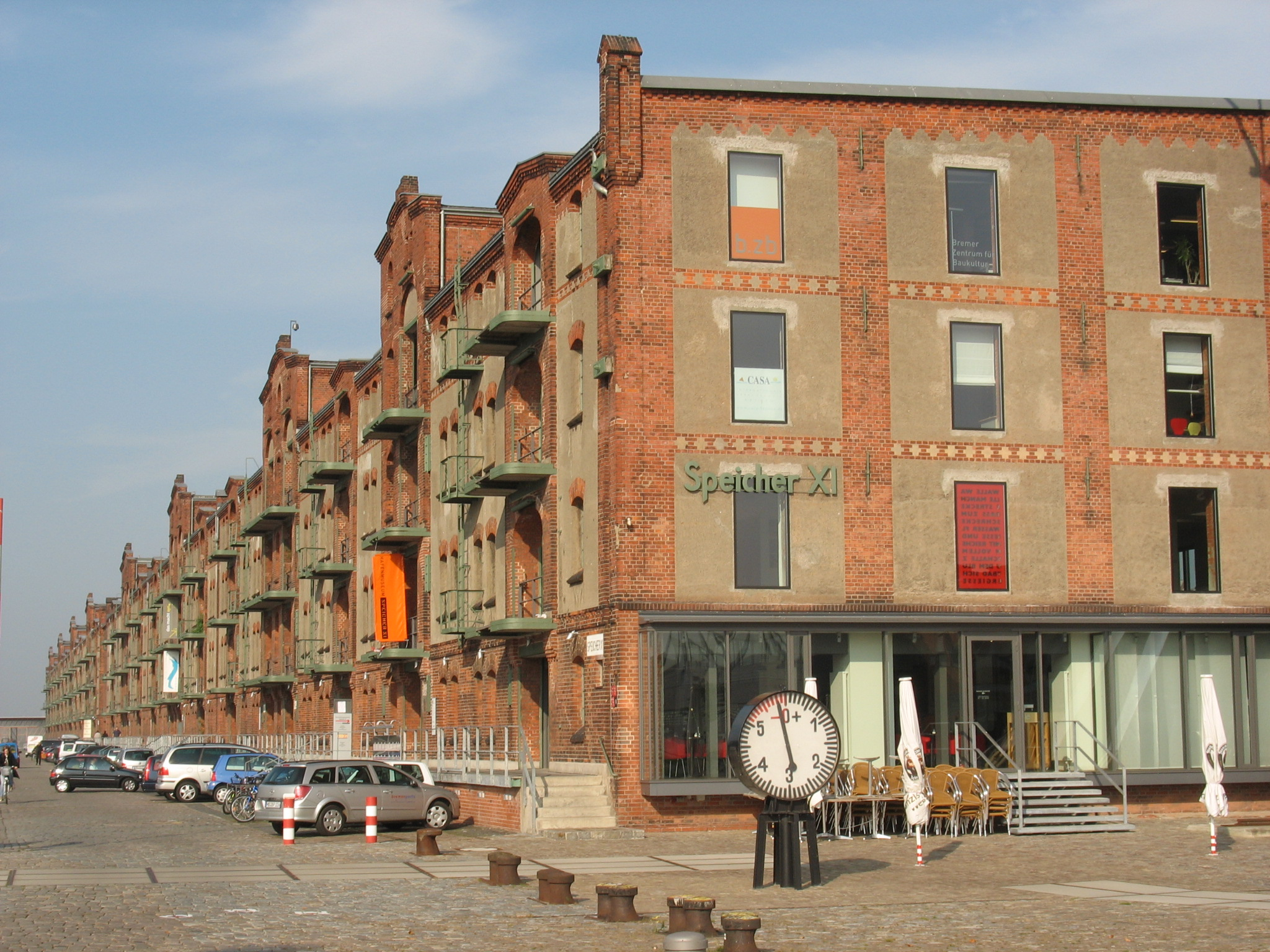
不来梅艺术学院教学楼

- 公立的不来梅应用技术大学（英语：Bremen University of Applied Sciences）是1982年经过四所学院合并产生的：经济学院、科技学院、社科学院和航海学院。这所大学的历史最早可以追溯到1799年。2011年学生数是大约8200名。
- 公立的不来梅艺术学院（英语：University of the Arts Bremen）有教授70名，学生900多名。艺术学院在艺术和设计方面的专业在“远洋城”里由旧仓库改建的“11号仓库”大楼里授课，音乐专业在老城里授课。

#### 研究结构
不来梅还有以下院外的学术机构和研究所：
- 弗劳恩霍夫协会59家研究所其中的两家位于不来梅：弗劳恩霍夫制造技术和应用材料研究所（IFAM）和医学图像处理研究所（MeVis）。制造技术和应用材料研究所主要开展材料形式与功能、粘接技术和表面处理的应用性研究和开发；医学图像处理研究所专门开发医学成像技术和量化分析的辅助软件。
- 马克斯·普朗克学会的海洋微生物研究所（MPI-MM）位于不来梅。这家从事基础研究的研究所主要对海洋和相关微型生物的新陈代谢方式进行研究。
- 莱布尼茨学会下属的热带海洋生态中心（zmt）进行热带海洋生态系统的功能的基础研究。以及预防医学及流行病学中心（BIPS）致力于疾病与相关因素的研究，如生活方式和生活环境、生物和社会因素，以及疾病的早期发现和治疗安全性问题。
- 亥姆霍兹联合会设在不来梅哈芬市的阿爾弗雷德·韋格納極地與海洋研究所（英语：Alfred Wegener Institute for Polar and Marine Research）与德国精英研究集群之一的不来梅大学海洋环境科学研究中心（德语：Marum (Universität Bremen)）以及其他海洋科学相关的不来梅研究机构之间有着紧密的配合。
- 不來梅海運經濟與物流研究所（德语：Institut für Seeverkehrswirtschaft und Logistik）是1954年成立的非营利海事研究和咨询机构。研究所共分三个研究领域：物流系统、海运经济和交通以及物流信息技术，其主要的职能是理论与实践运用之间的转化。

2005年，不来梅和不来梅哈芬在德国科学促进会的“科学之城”评选中从36个德国城市中脱颖而出。

#### 图书馆
- 不来梅市立图书馆位于老城区，是不来梅市自建的公共图书馆。
- 不来梅国立和大学图书馆（SuUB）位于大学内，是不来梅州和不来梅大学的学术性图书馆。

### 医疗设施
不来梅市立医院共有四所，它们是医院联合体Gesundheit Nord的成员单位：
- 不来梅市中心医院（Klinikum Bremen-Mitte ）
- 不来梅市北医院（Klinikum Bremen-Nord）
- 不来梅市东医院（Klinikum Bremen-Ost）
- 威悉河左岸医院（Klinikum Links der Weser）

另外还有四所独立医院：
- 新教Diako福利医院，格雷普林根（Gröpelingen）区
- 天主教圣约瑟夫修道院医院，施瓦赫豪森（Schwachhausen）区
- 红十字会医院，诺伊斯达特（Neustadt）区
- 罗兰医院，诺伊斯达特（Neustadt）区

此外，还有一些较小的专业医院：
- 瑞士Ameos医疗集团下属的Dr. Heines医院，一家针对精神病、心理治疗和心身医学治疗的专业医院，位于奥伯诺伊兰（Oberneuland）区
- 帕拉塞尔斯医疗集团下属的不来梅帕拉塞尔斯医院，涵盖矫形外科、神经外科、眼科、耳鼻喉科、普通外科，位于瓦尔（Vahr）区

### 媒体

#### 广播和电视

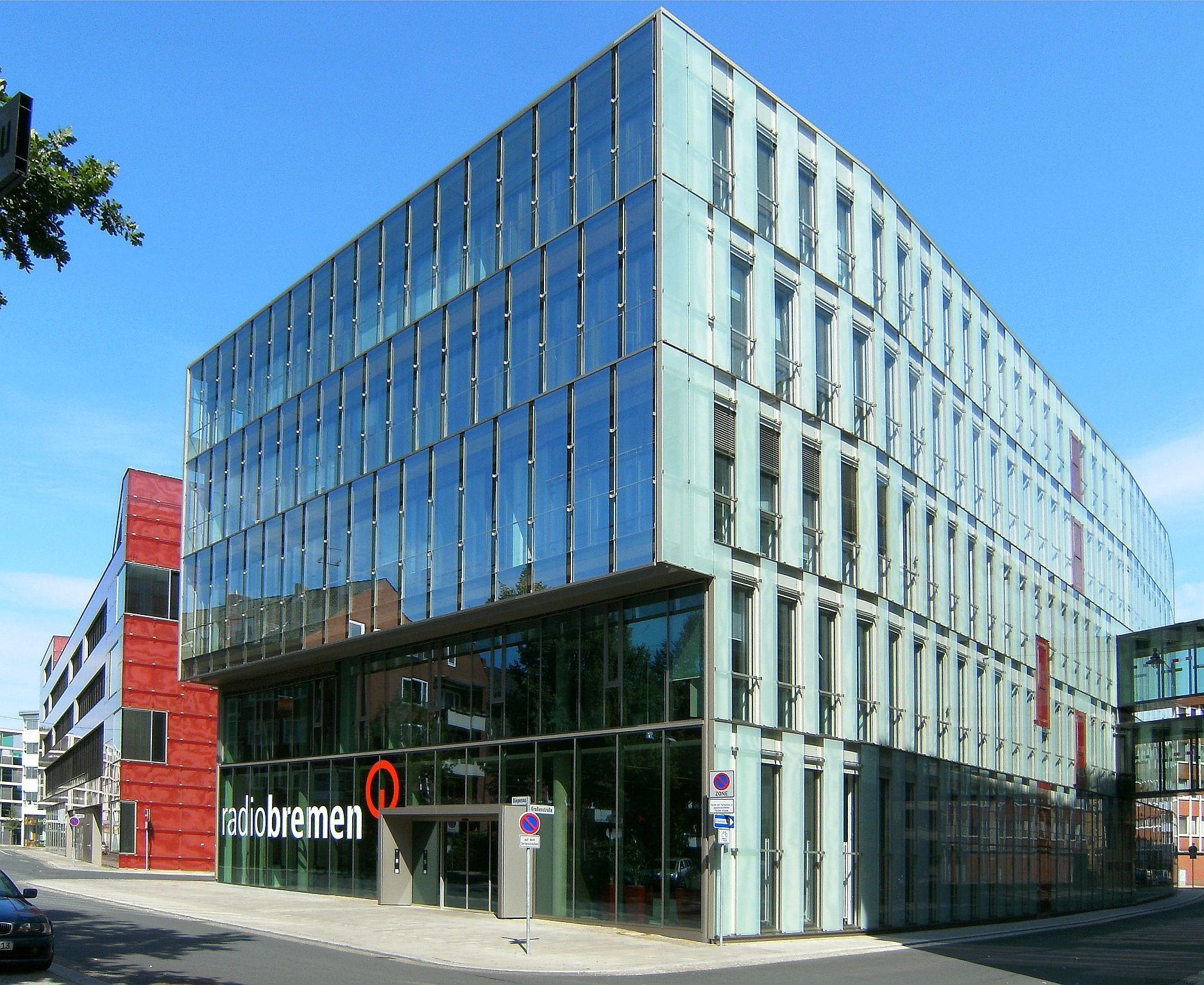
不来梅广播电台新址

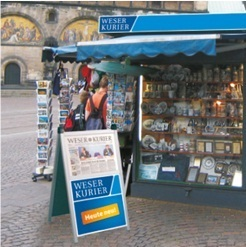
报刊亭的威悉信使报广告板

不来梅的州立广播电视机构为不来梅广播电台（Radio Bremen），它是德国广播电视联合会最小的成员。不来梅广播电台定期制作电视节目在不来梅广播电台电视频道中播出，并播发四套广播节目：
- 主要电视节目
  - Buten un Binnen——晚7点半播出的半小时电视新闻杂志
  - 3nach9——德国最早开播的脱口秀节目（每月一期）
- 广播节目
  - Bremen eins——不来梅第一频道广播
  - Bremen vier——不来梅第四频道广播
  - Nordwestradio——与北德意志广播电台合作的“西北广播频道”
  - Funkhaus Europa——与西德意志广播电台、勃兰登堡-柏林广播电台合作的“欧洲广播”

此外，不来梅还能收听几个私营的广播频道：例如Energy Bremen（不来梅动力）、Hit-Radio Antenne Bremen（不来梅劲歌天线）和Motor FM。私营的电视台RTL和Sat1在不来梅拥有自己的记者站，为不来梅和下萨克森两个联邦州制作每天半小时的地区节目。

#### 报刊
不来梅地区发行的日报为威悉信使报（Weser-Kurier）和内容几乎一模一样的不来梅信息报（Bremer Nachrichten）。
不来梅还有三份周报：不来梅广告报（Bremer Anzeiger）、威悉报道（Weser-Report）和BLV报。另外，一些私营出版机构还发行宣传各种本地文化和社会活动的城市杂志：Bremer、Prinz Bremen、Bremen-Magazin、Mix、Foyer等等。

## 文化和历史名胜

### 文化名胜
- 不来梅市政厅，威悉文艺复兴风格，世界文化遗产
- 罗兰骑士雕像，象征着不来梅独立的直辖市地位
- 不来梅酒窖，位于市政厅地下室，德国最古老和著名的酒窖之一
- 不来梅的城市乐手，德国童话之路的终点
- 不来梅大教堂及其陈列室
- Schütting——施廷楼，不来梅商会的办公地点
- Domshof——大教堂广场
- Stadtwaage/Essighaus——两座典型的威悉文艺复兴风格建筑物
- Gewerbehaus——工商业楼，威悉文艺复兴风格，不来梅手工业联合会的办公地点
- Böttcherstraße——箍桶匠街，手工艺商品店
- Schnoor——施诺尔区，中世纪的渔民居住区
- Postamt 1——Domsheide附近的邮局大楼，新文艺复兴风格
- Landgericht——Domsheide附近的州法院办公大楼，历史主义风格
- Schlachte——施拉赫特，以前作为码头使用的威悉河堤，现有各色餐馆、酒吧和不来梅赌场
- Am Wall——旧城墙大街，分布着餐馆、高档家居和服饰店
- Fedelhören——老城周边一条以古钱币和古玩收藏店为特色的小巷

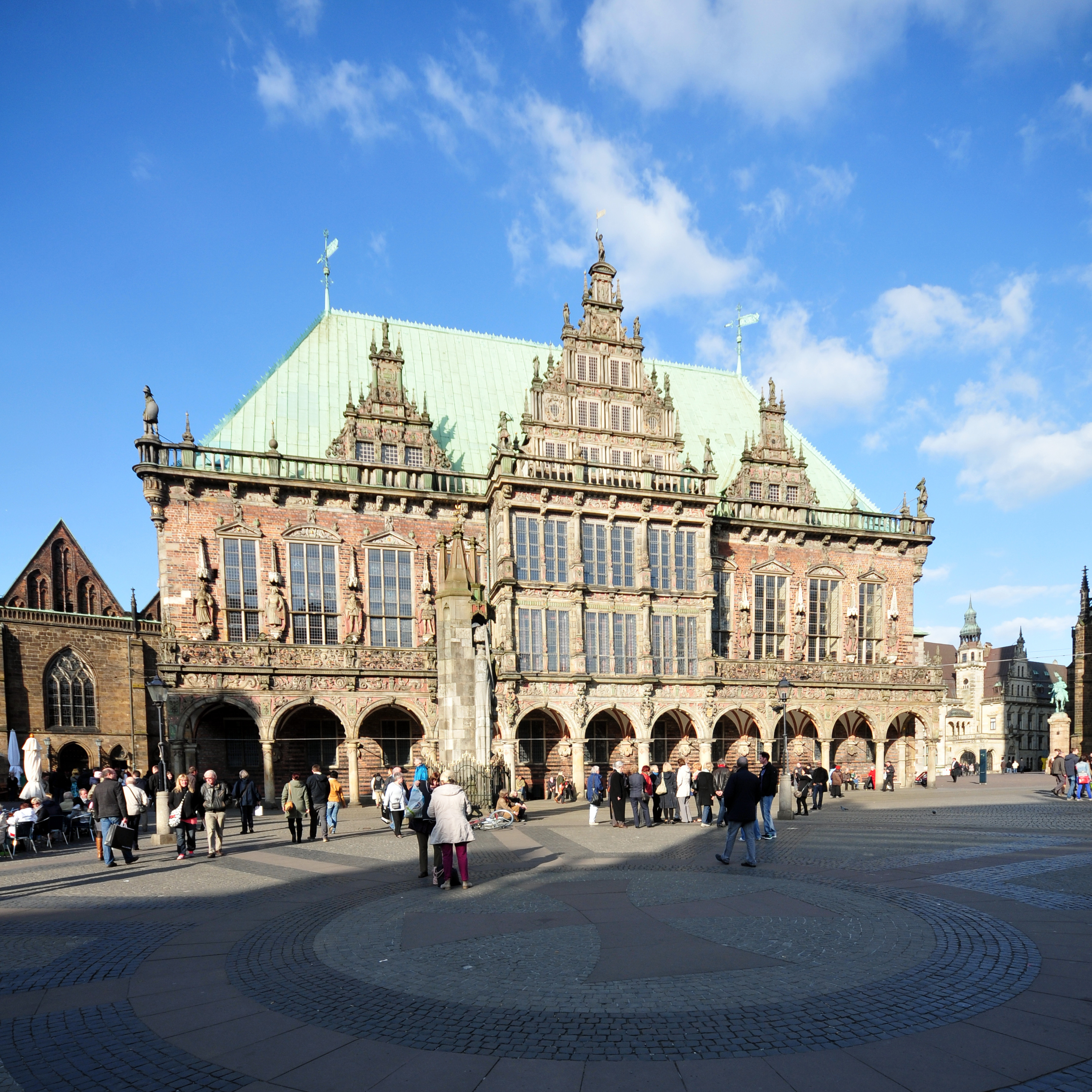
市政厅和罗兰骑士雕像
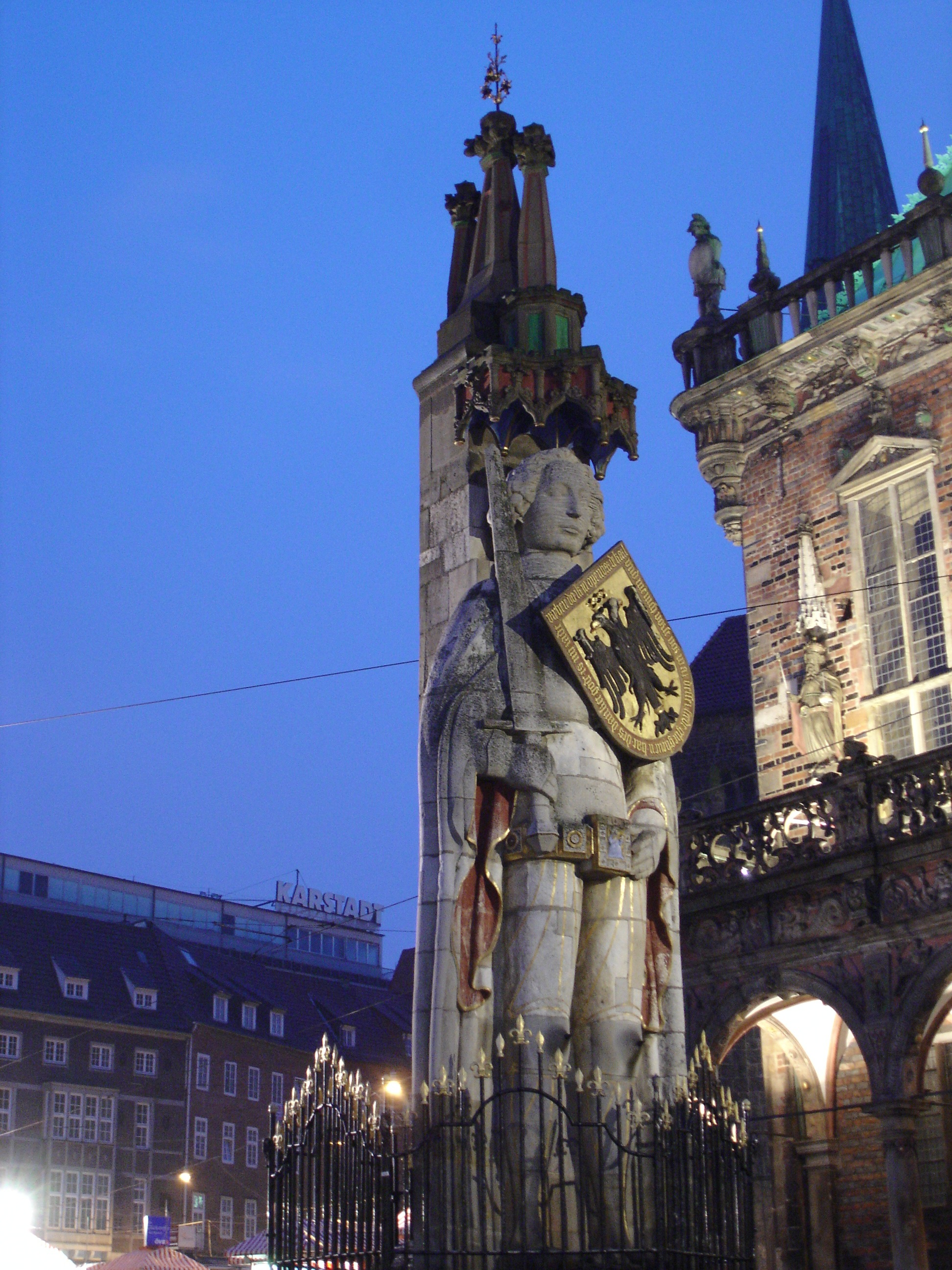
罗兰骑士雕像
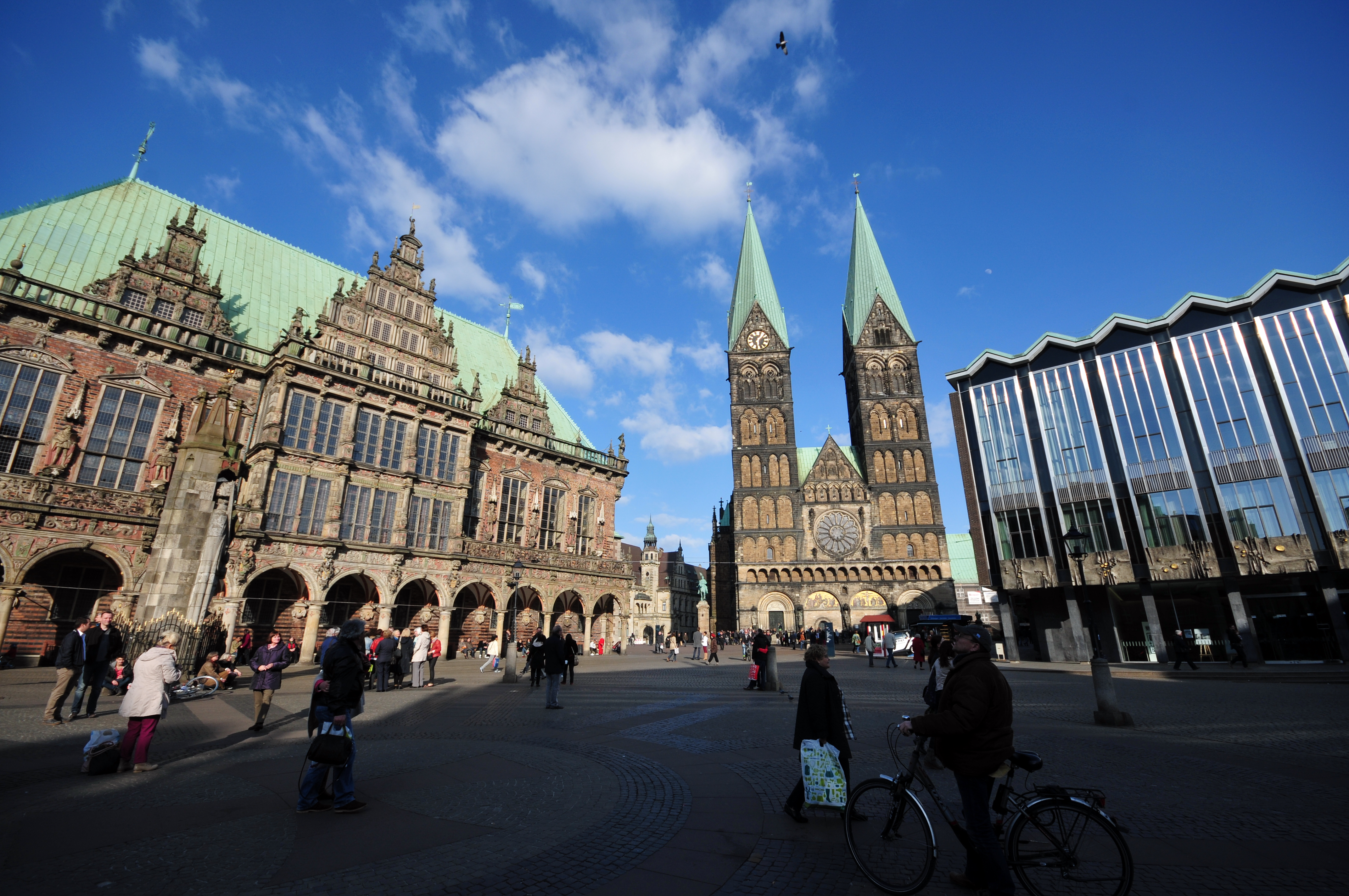
大教堂
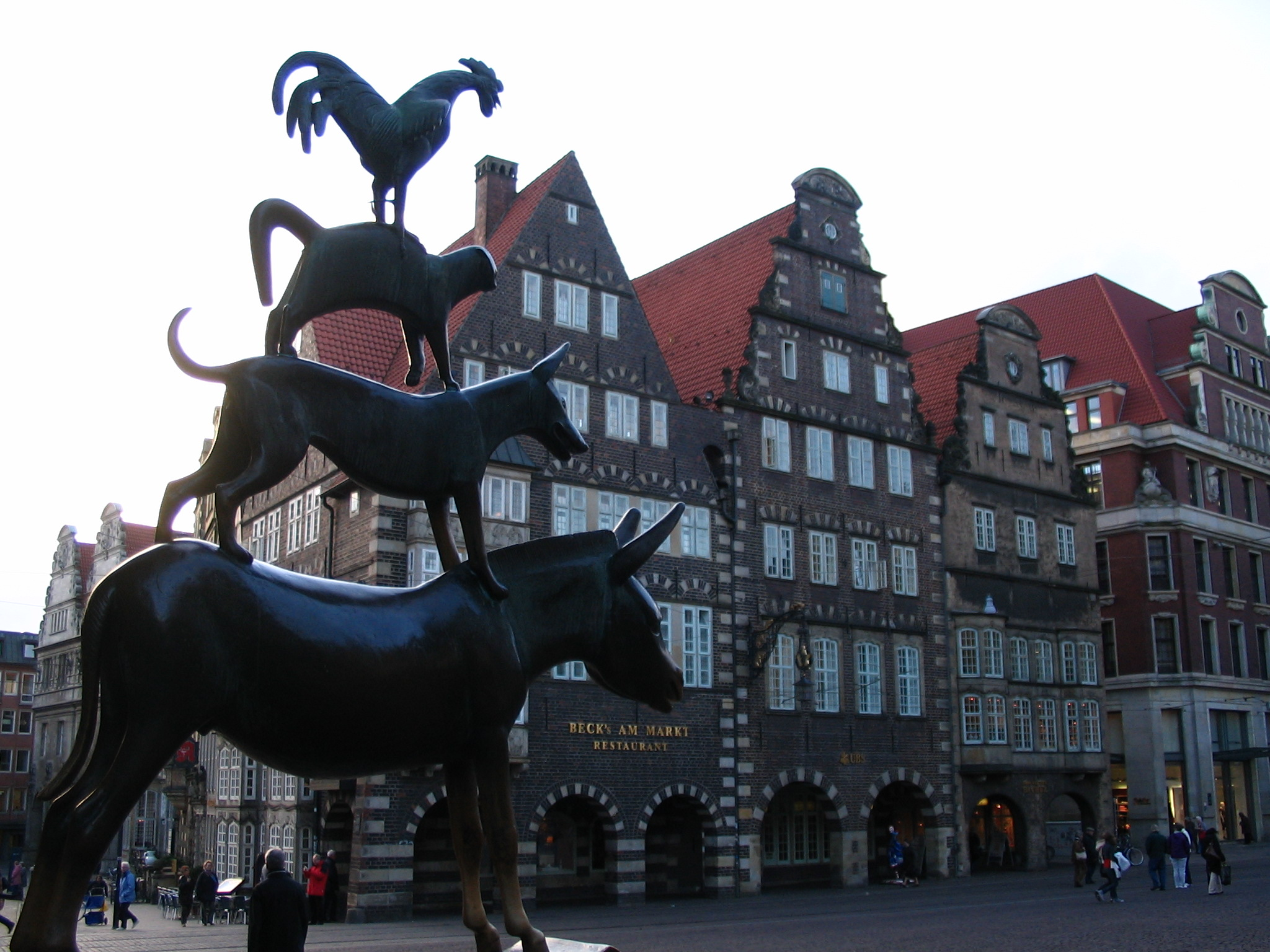
不来梅的城市乐手
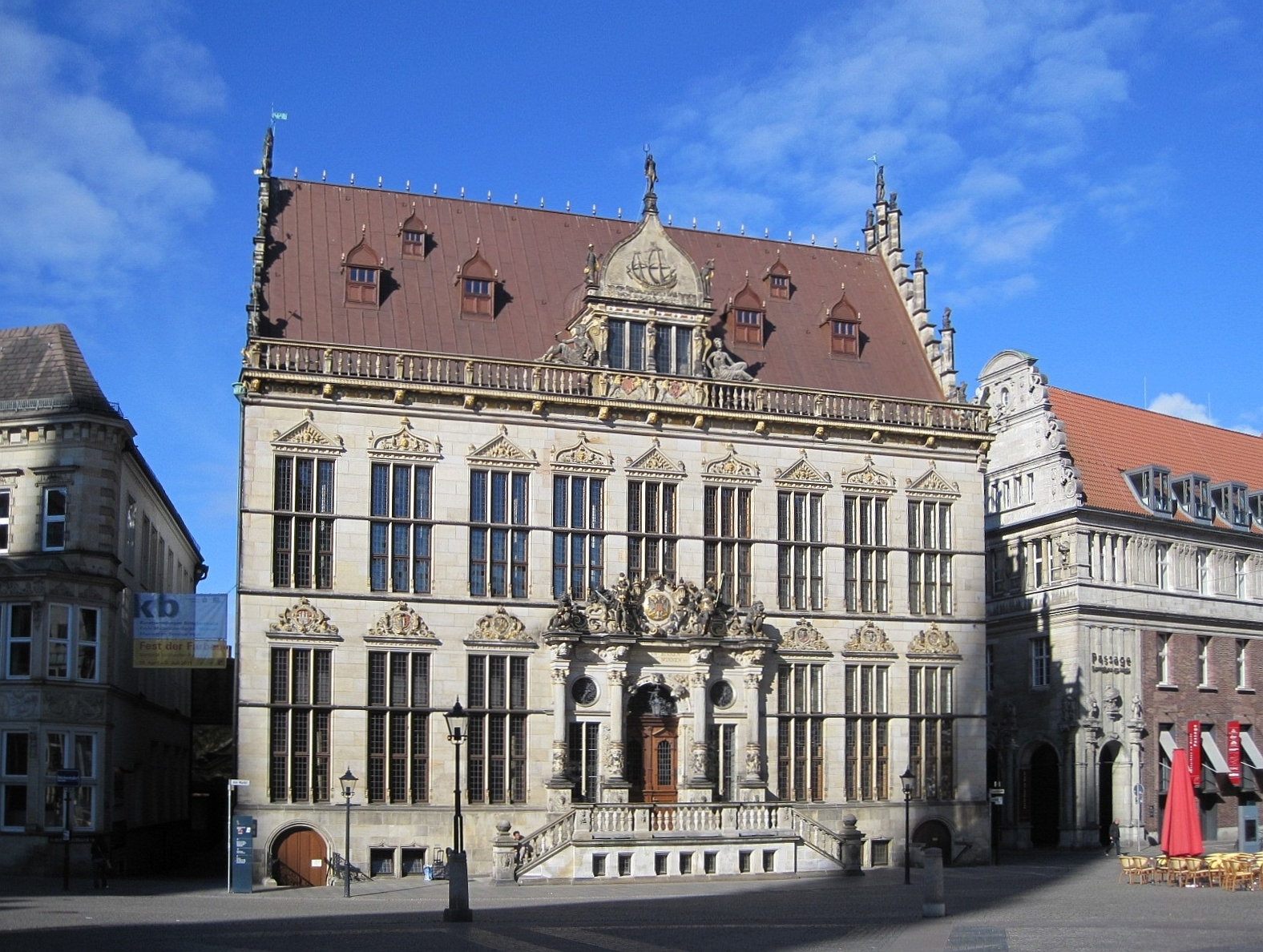
不来梅商会“施廷楼”
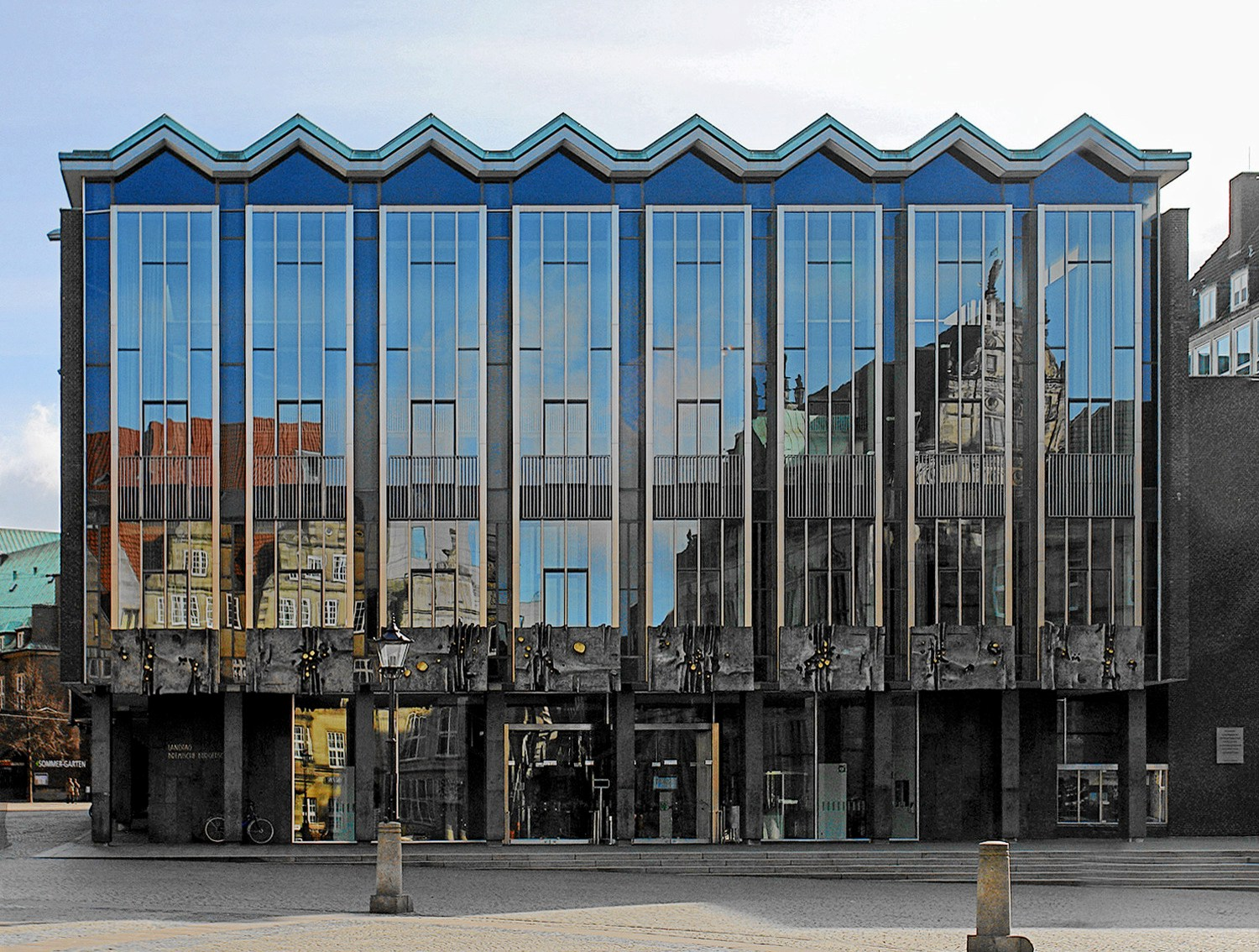
议会
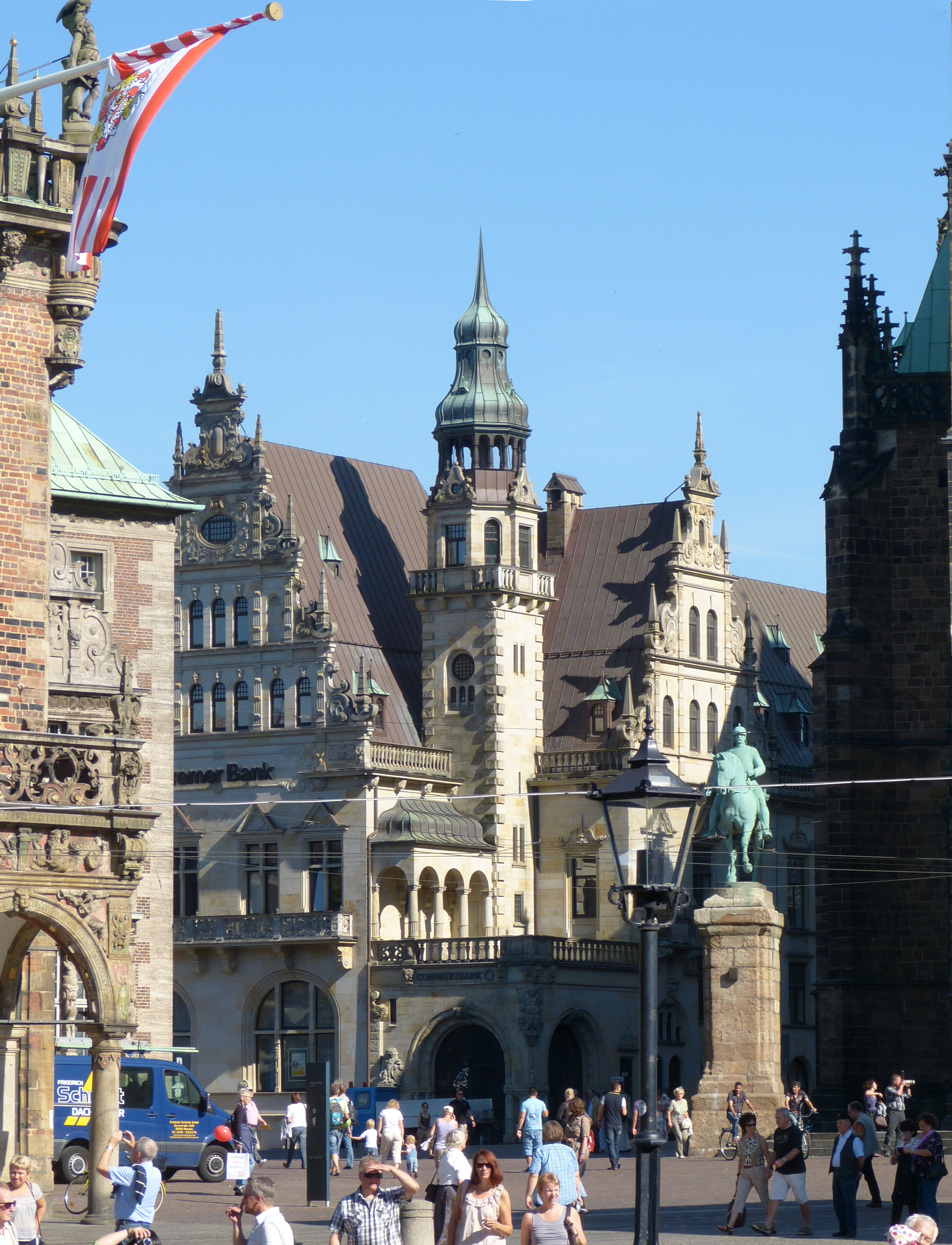
大教堂广场一角的不来梅银行
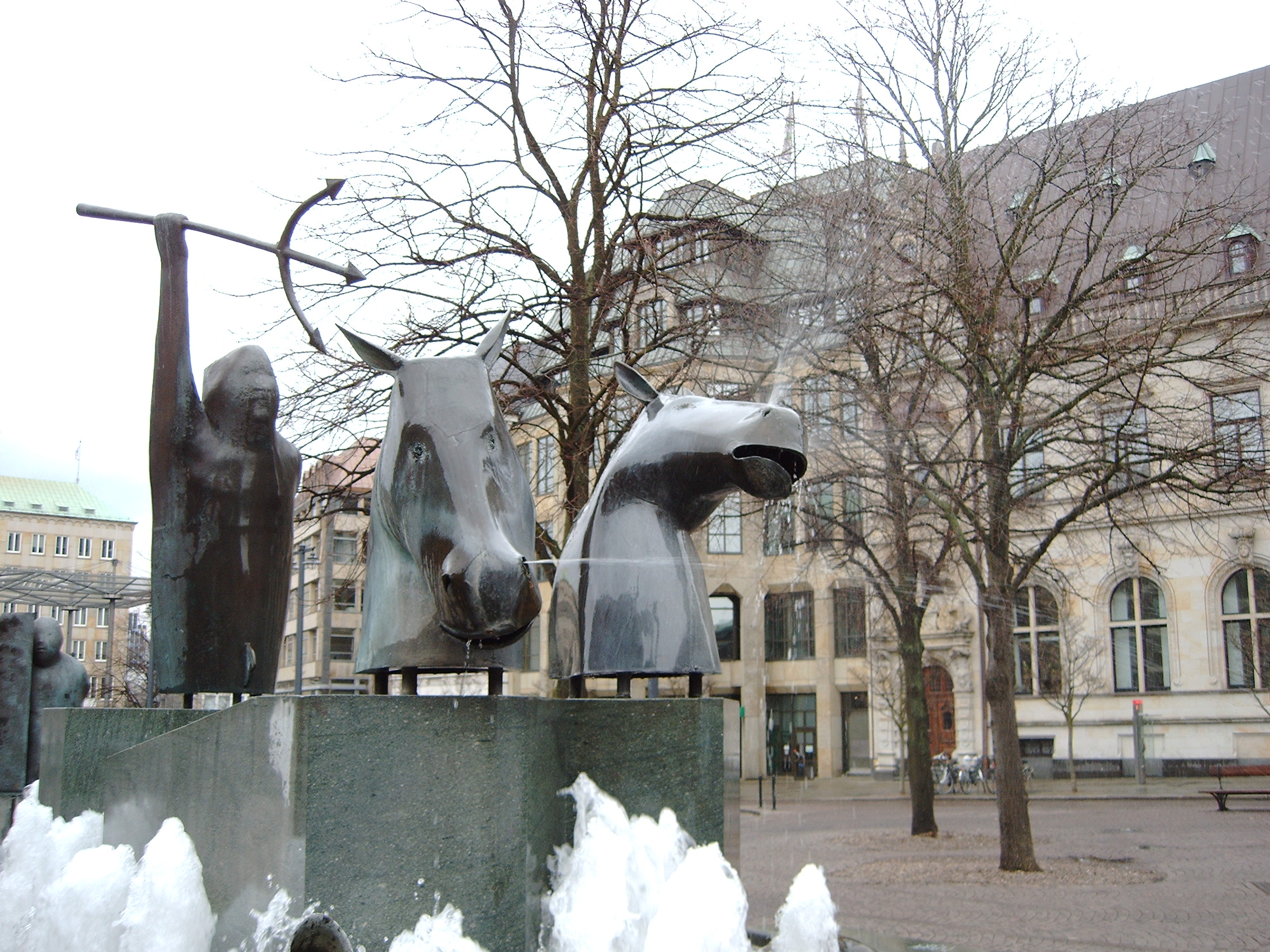
大教堂广场上的喷泉
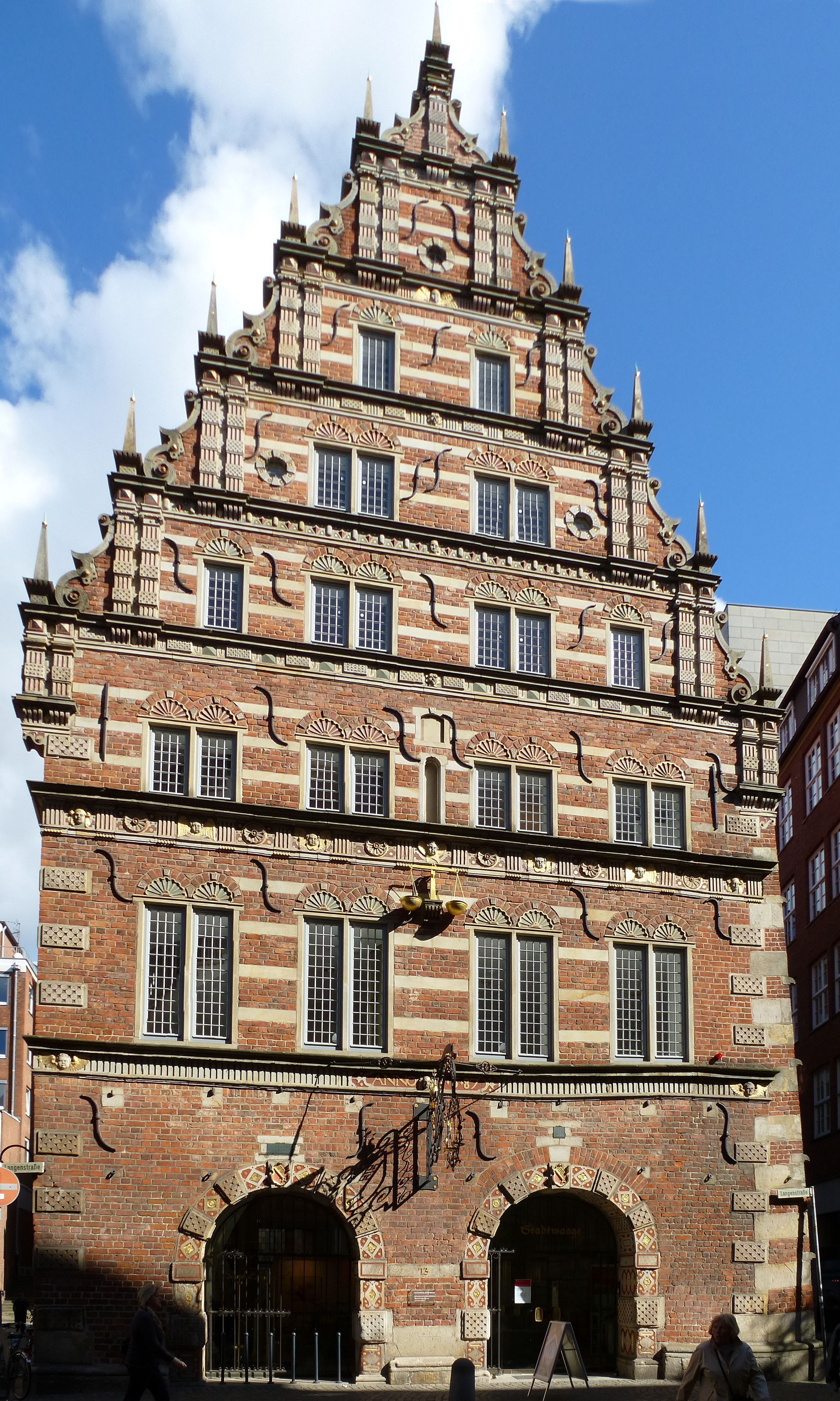
Stadtwaage
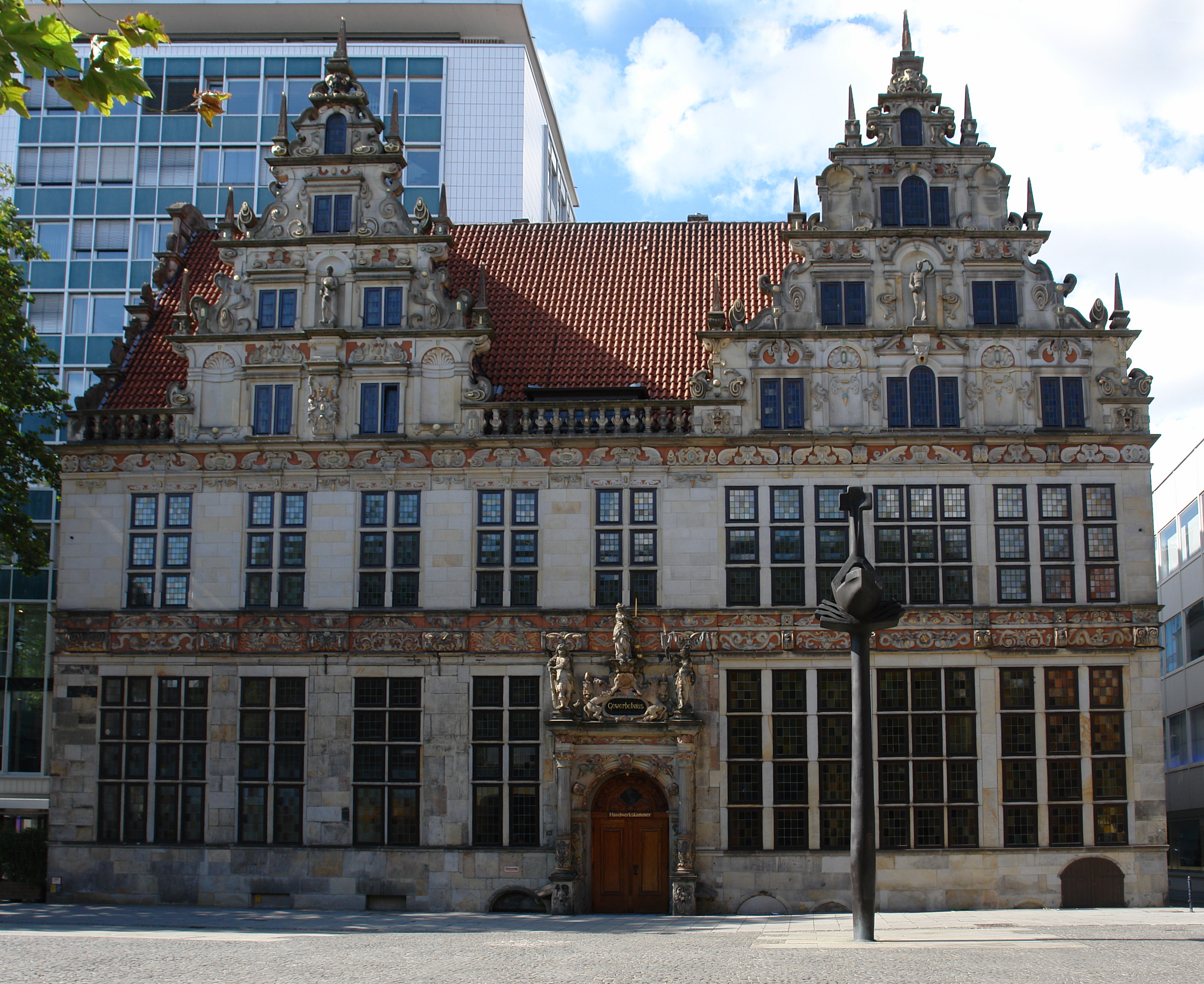
手工业联合会“工商业楼”
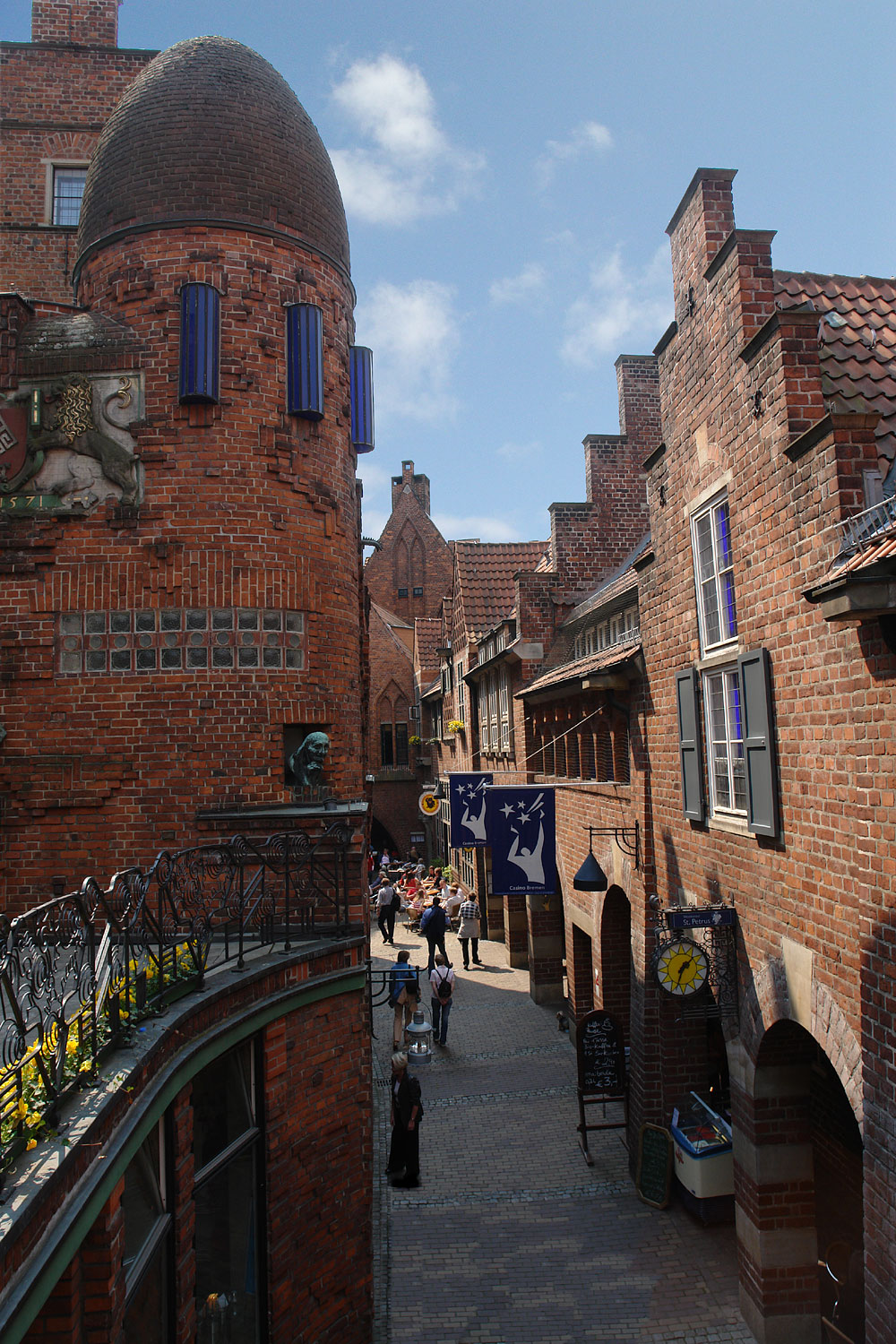
箍桶匠街
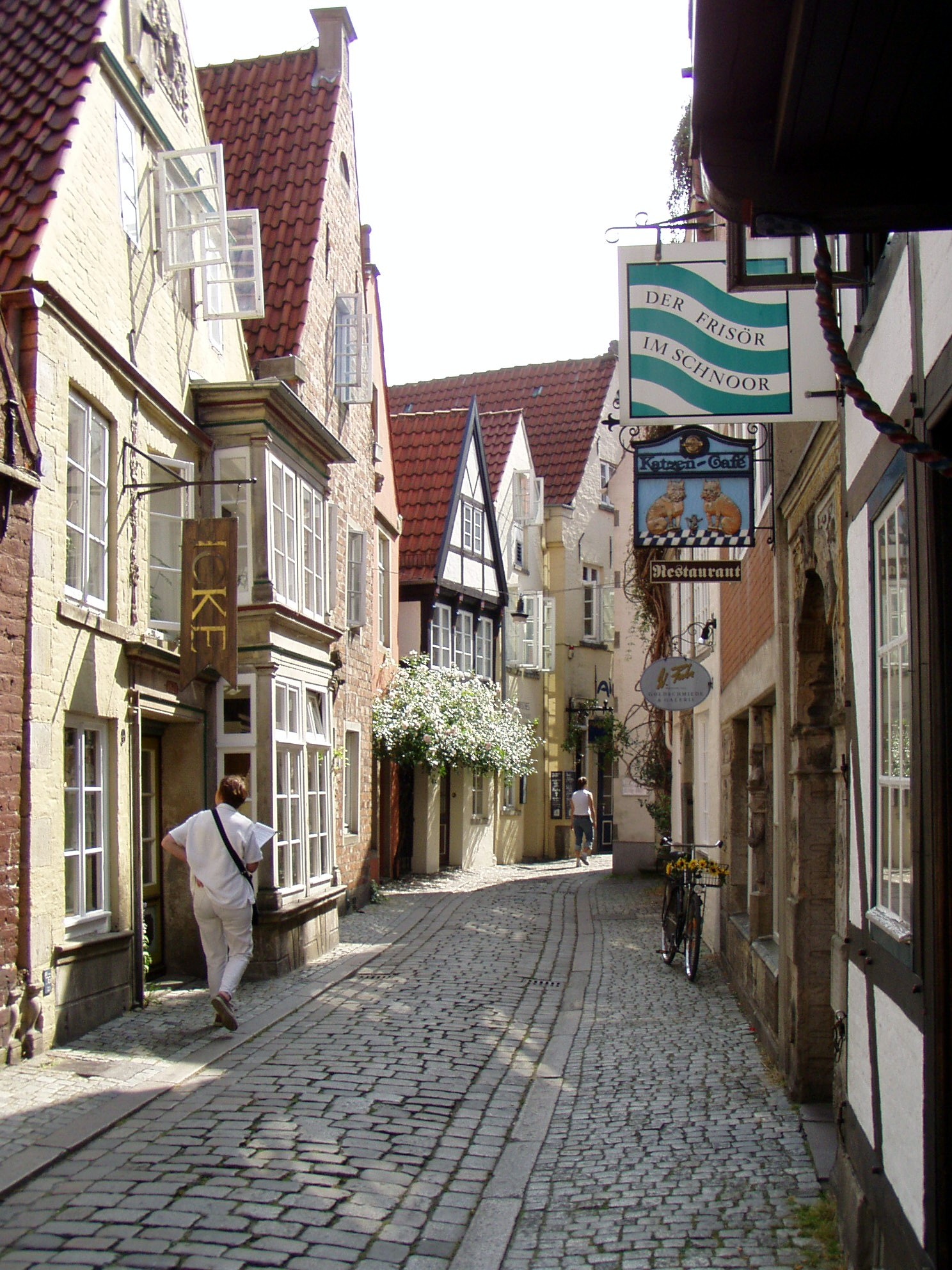
施诺尔区
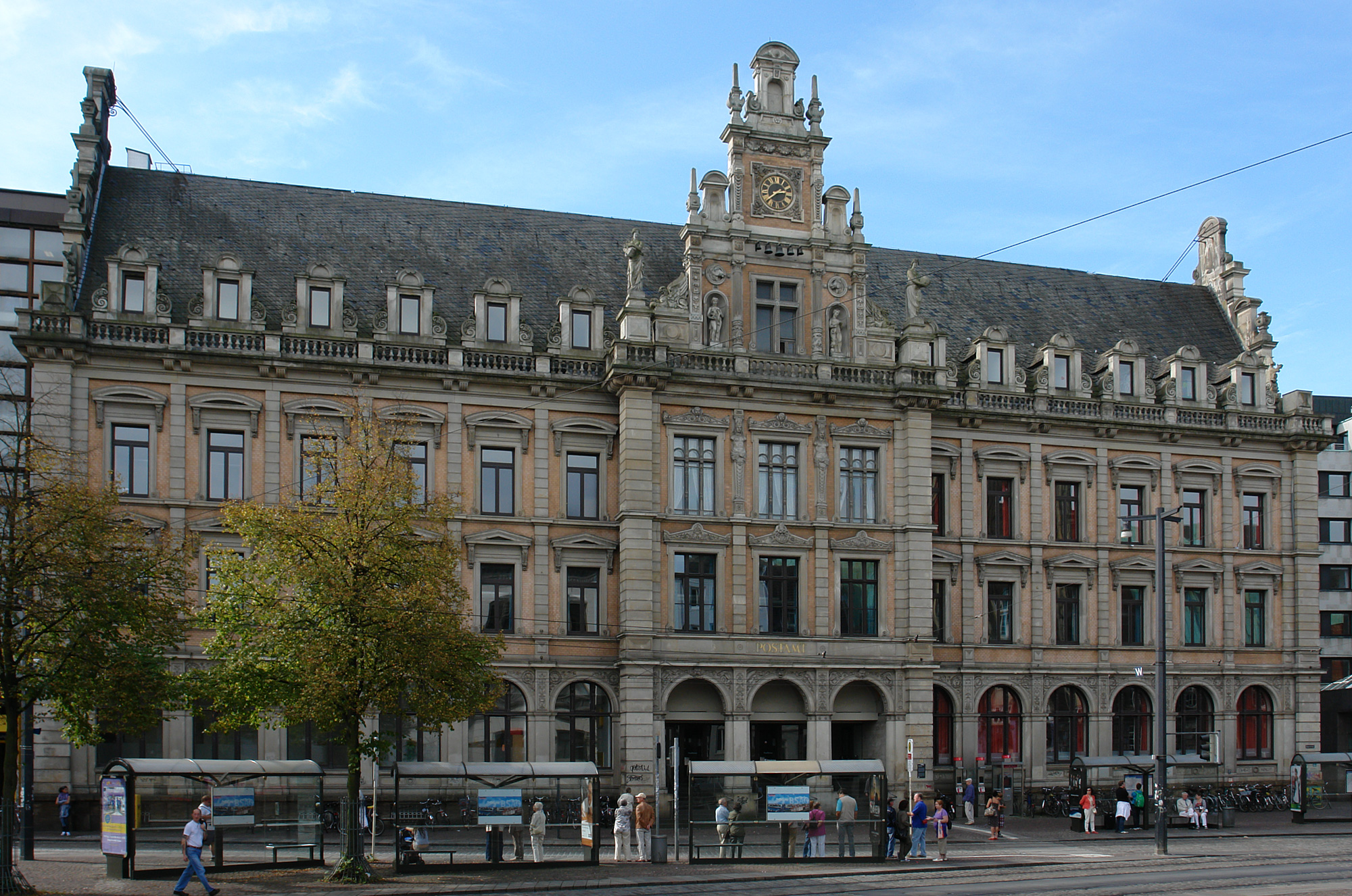
邮局大楼
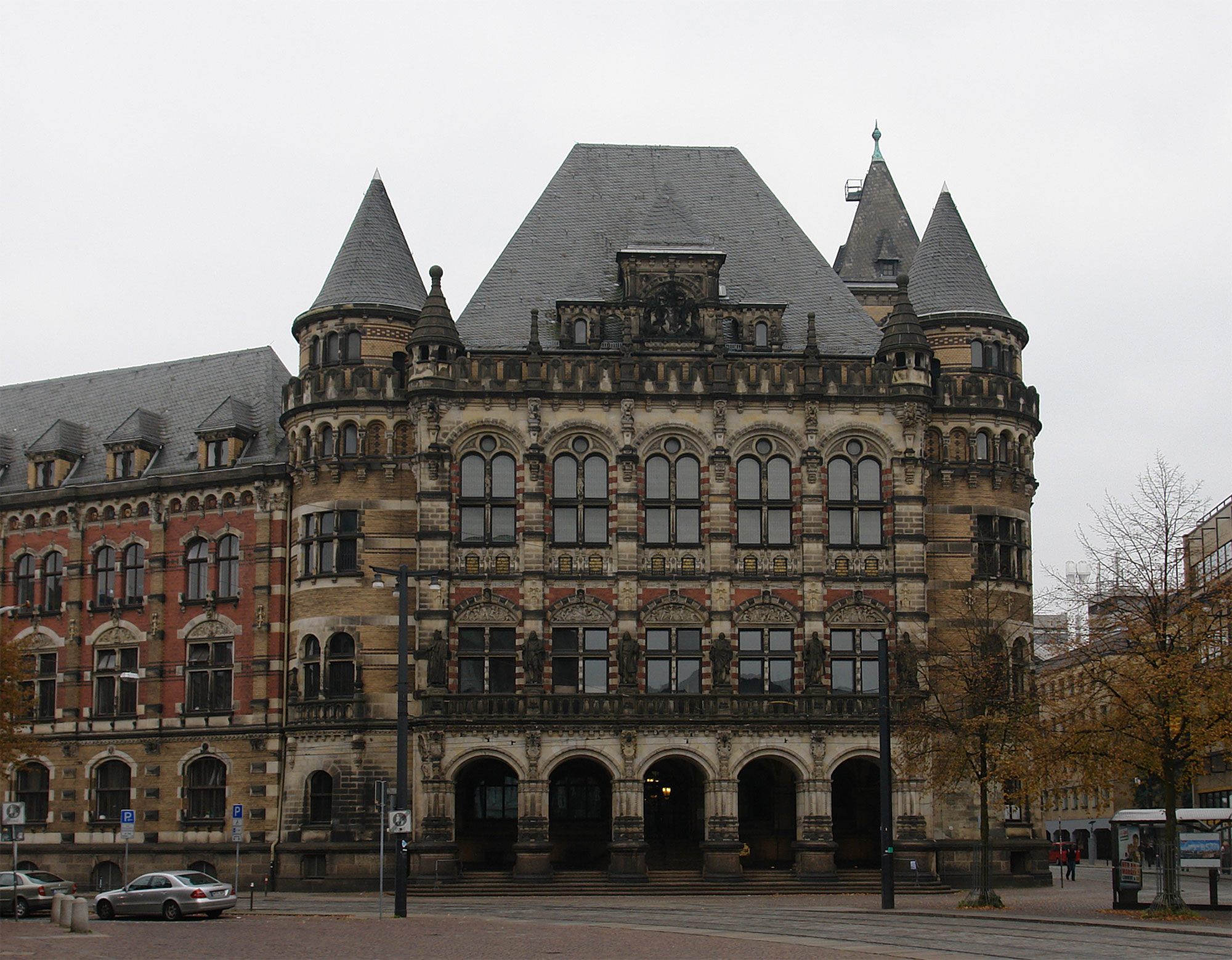
不来梅州法院
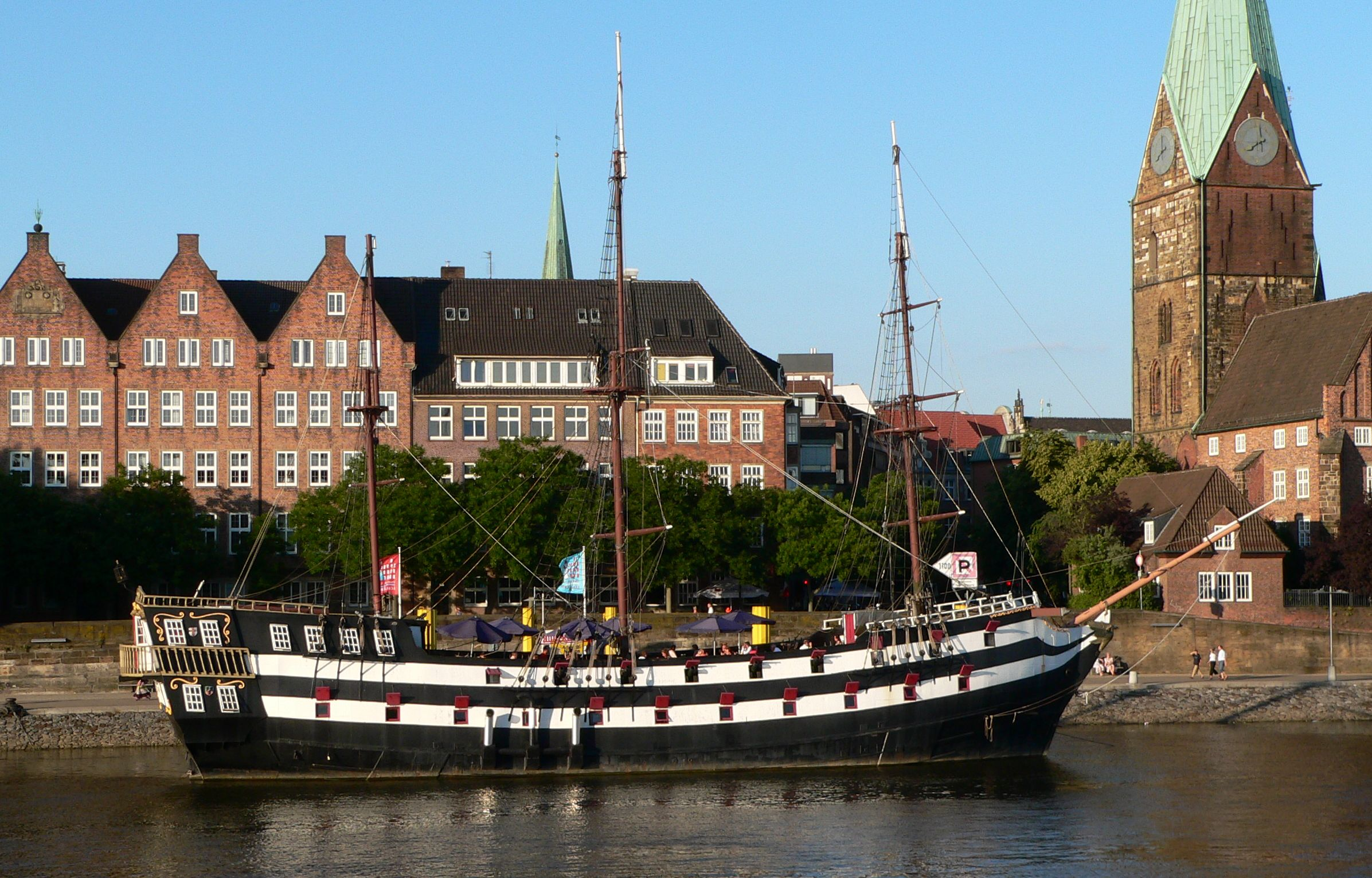
施拉赫特
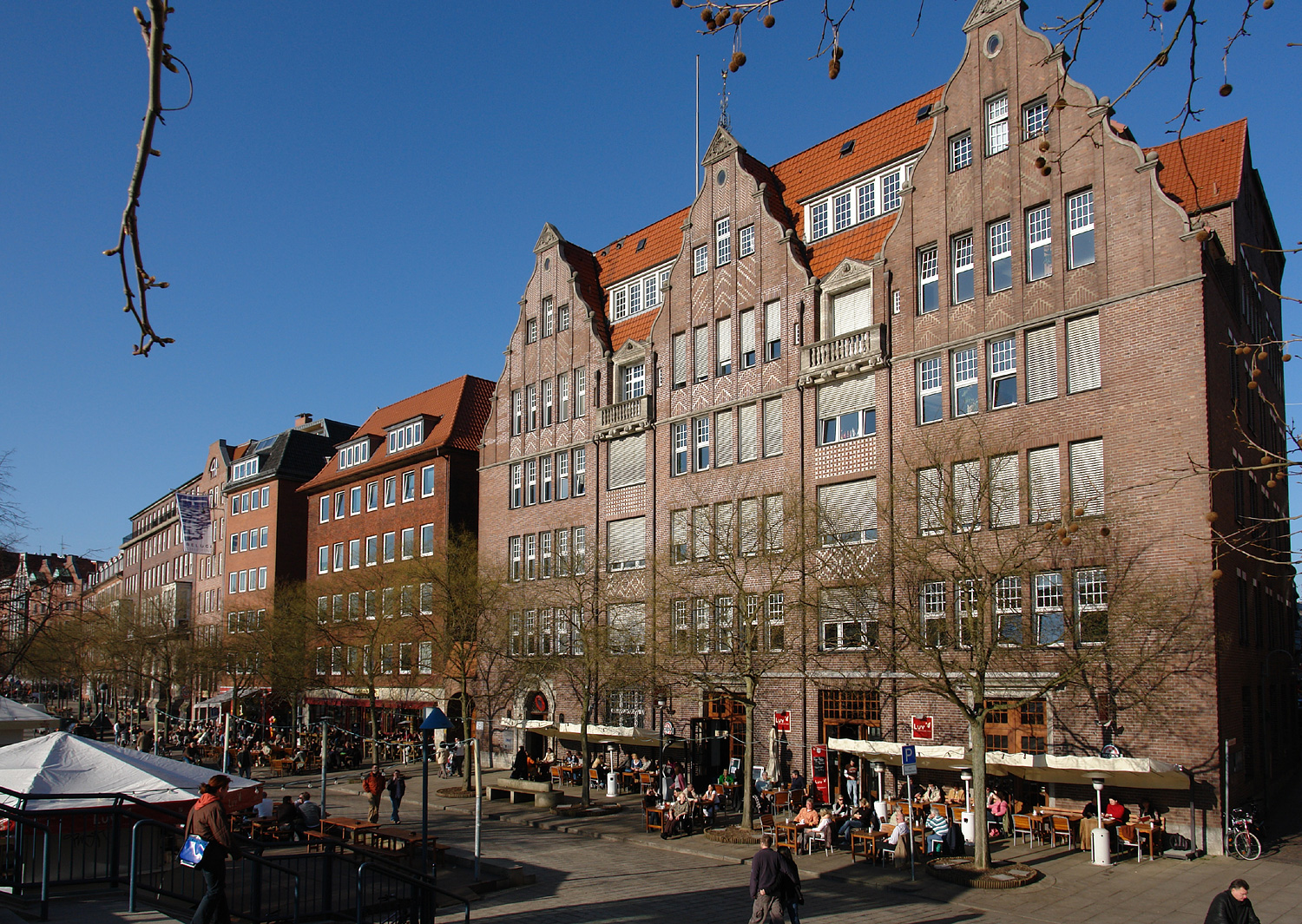
施拉赫特的餐馆
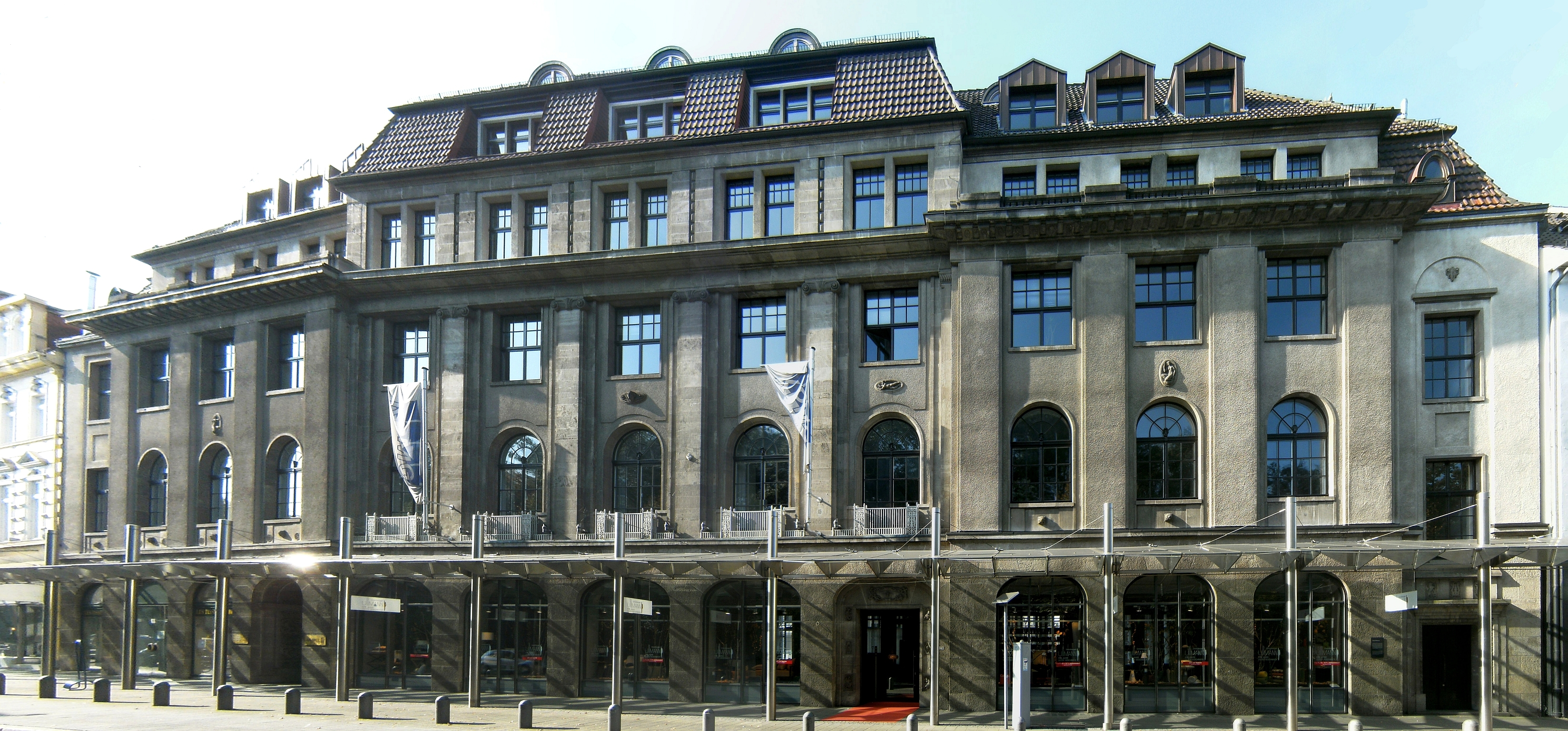
老城墙大街上的建筑物
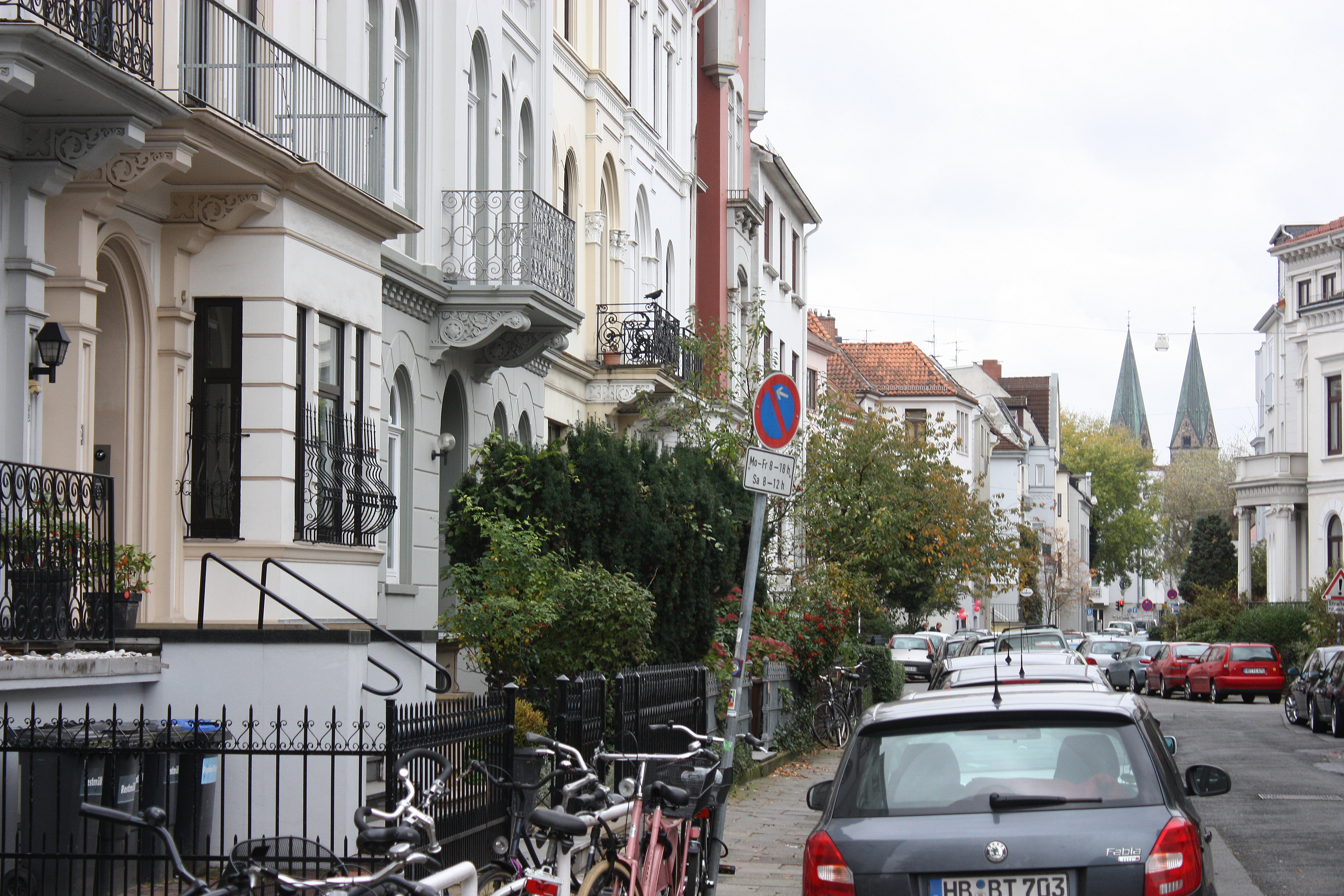
Fedelhören巷

### 剧院和剧团
- Theater am Goetheplatz——歌德广场剧院是市立不来梅剧团的主要演出场所，定期上演歌剧和小歌剧
- bremer shakespeare company (Theater am Leibnizplatz)——莱布尼茨广场剧院是表演莎士比亚戏剧的“莎士比亚公司”的演出场所
- Musical Theather Bremen——不来梅音乐剧剧院
- Theaterhaus Schnürschuh——系带鞋剧场主要上演儿童和青年剧，偶尔也有读书会和音乐表演
- GOP Varieté-Theater——GOP杂耍剧剧院
- FRITZ Theater——FRITZ剧场（娱乐剧、杂耍剧）
- Theaterschiff Bremen——不来梅戏剧船剧场
- Improtheater Bremen——不来梅即兴舞台剧剧团
- Teatro Magico——一个以易装演员为特色的舞台剧剧场
- Das Junge Theater——青年剧团以表演现代剧为主

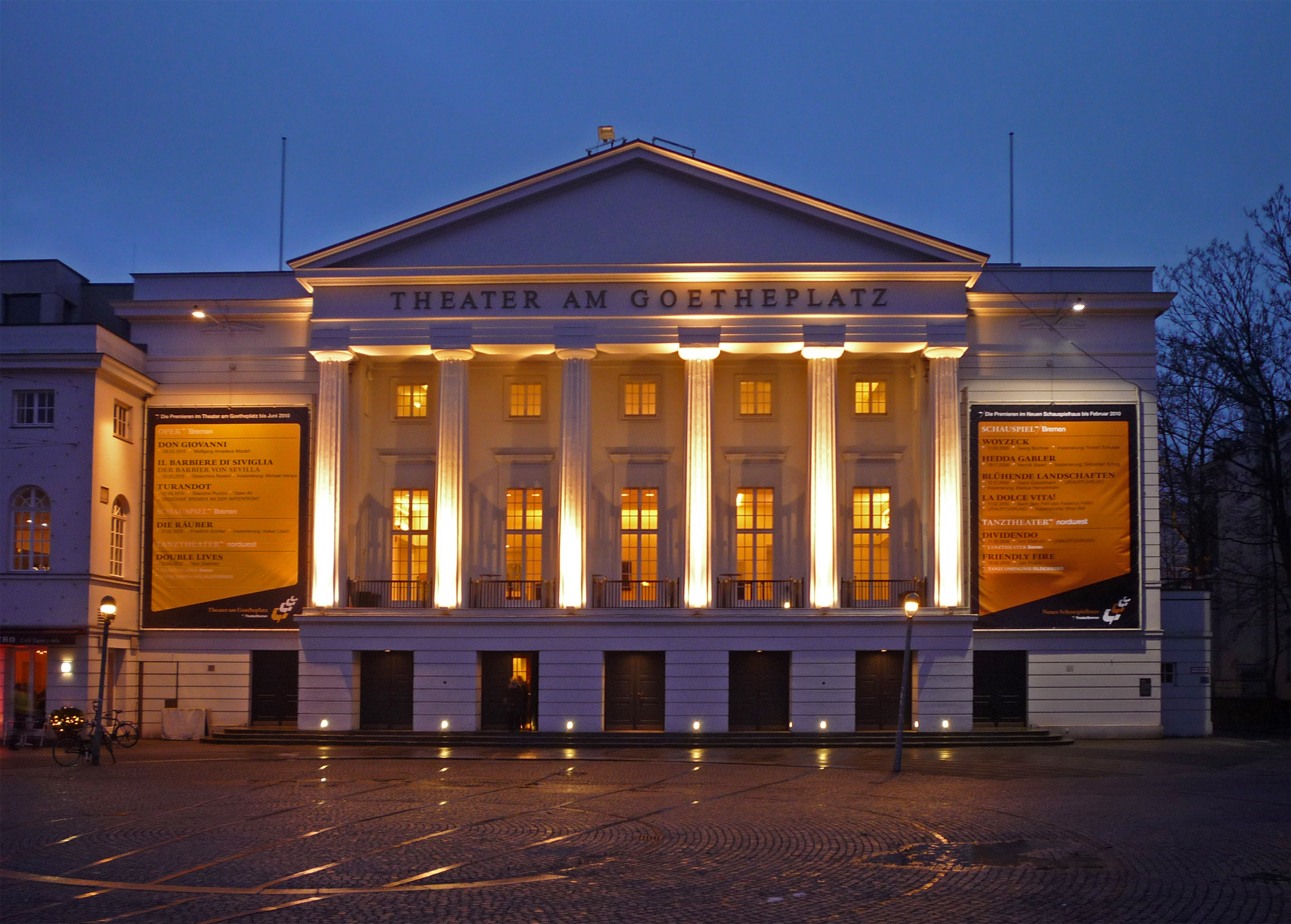
歌德广场剧院
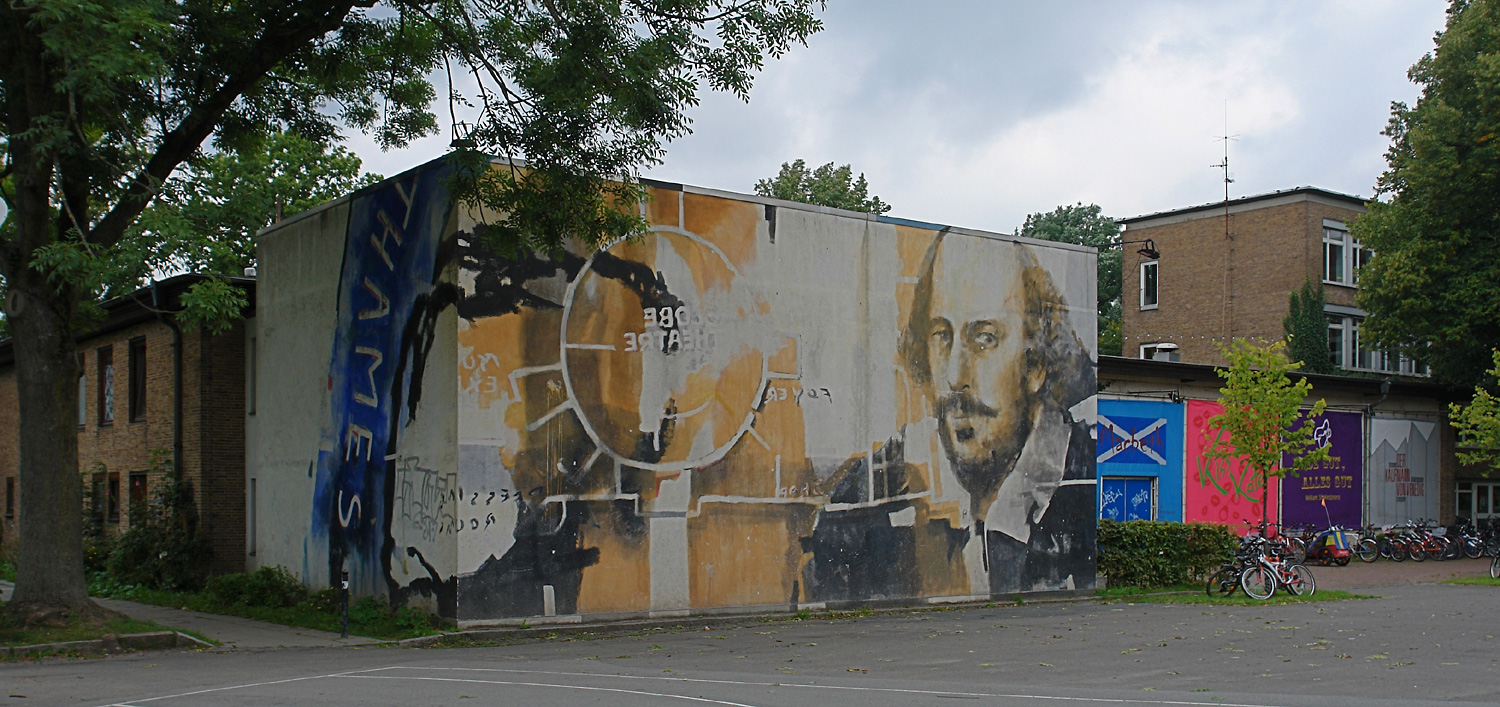
莎士比亚公司的海报
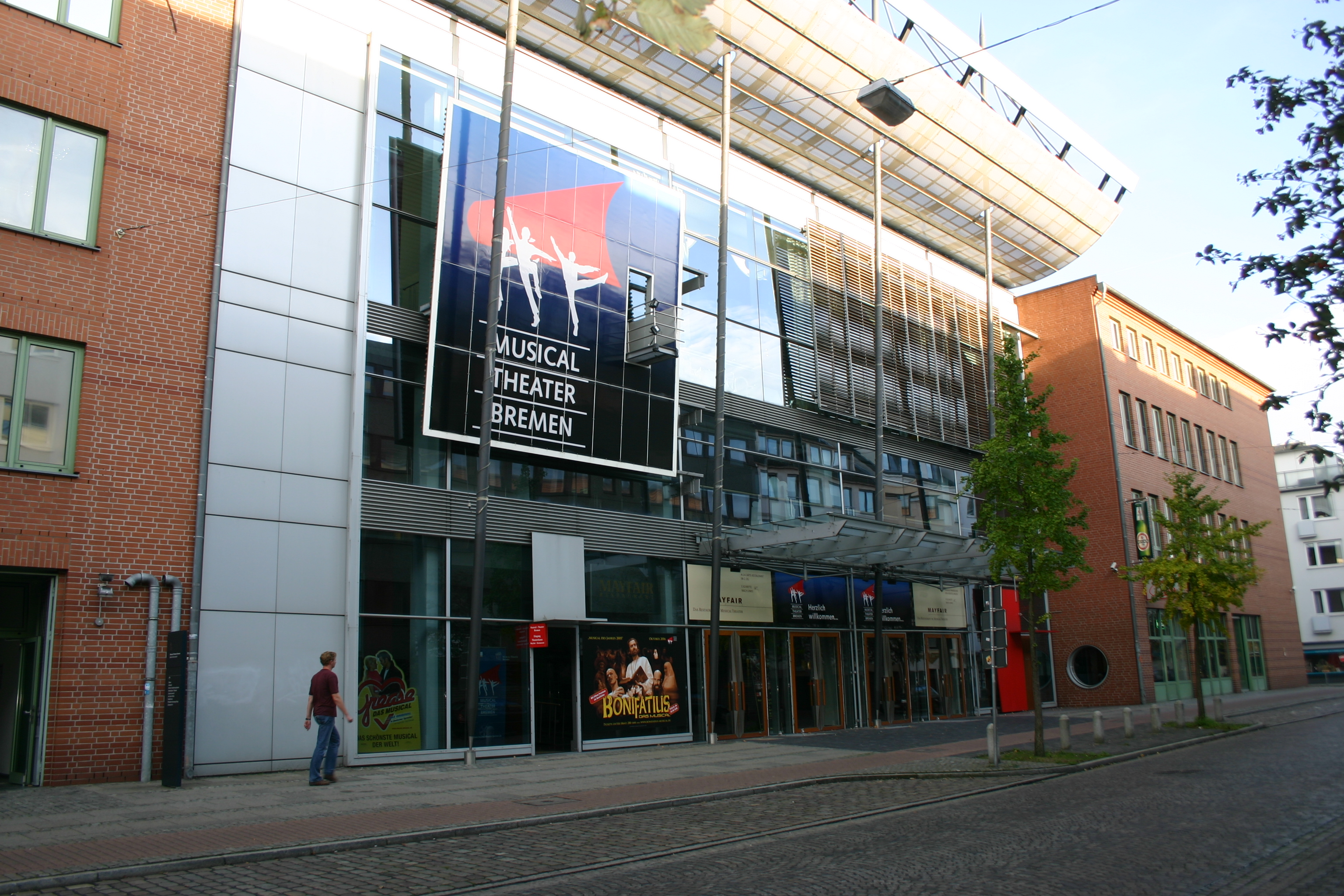
不来梅音乐剧剧院
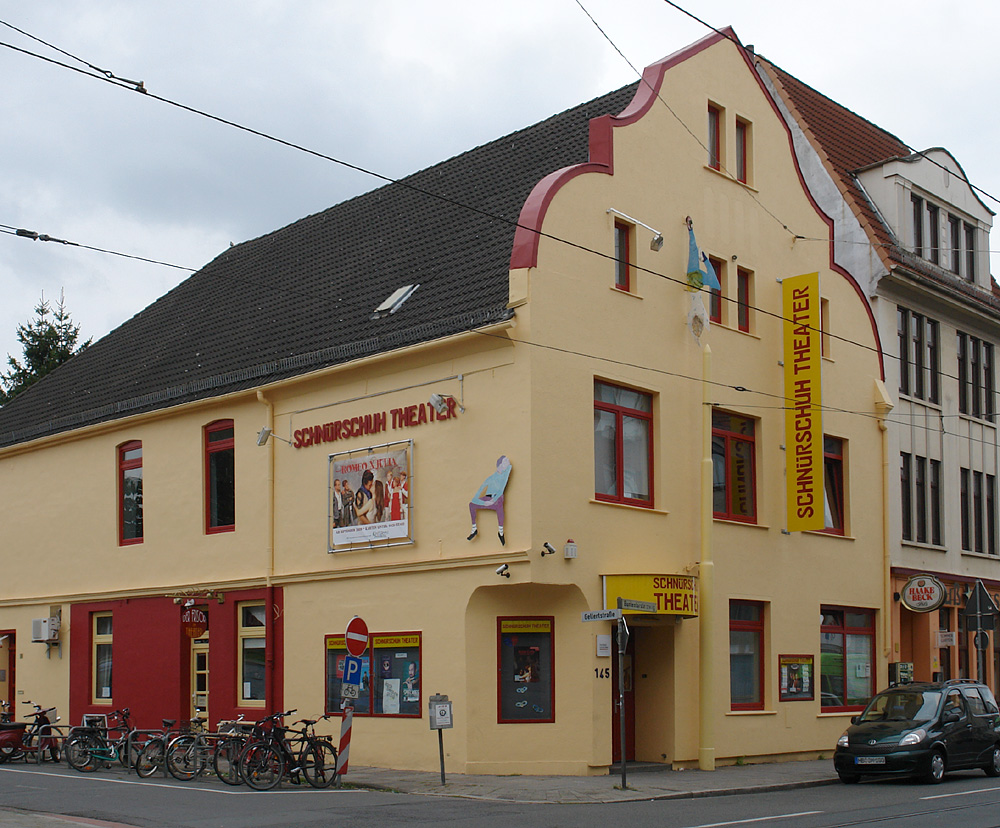
系带鞋剧场
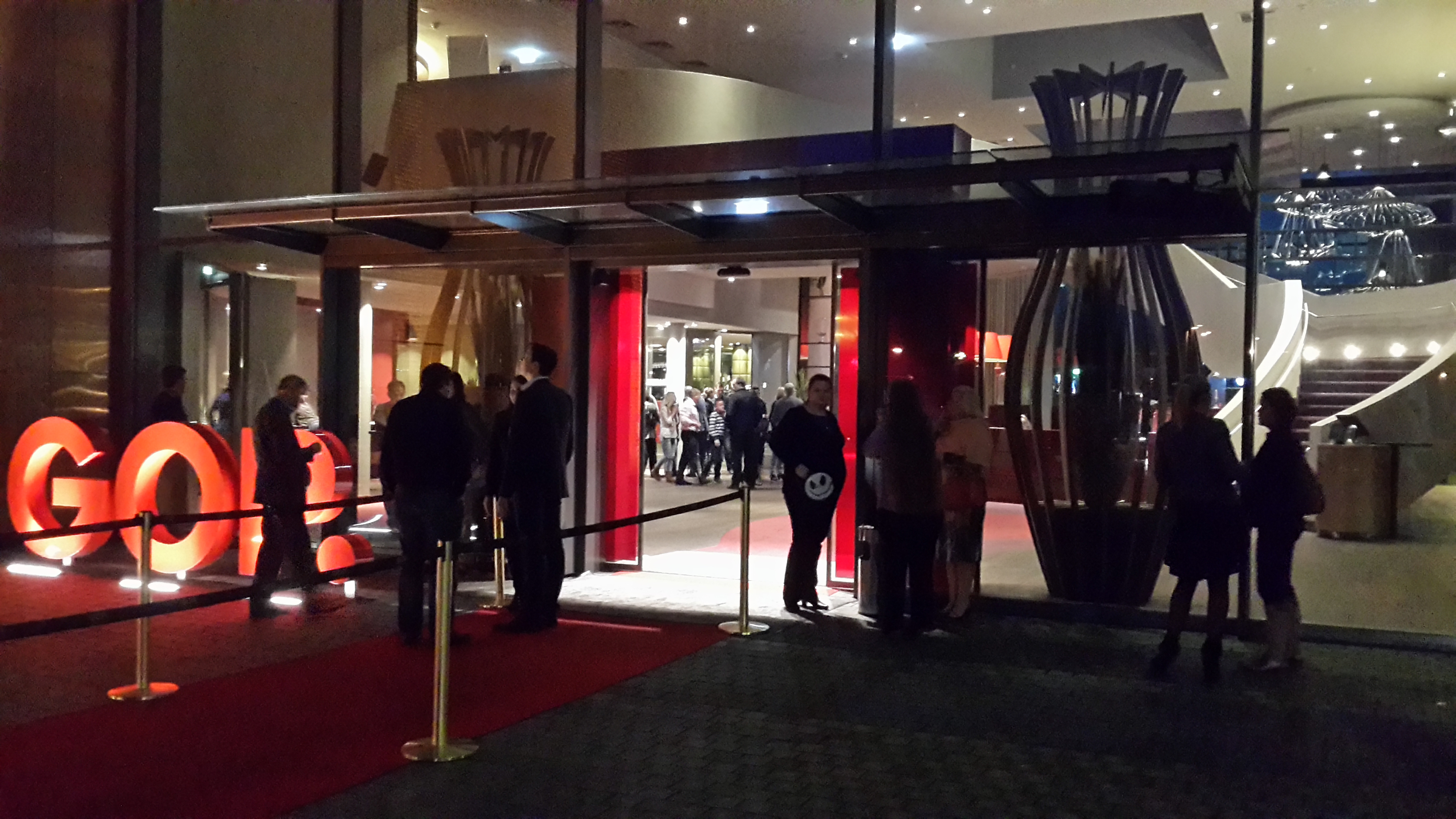
GOP杂耍剧剧院
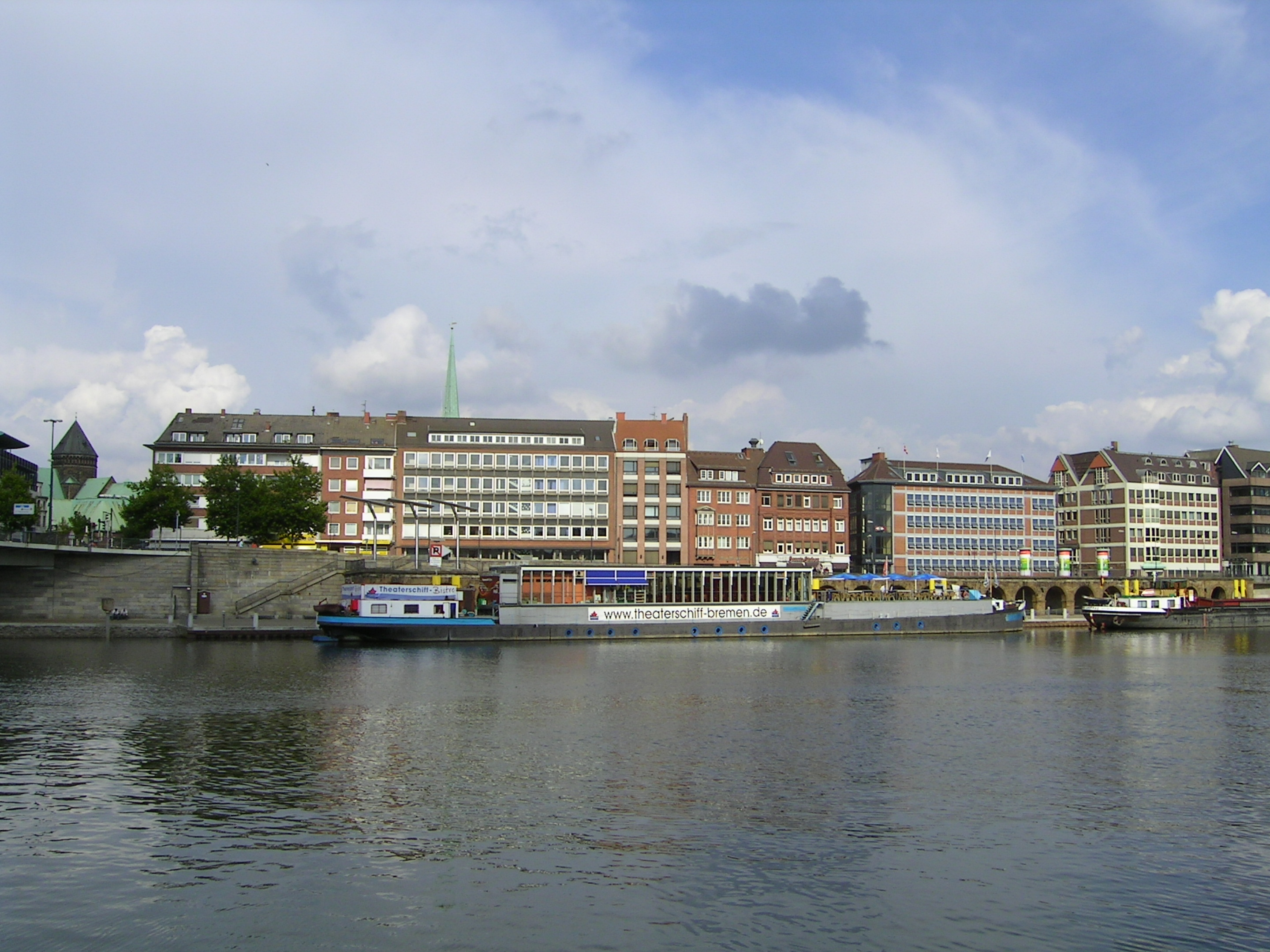
长期停靠在威悉河畔的不来梅戏剧船
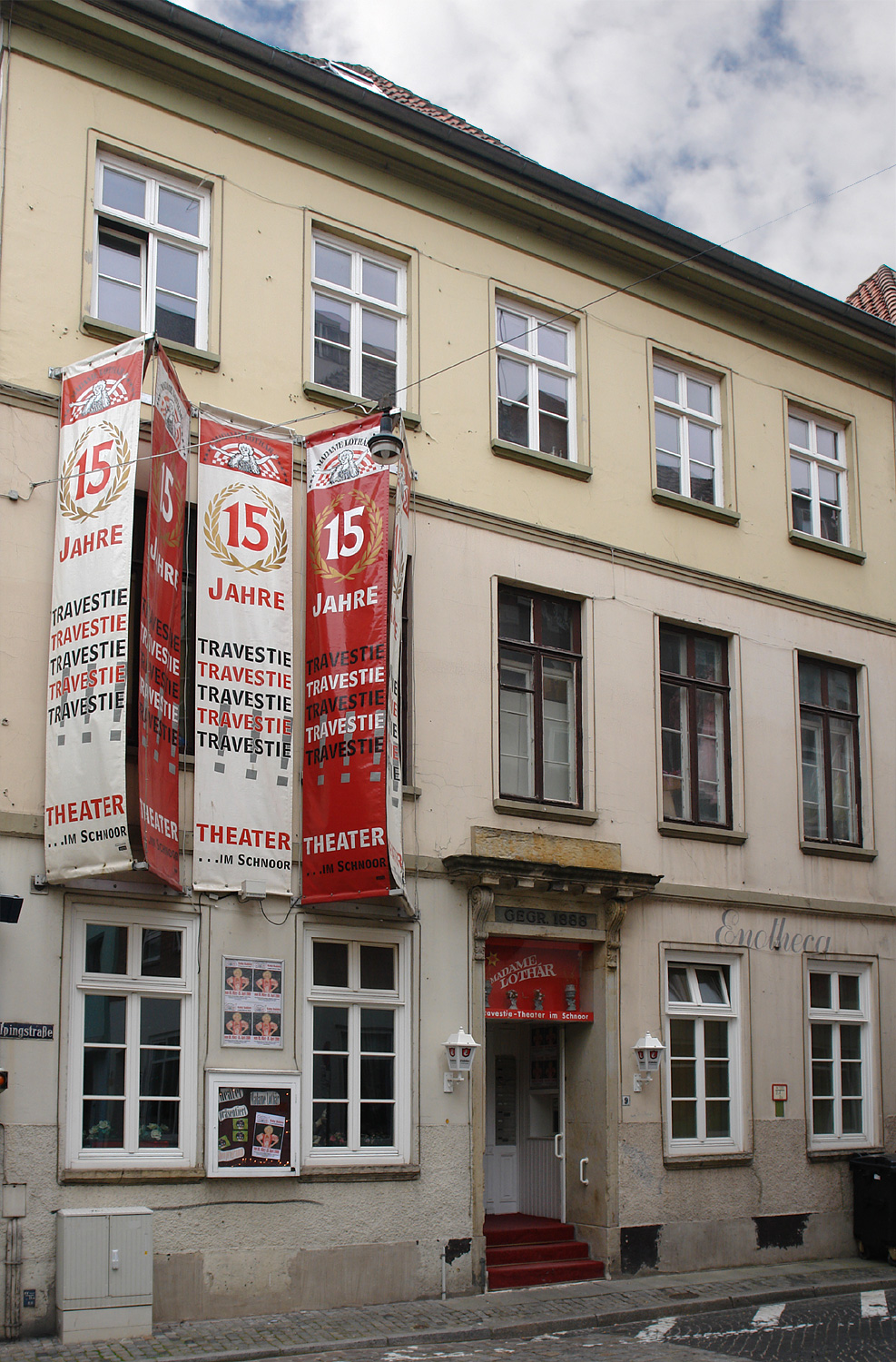
Teatro Magico

### 博物馆
- Überseemuseum——海外博物馆，介绍世界各地的自然条件、风土人情以及不来梅对外贸易史的博物馆
- Kunsthalle Bremen——不来梅艺术馆，珍藏从中世纪到当代的欧洲艺术作品
- Weserburg——威悉堡博物馆主要展示现代的艺术作品
- Museen Böttcherstraße——箍桶匠街博物馆包括两个以名人命名的展馆：保拉·莫德尔松-贝克尔博物馆和路德维希·罗塞鲁斯博物馆（前者为德国表现主义先驱，后者发明了无咖啡因的咖啡）
- Gerhard-Marcks-Haus / Wilhelm-Wagenfeld-Haus——格哈特·马克斯博物馆和威廉·华根菲尔德博物馆（前者为德国表现主义版画和雕塑家，后者为艺术设计师）
- Gesellschaft für Aktuelle Kunst (GAK)——当代艺术学会主要展示国际当代艺术作品
- Künstlerhaus Bremen / Städtische Galerie Bremen——不来梅艺术之家和城市画廊
- Focke-Museum——以不来梅飞机制造先驱福克·乌尔夫命名的福克博物馆，即不来梅州立艺术与人文史博物馆
- Heimatmuseum Schloss Schönebeck——仙妮贝克城堡乡土博物馆，以展示当地的人文风俗为主
- Dom-Museum / Bleikeller im St.-Petri-Dom——圣彼得大教堂博物馆和地下陈列室
- Universum Science Center Bremen ——以科普和体验为主题的不来梅科学馆
- Hafenmuseum——港口博物馆
- Wuseum——云达不来梅足球队展览馆[10]

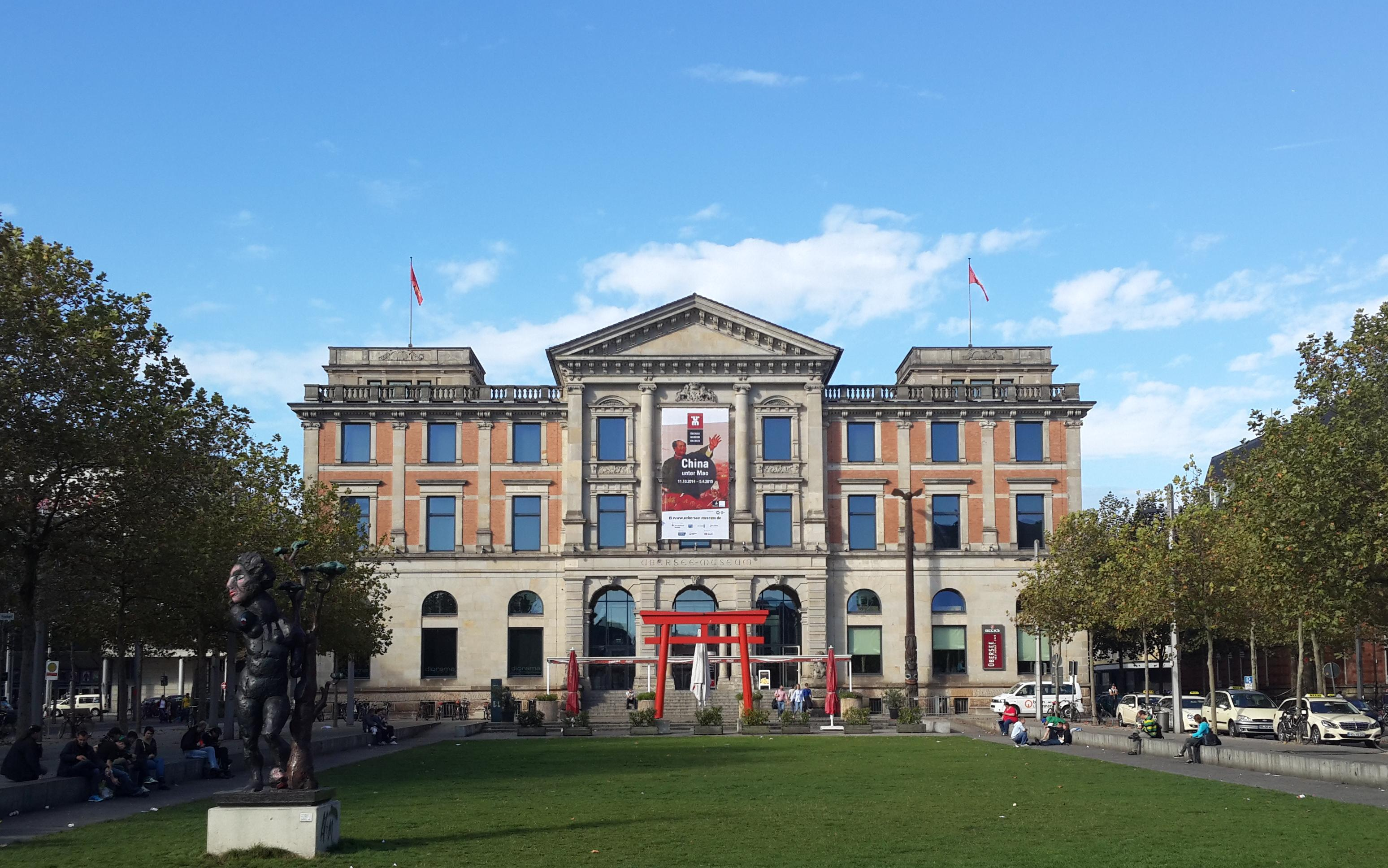
海外博物馆
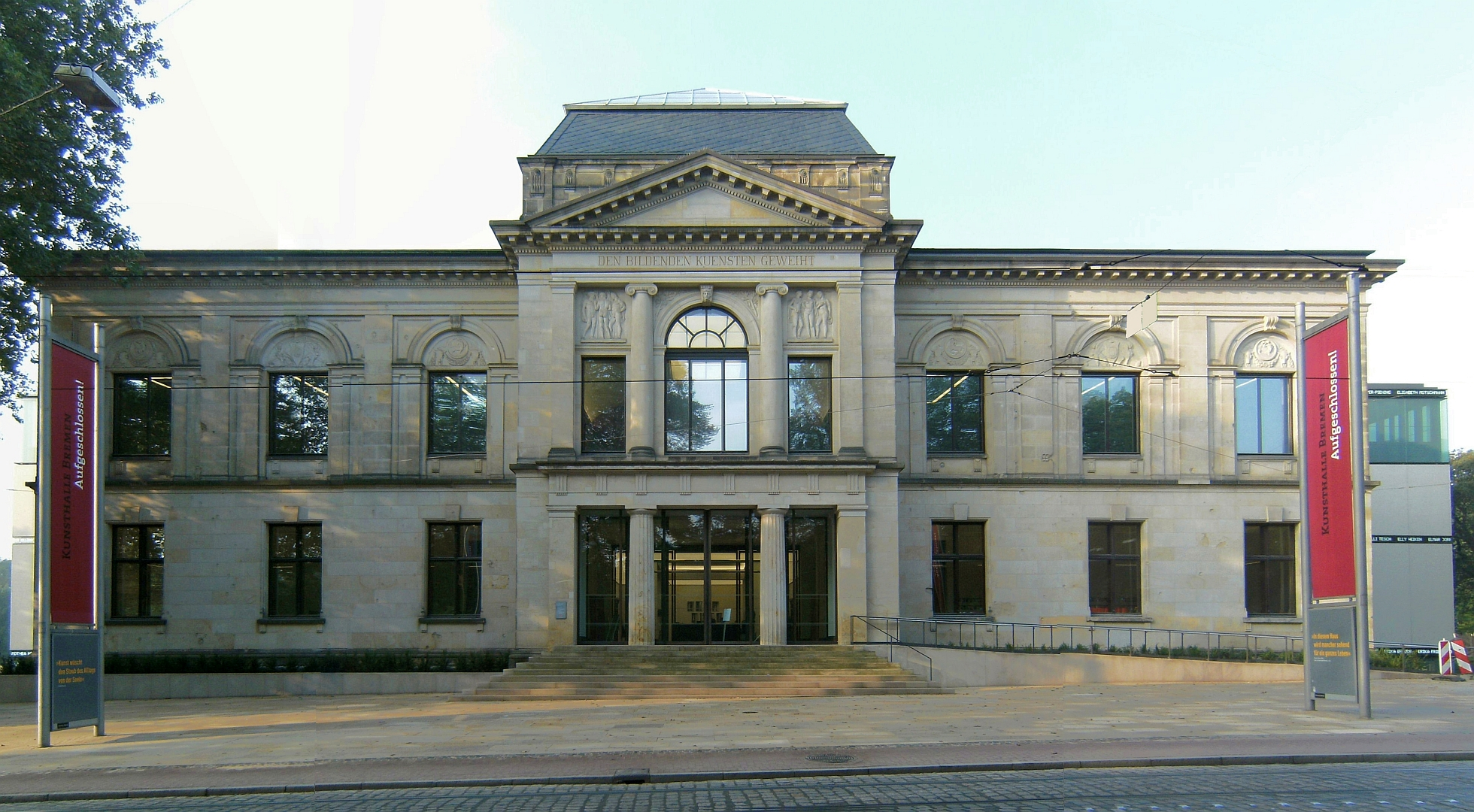
不来梅艺术馆
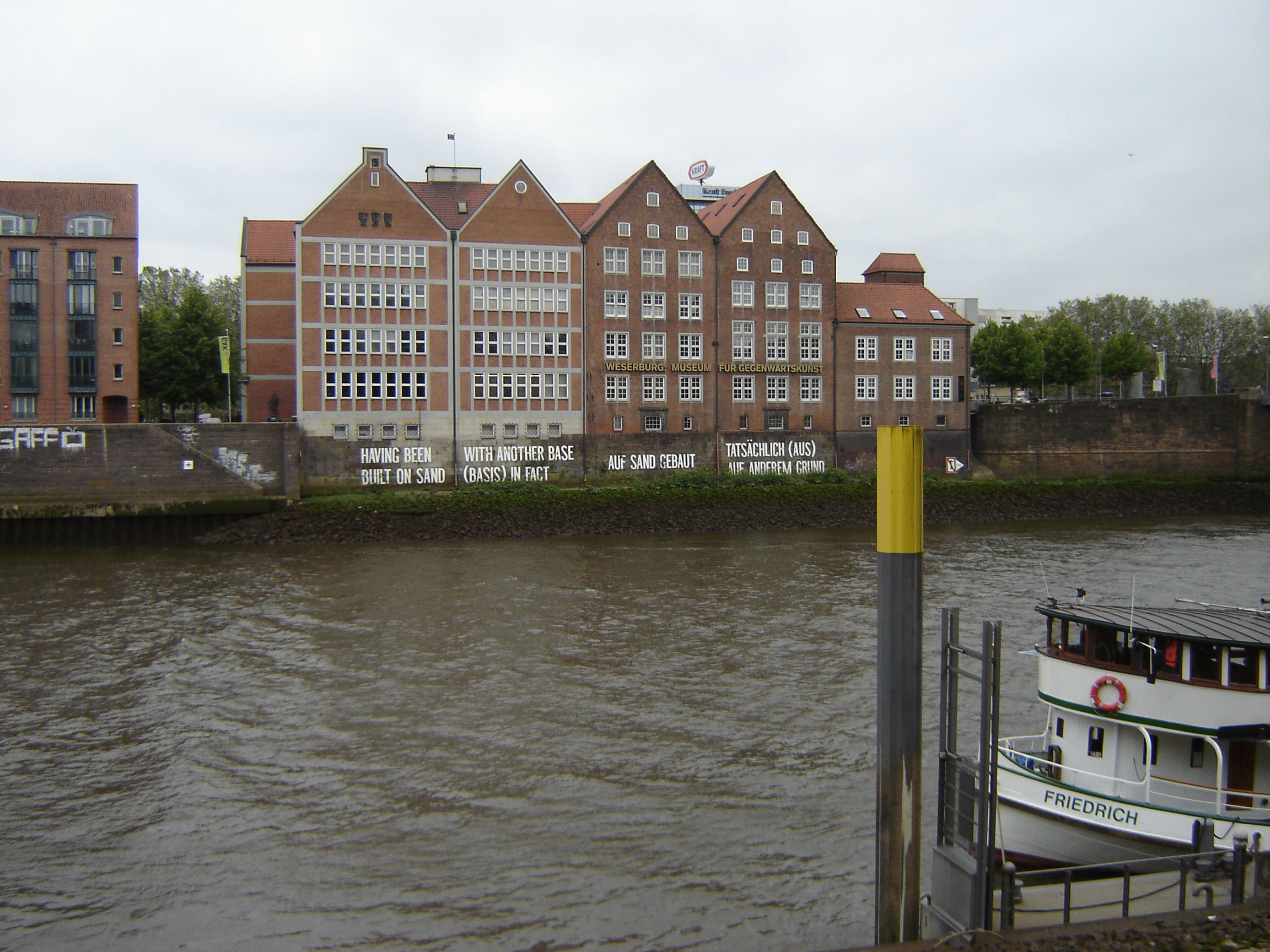
威悉堡博物馆
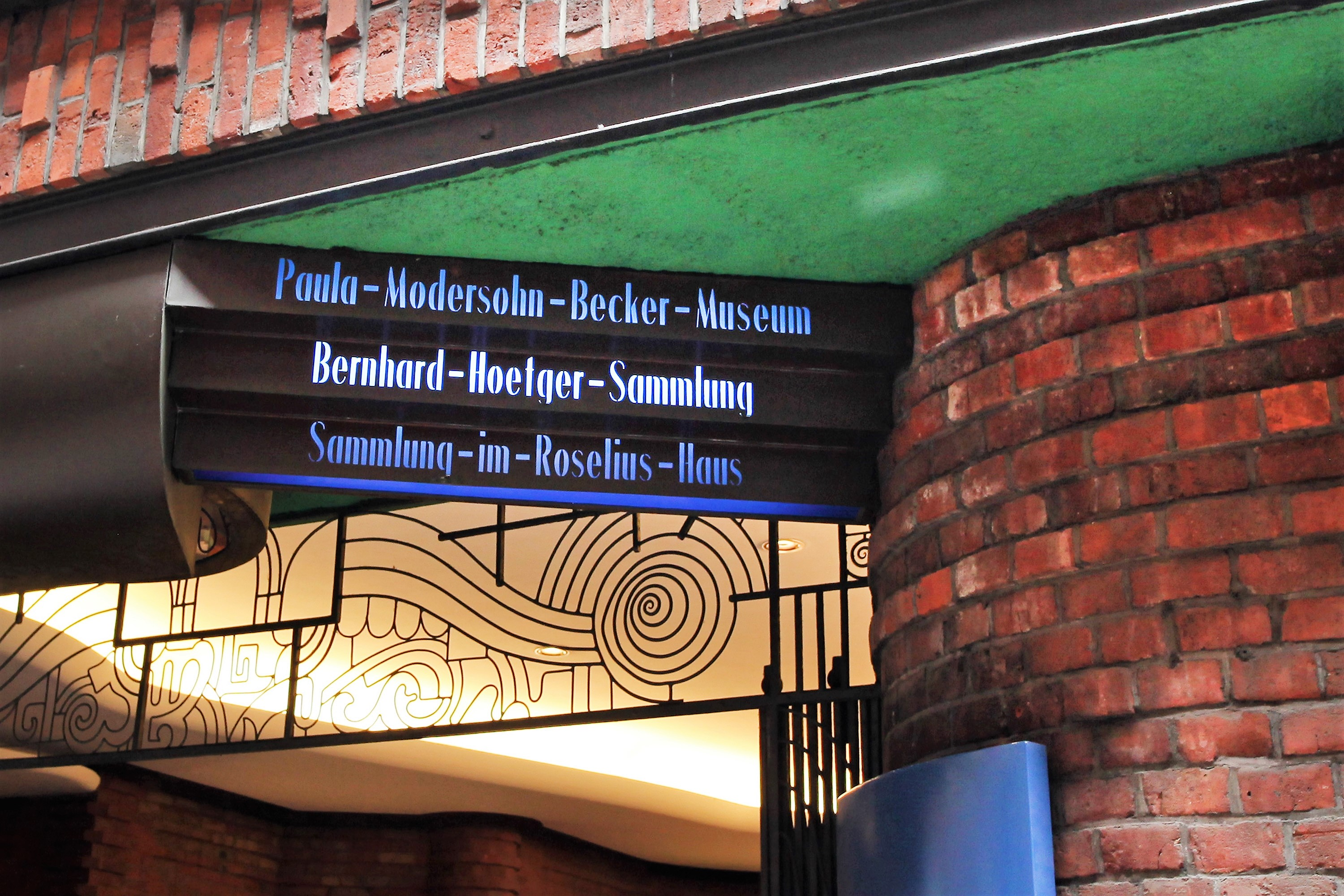
箍桶匠街艺术展
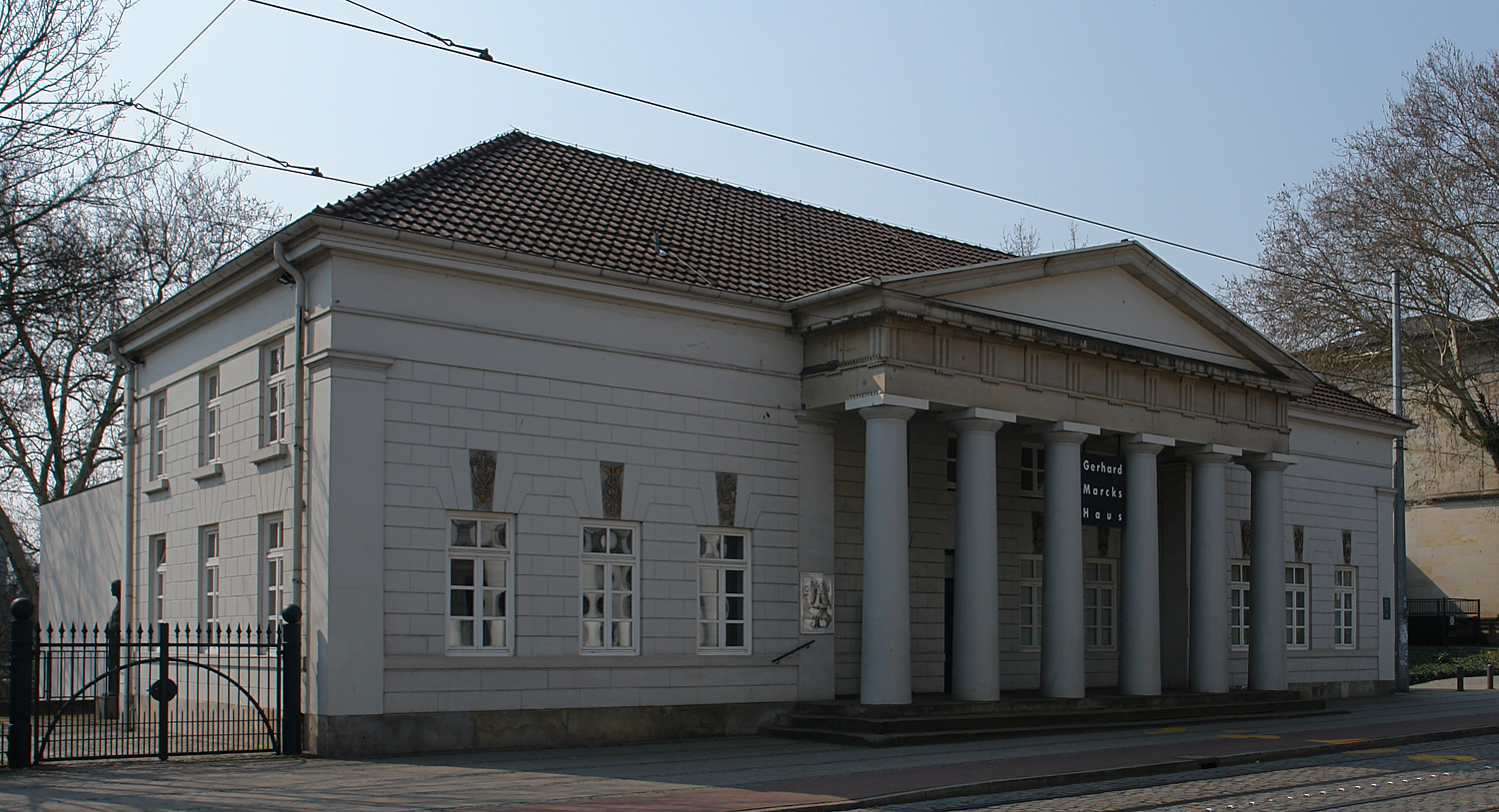
格哈特·马克斯博物馆
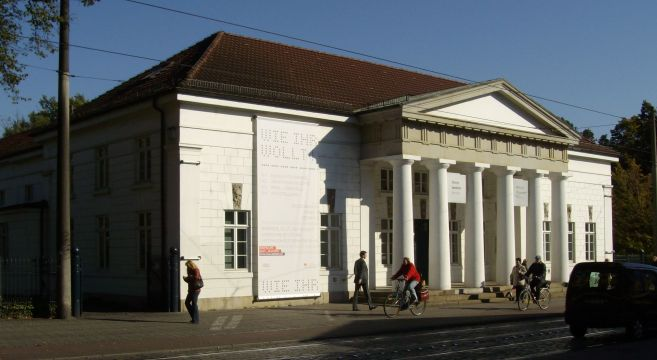
威廉·华根菲尔德博物馆
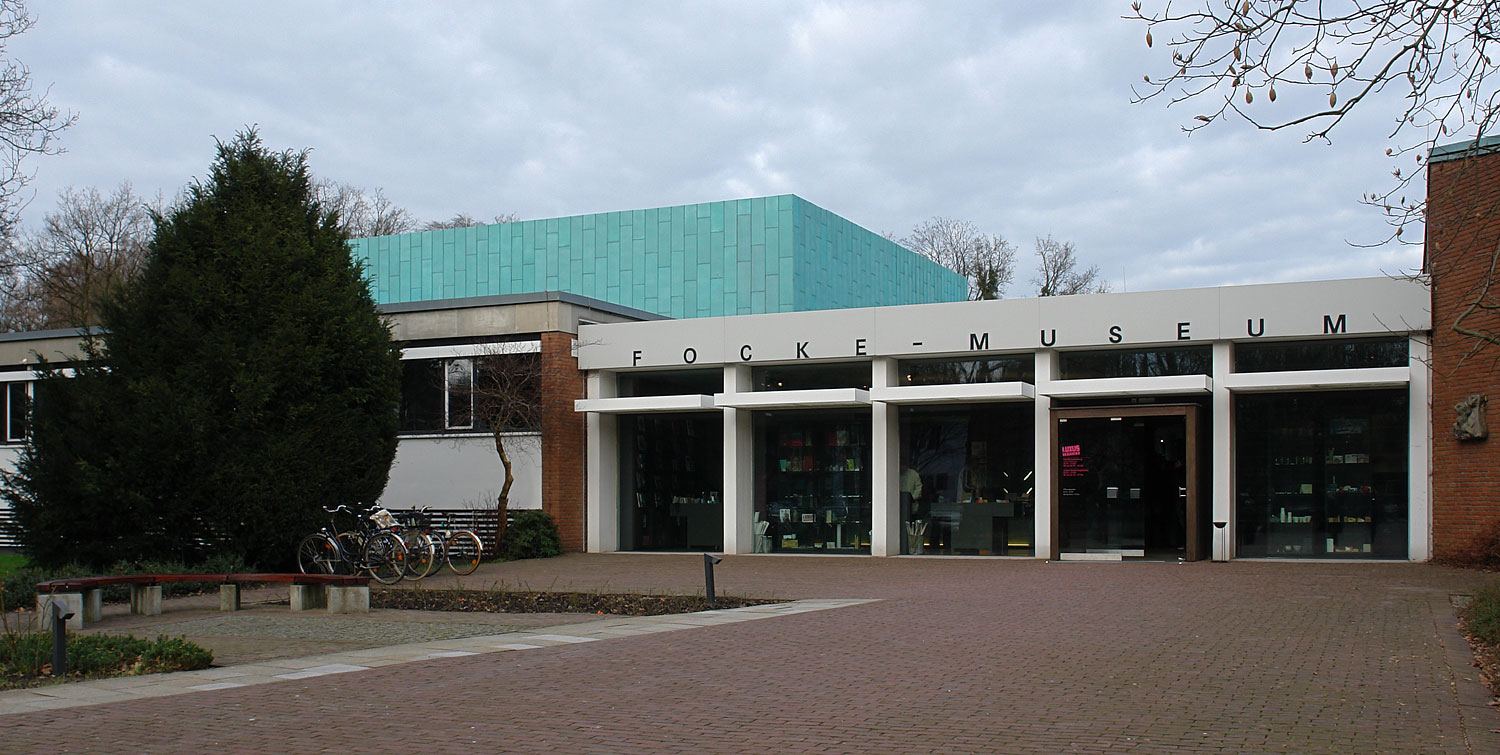
福克博物馆
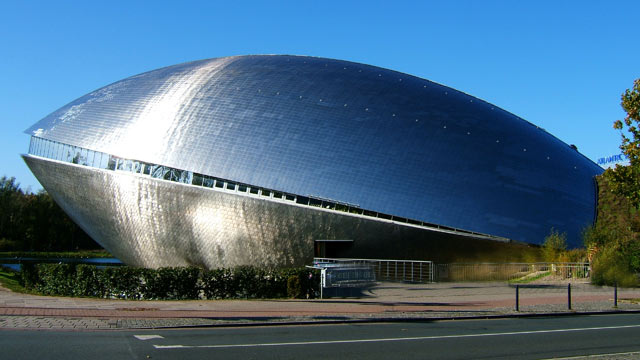
不来梅宇宙科学中心（科学馆）
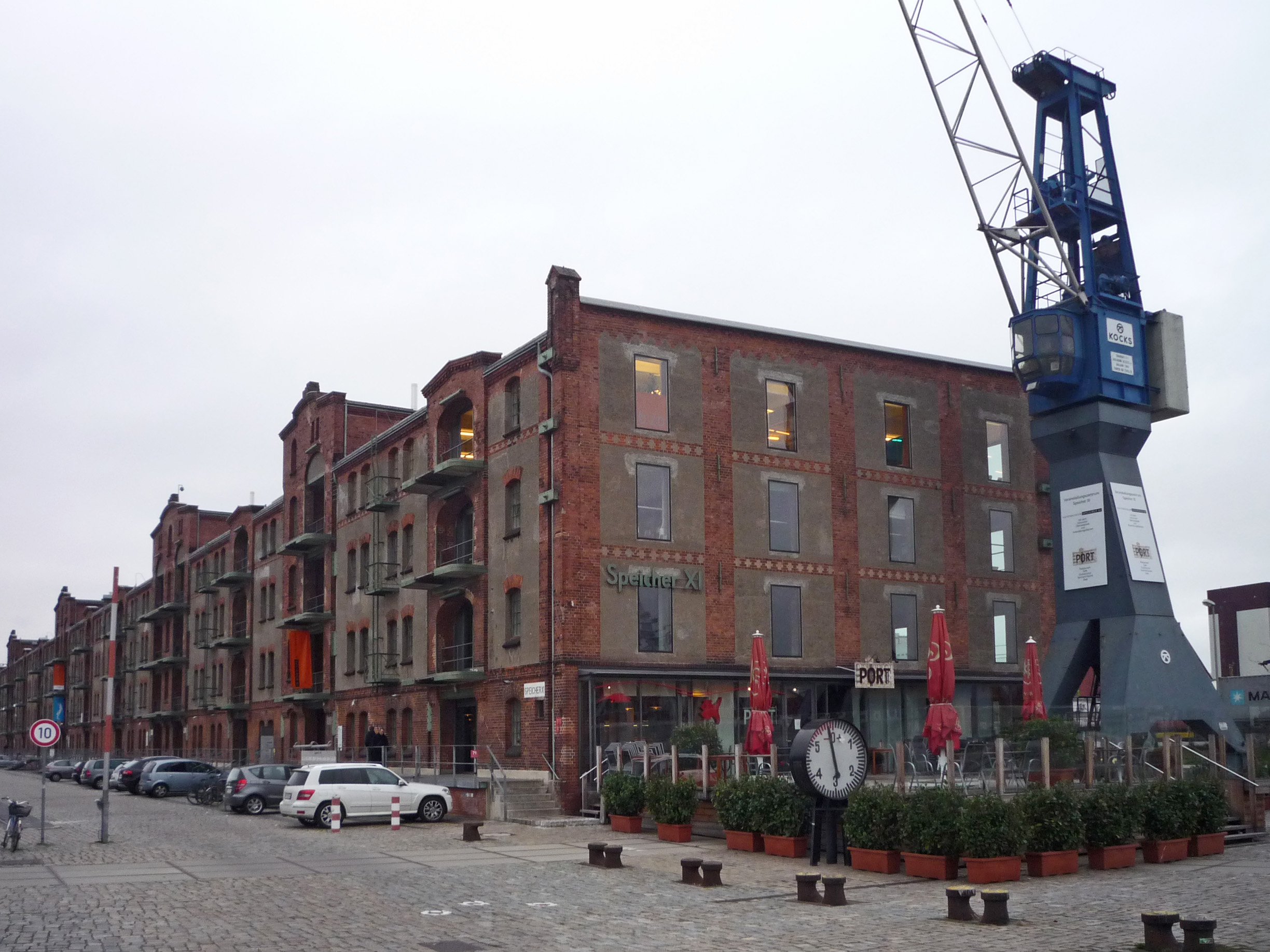
不来梅港口博物馆
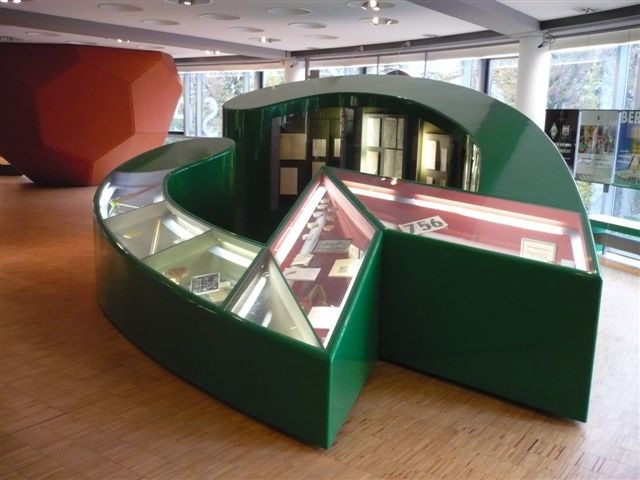
云达不来梅展览馆

### 工业旅游
- Beck's Besucherzentrum——贝克啤酒厂参观中心[11]
- Mercedes Benz Bremen——不来梅奔驰工厂[12]
- Airbus Bremen——空中客车工厂[13]

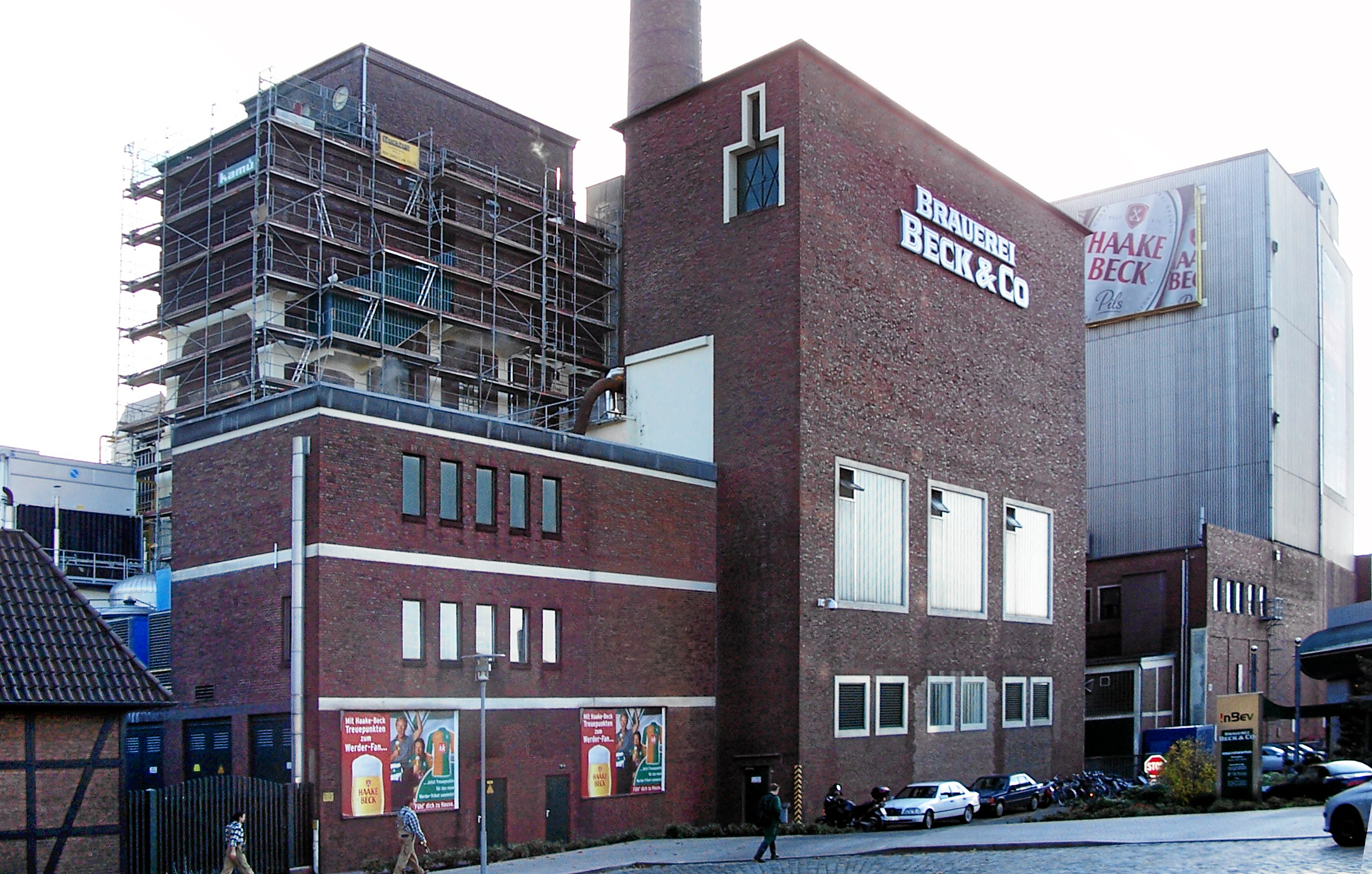
贝克啤酒厂
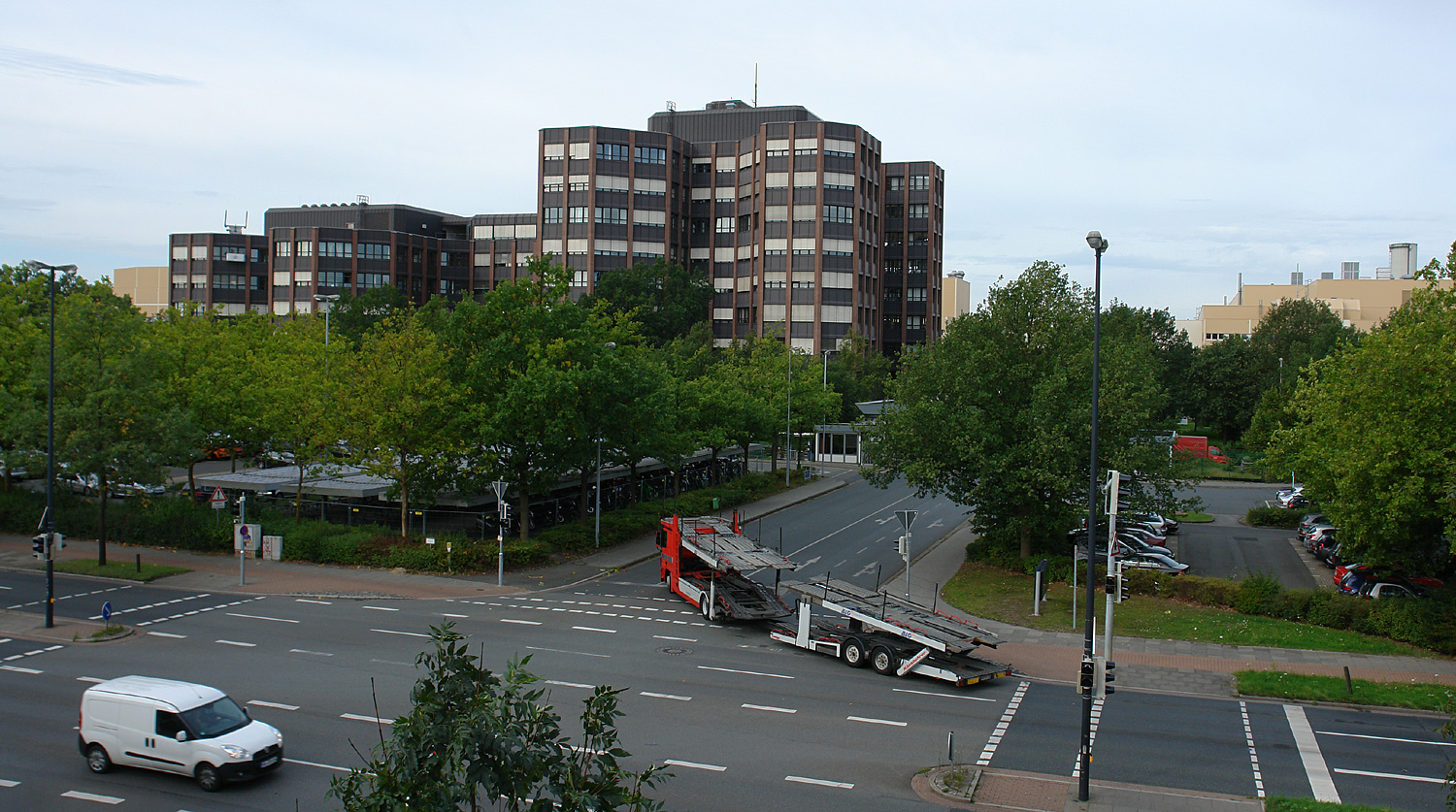
不来梅奔驰工厂

### 音乐
- Bremer Philharmoniker——不来梅爱乐乐团是不来梅市立交响乐团，除了为市立不来梅剧团伴奏以外，乐团还举办各类音乐会。
- Deutsche Kammerphilharmonie Bremen——不来梅德意志室内爱乐交响乐团，该乐团代表着德国室内爱乐的最高水平。
- 鐘廳——这个以“鐘”为名的音乐厅是不来梅最主要的古典音乐演出场所。赫伯特·冯·卡拉扬将其誉为欧洲最好的三处演出场所之一。
- PIER2——“2号码头”
- Aladin Music Hall——阿拉丁音乐厅

另外，不来梅艺术学院也举办一些对外的专业演出。

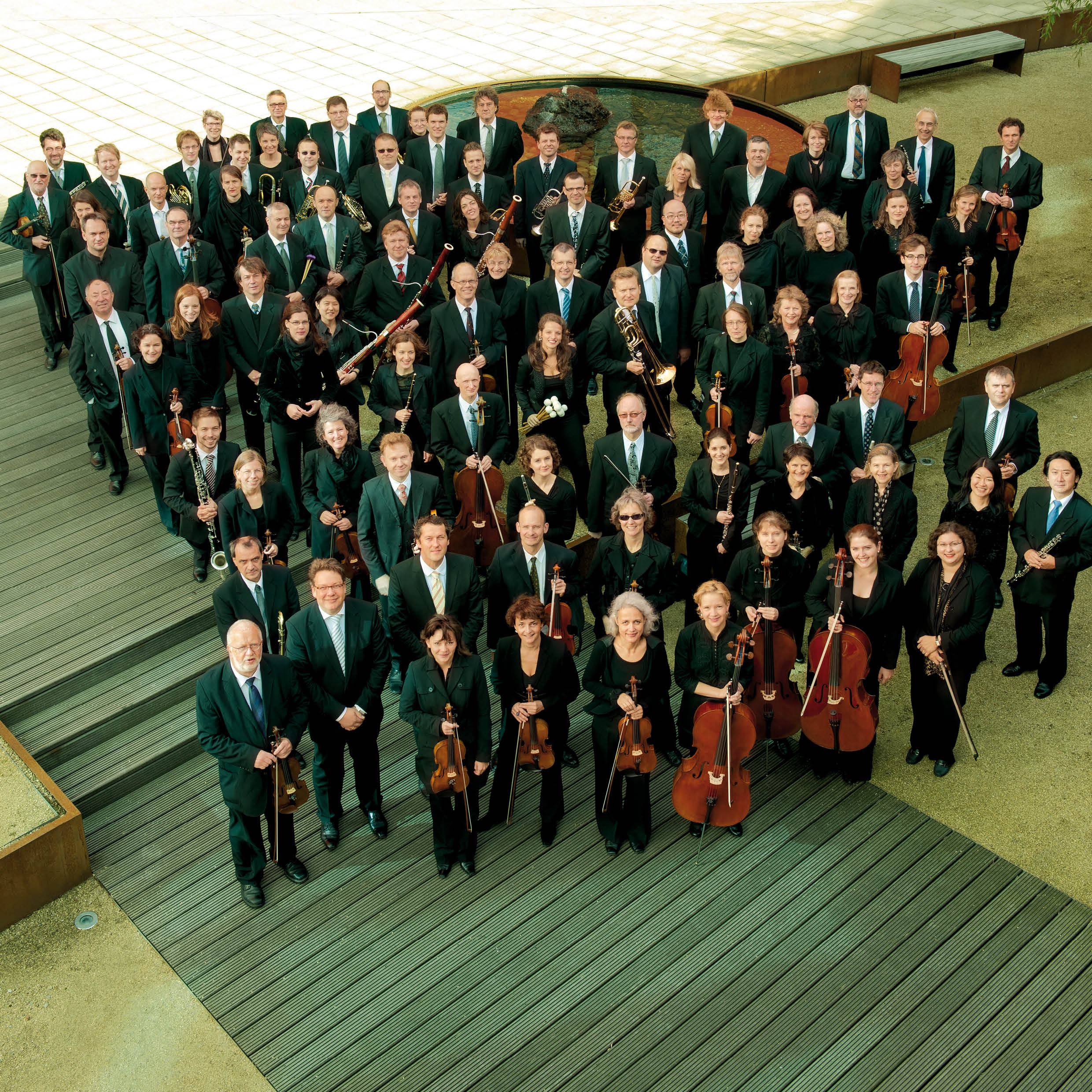
不来梅爱乐乐团
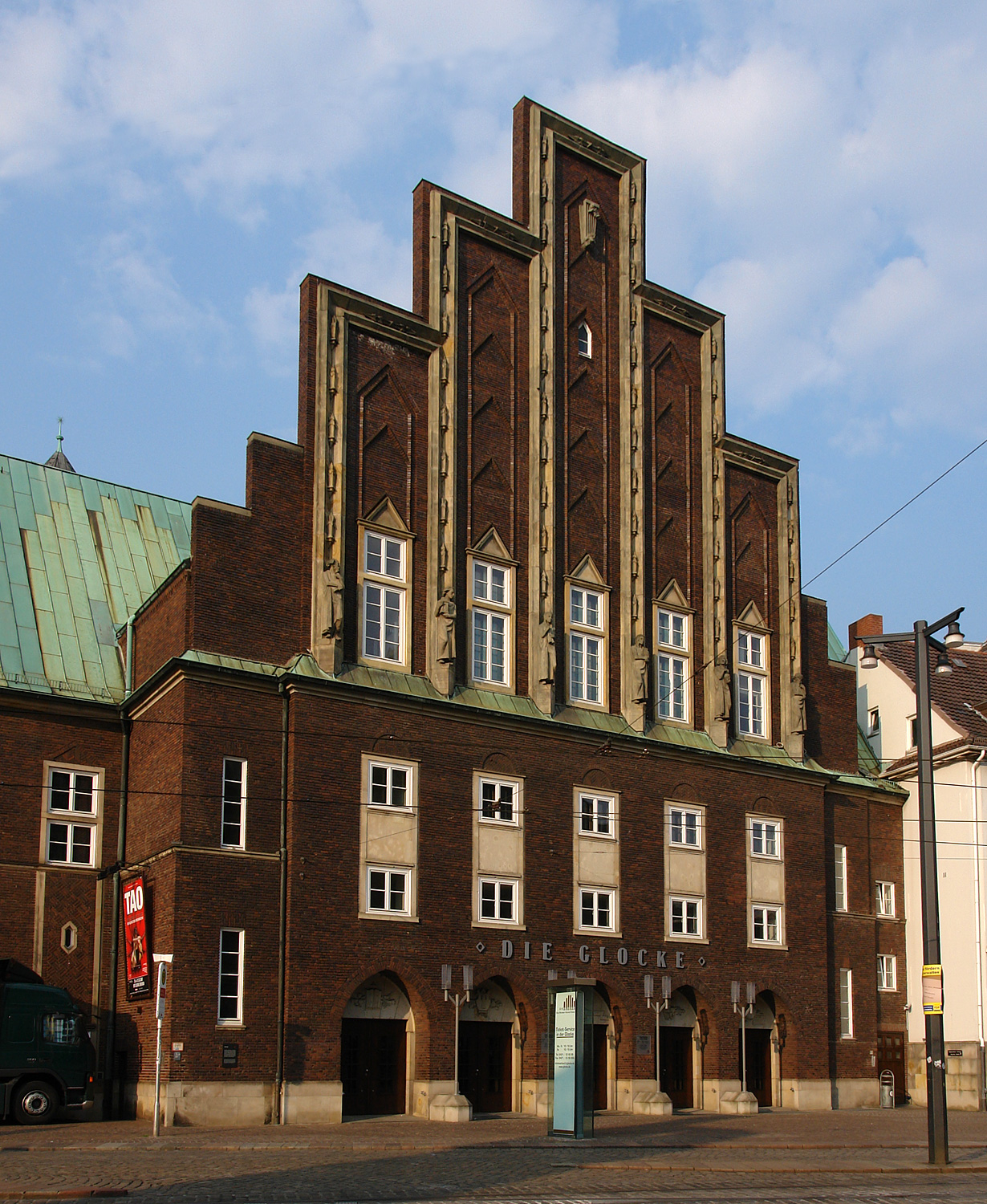
Glocke音乐厅
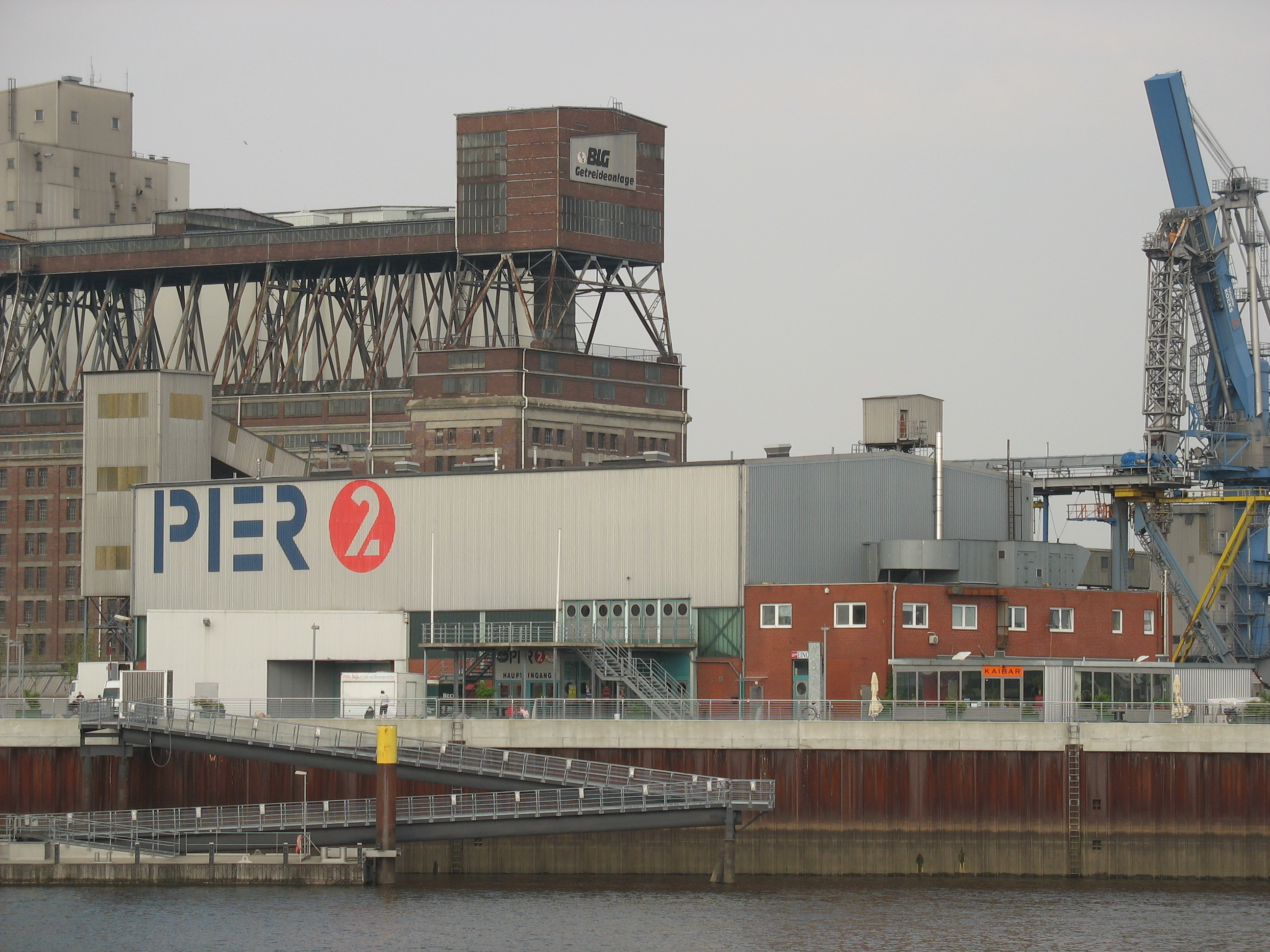
“2号码头”音乐厅
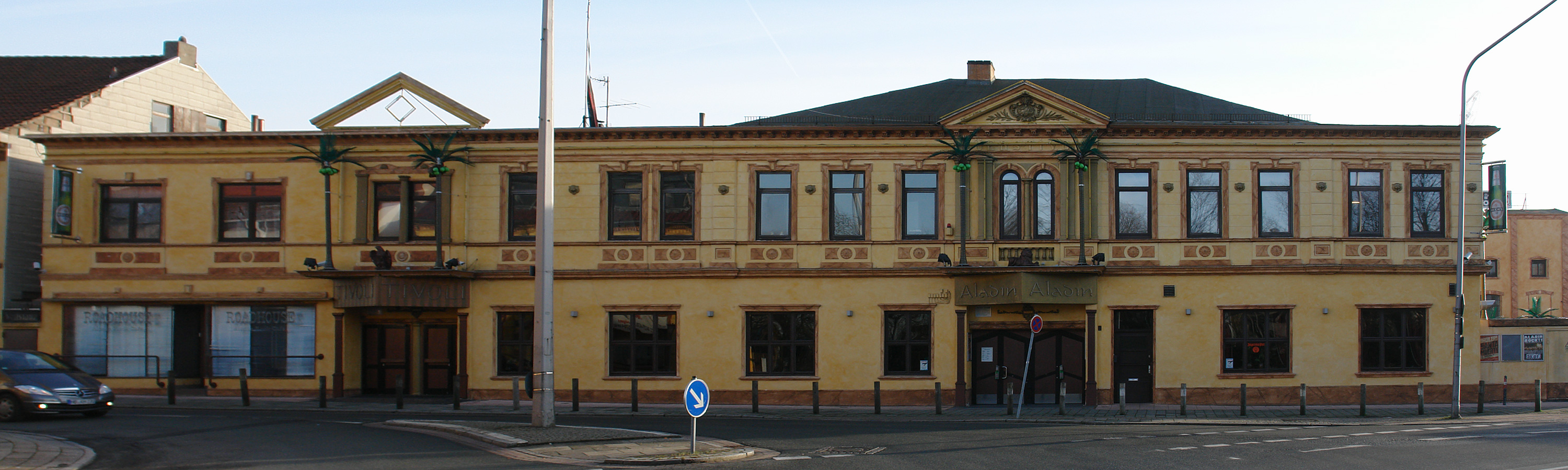
阿拉丁音乐厅

### 主要公园、绿地和湖泊
- Wallanlagen——城墙公园是在1805年拆除旧城墙后建设起来的环内城公园。公园内有一条“护城河”和一座风车。
- Bürgerpark——市民公园是德国最大的利用社会资金维护的公园，占地达202公顷。公园内的帕克酒店（Park Hotel）是一家五星级酒店。除了大片的绿地和树林外，市民公园内可以乘坐游船、免费参观一个小型动物园，另外公园内还有多家餐馆和啤酒园。
- Stadtwald / Unisee——城市森林和大学湖位于市民公园最北端。大学湖是不来梅最受欢迎的露天游泳的去处之一。
- Blockland——布洛克兰是一片占地30平方公里、以天然绿地为主的自然风景区。
- Rhododendron-Park——杜鹃花公园和附属植物园占地46公顷，公园内种植着地球上现存1000多种杜鹃花中的500多种。
- Werdersee——云达湖是威悉河左岸一个长2公里、面积37公顷的湖泊。它是不来梅另一个极受欢迎的划船和露天游泳的去处。

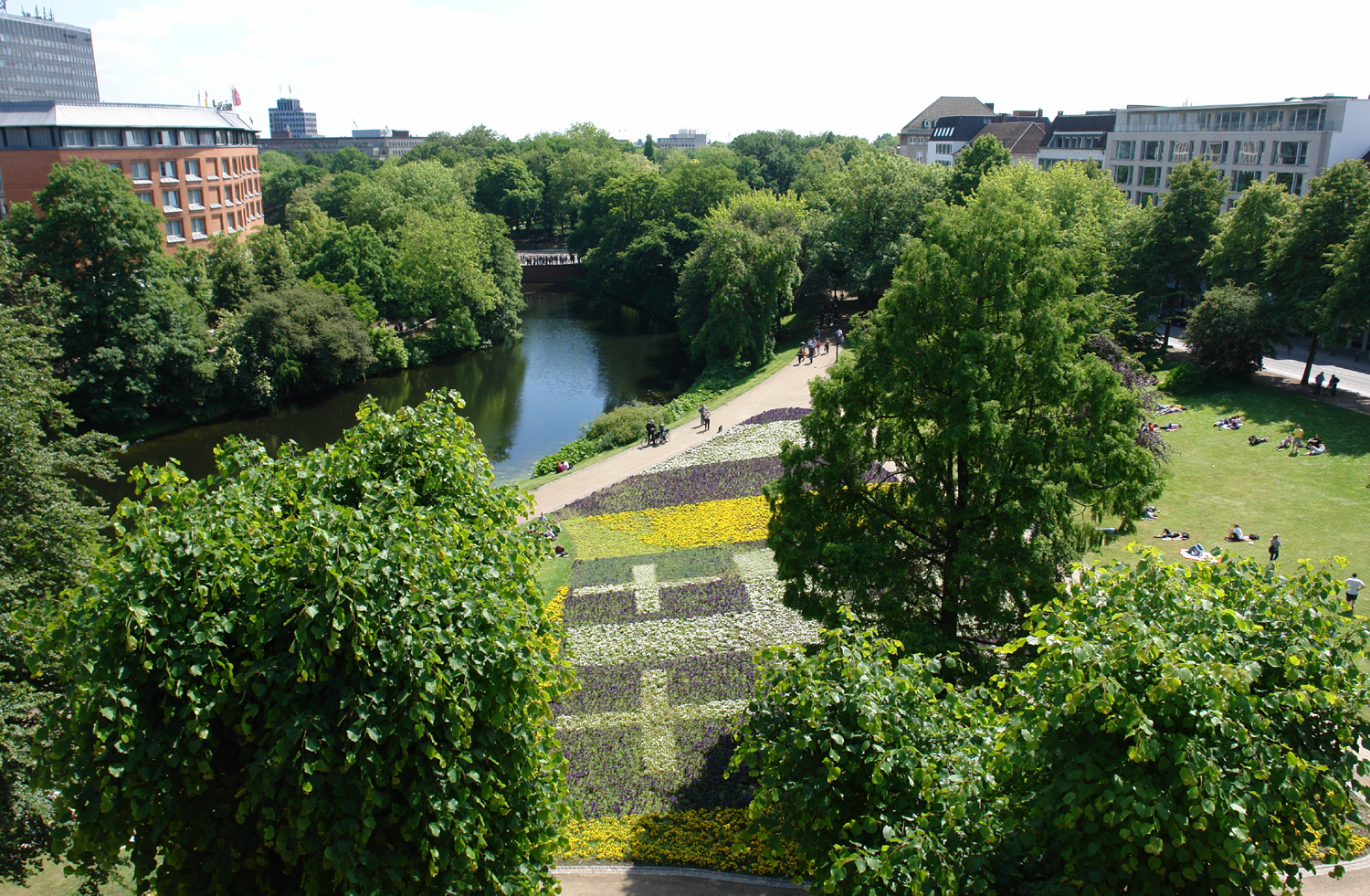
城墙公园
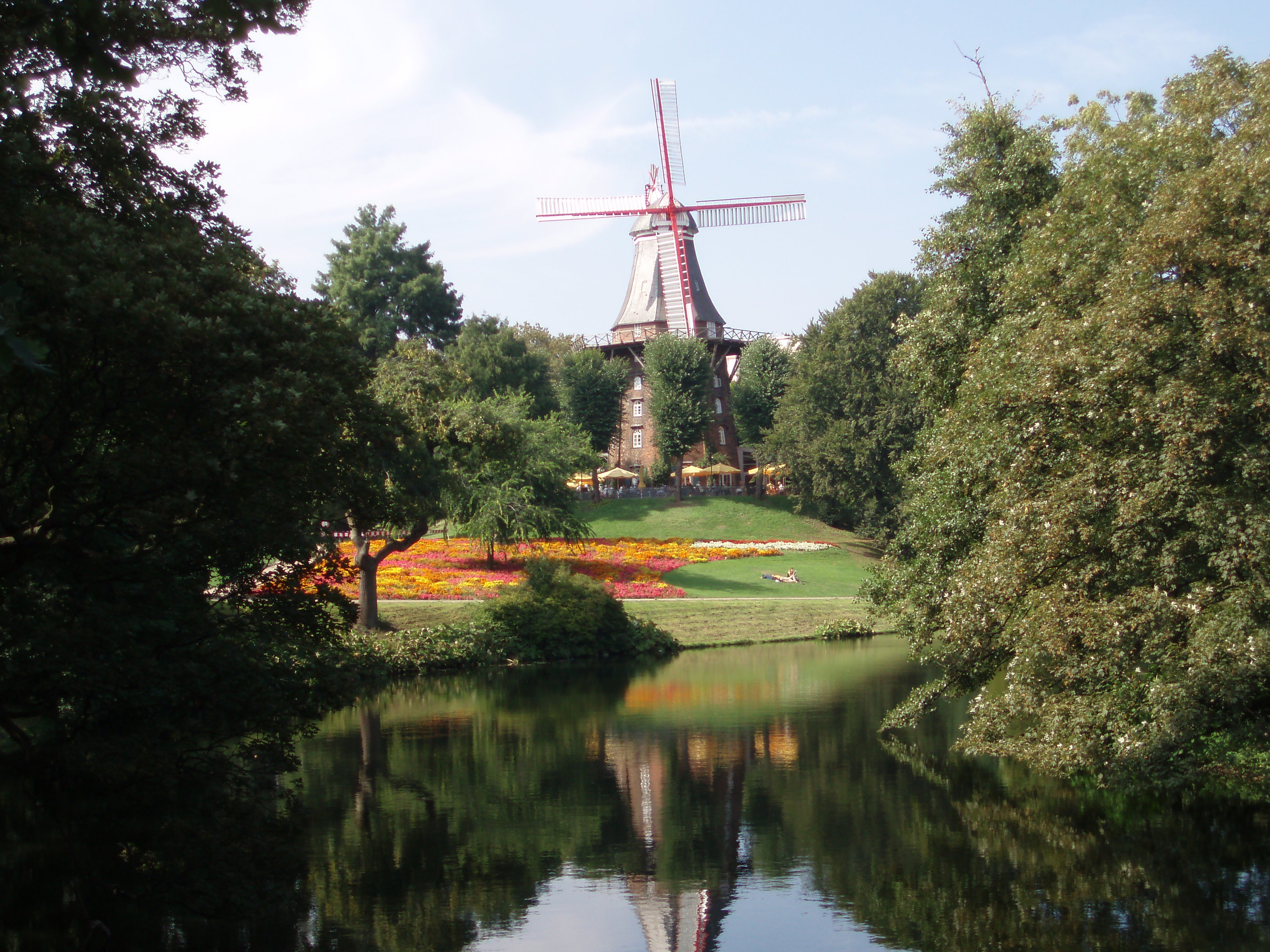
城墙公园的风车
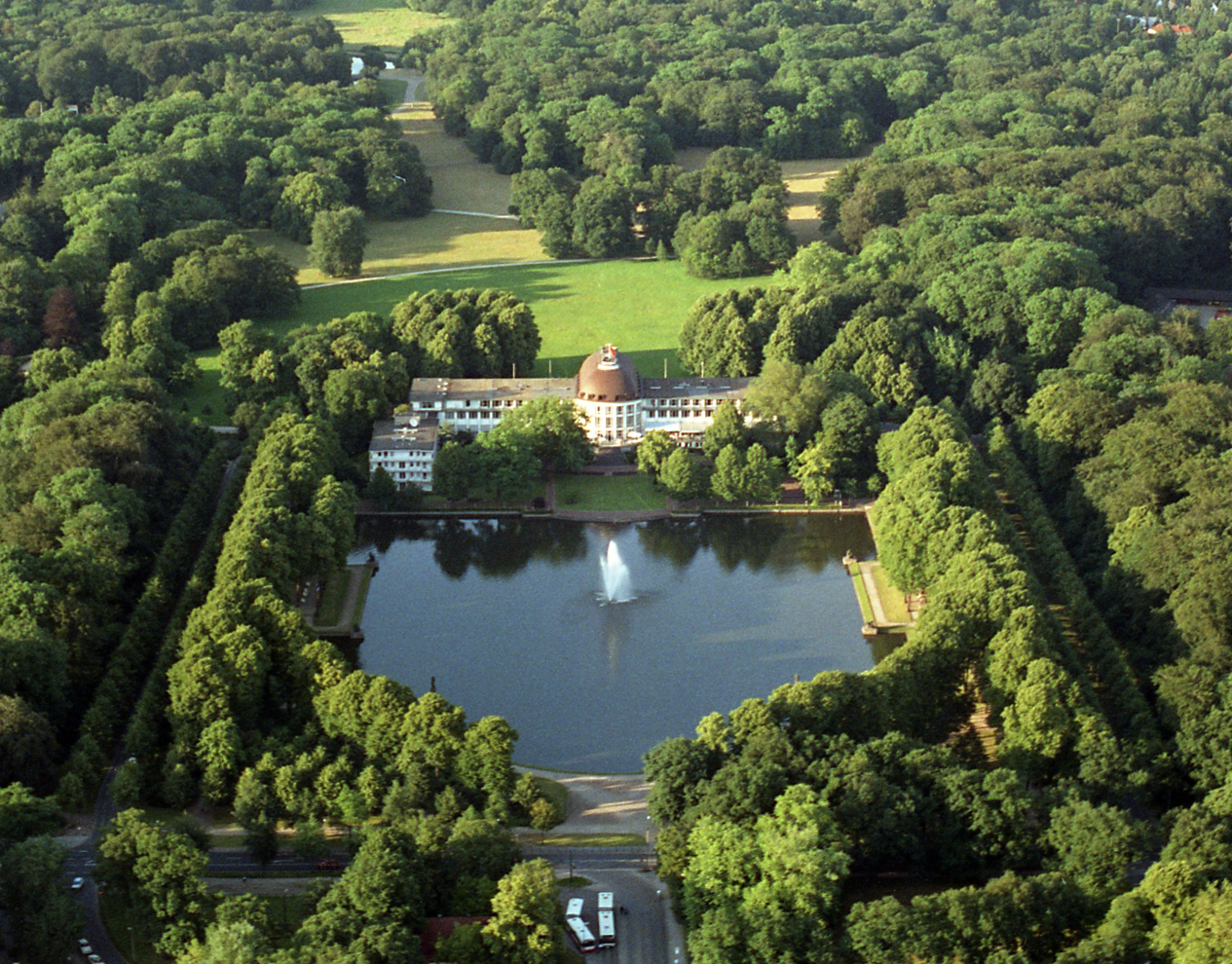
市民公园的帕克酒店
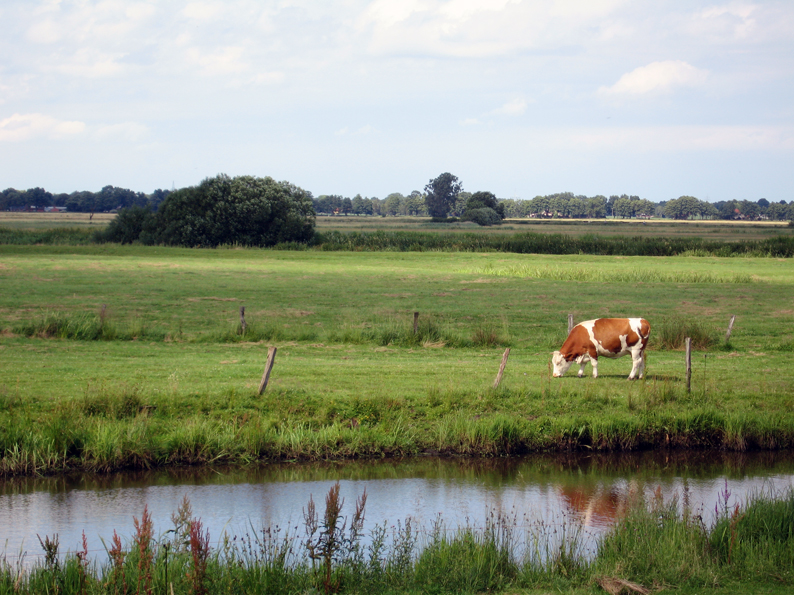
布洛克兰自然保护区
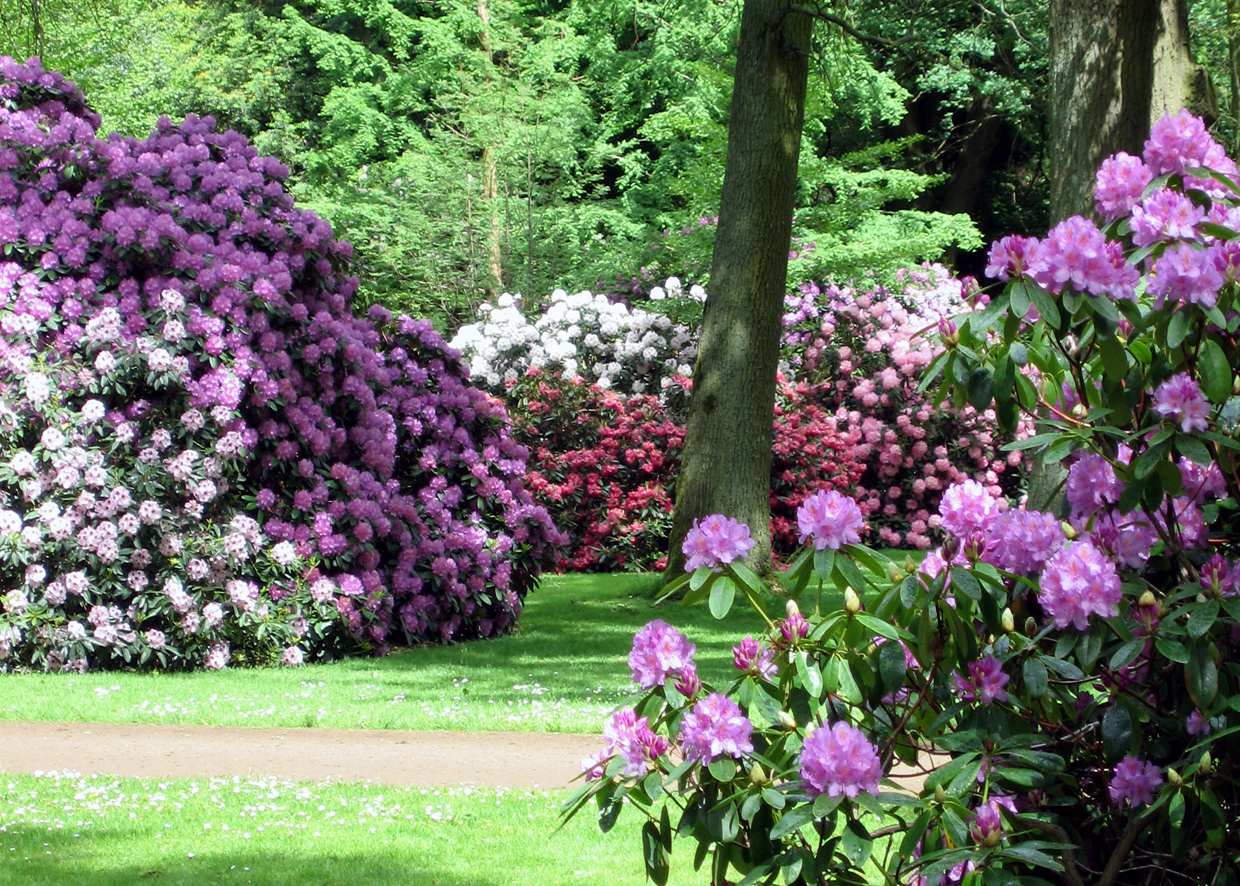
杜鹃花公园
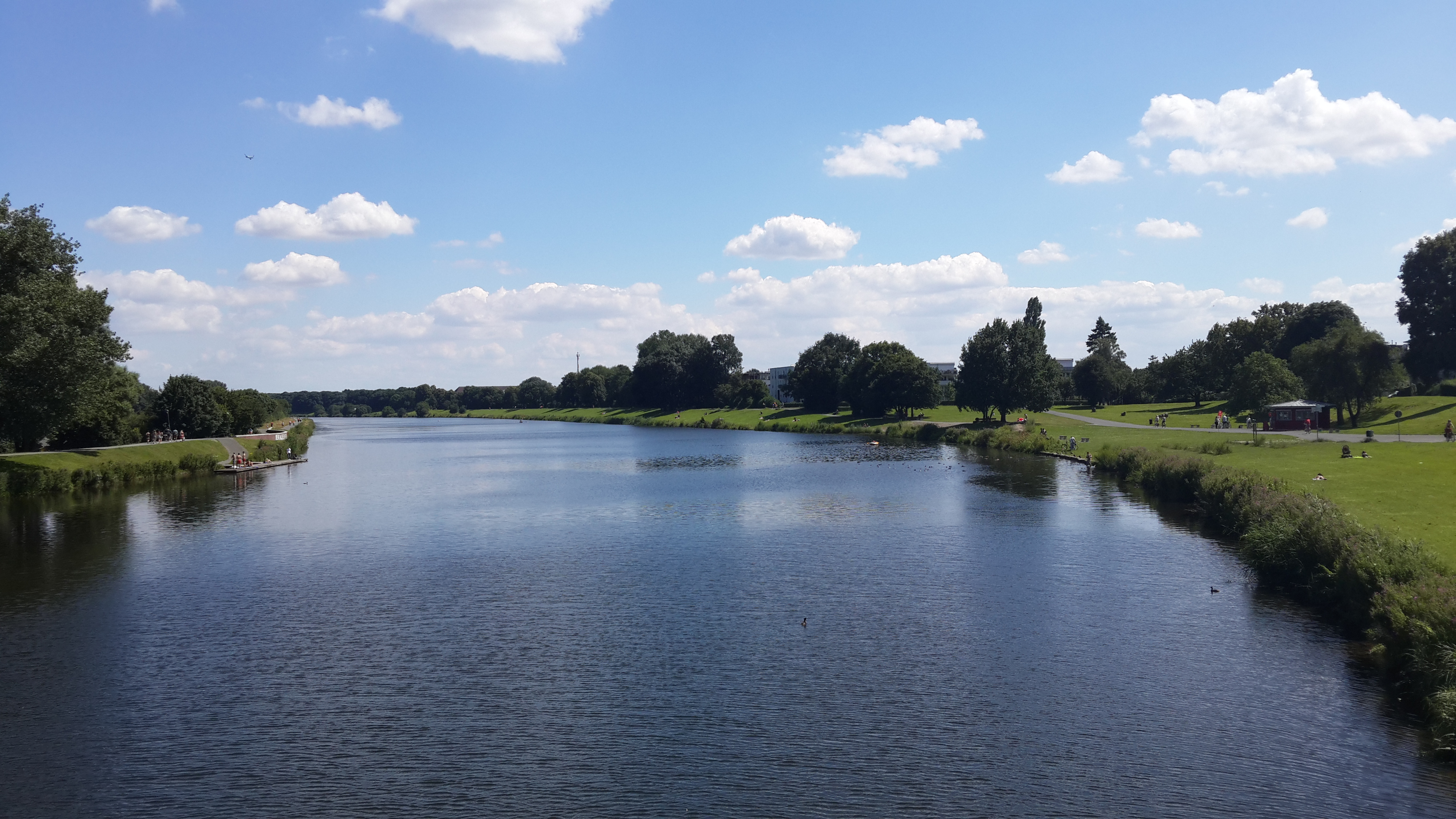
云达湖

### 教堂和城堡
- Bremer Dom——不来梅圣彼得大教堂
- Liebfrauenkirche——圣母教堂
- St. Johann-Kirche——圣约翰教堂
- Martinikirche——马提尼教堂
- St. Stephani-Kirche——圣施蒂凡尼教堂
- Schloss Schönebeck——仙妮贝克城堡

另外，老城周围的城区到处可见被称为“不来梅式房屋（Bremer Häuser）”的低层联排别墅，施瓦赫豪森（Schwachhausen）区有大量别致的私人别墅，火车站附近的巴克霍夫（Barkhof）区有许多青年艺术风格的楼房。这些也属于不来梅值得一看的地方。

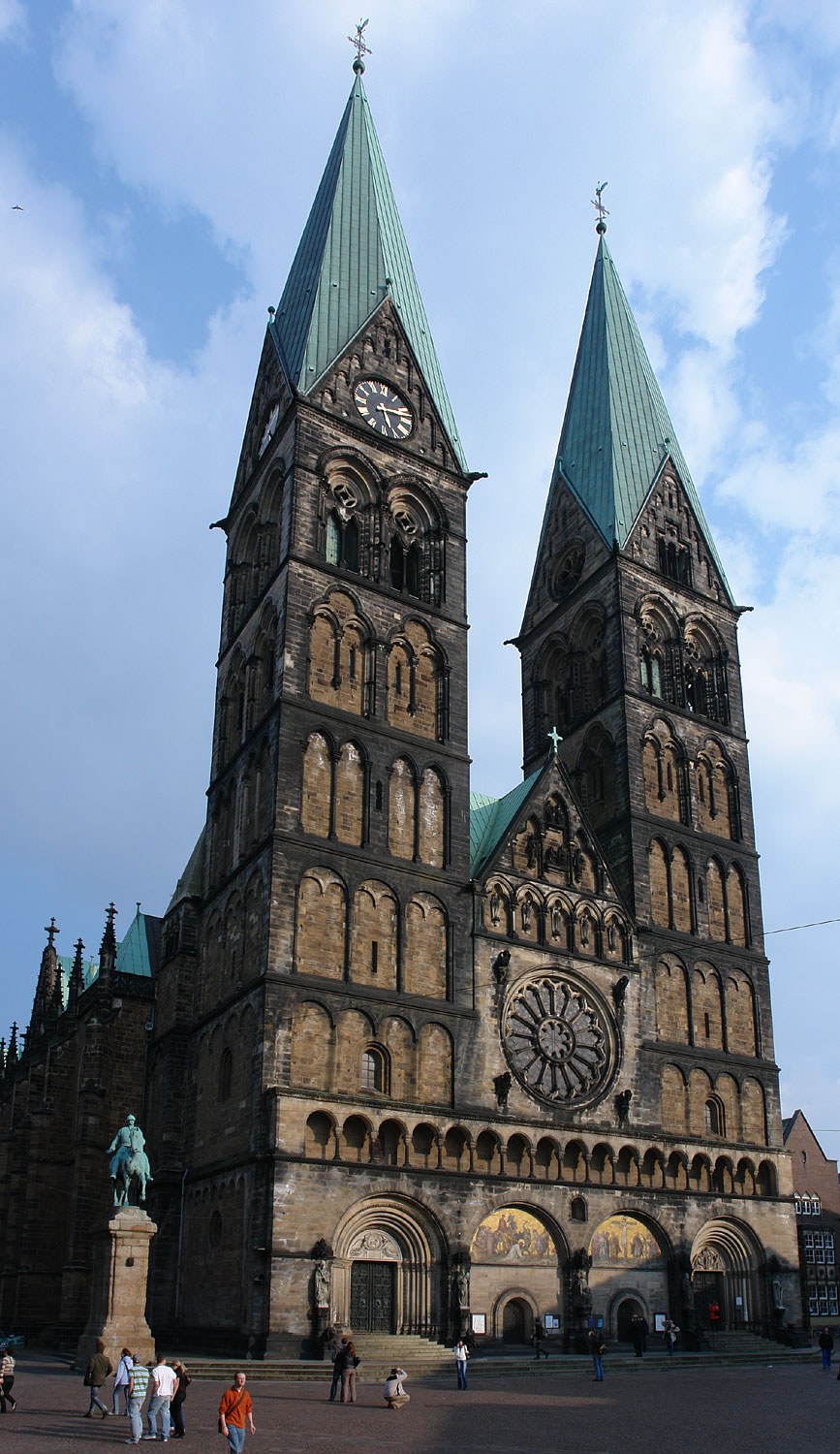
不来梅圣彼得大教堂
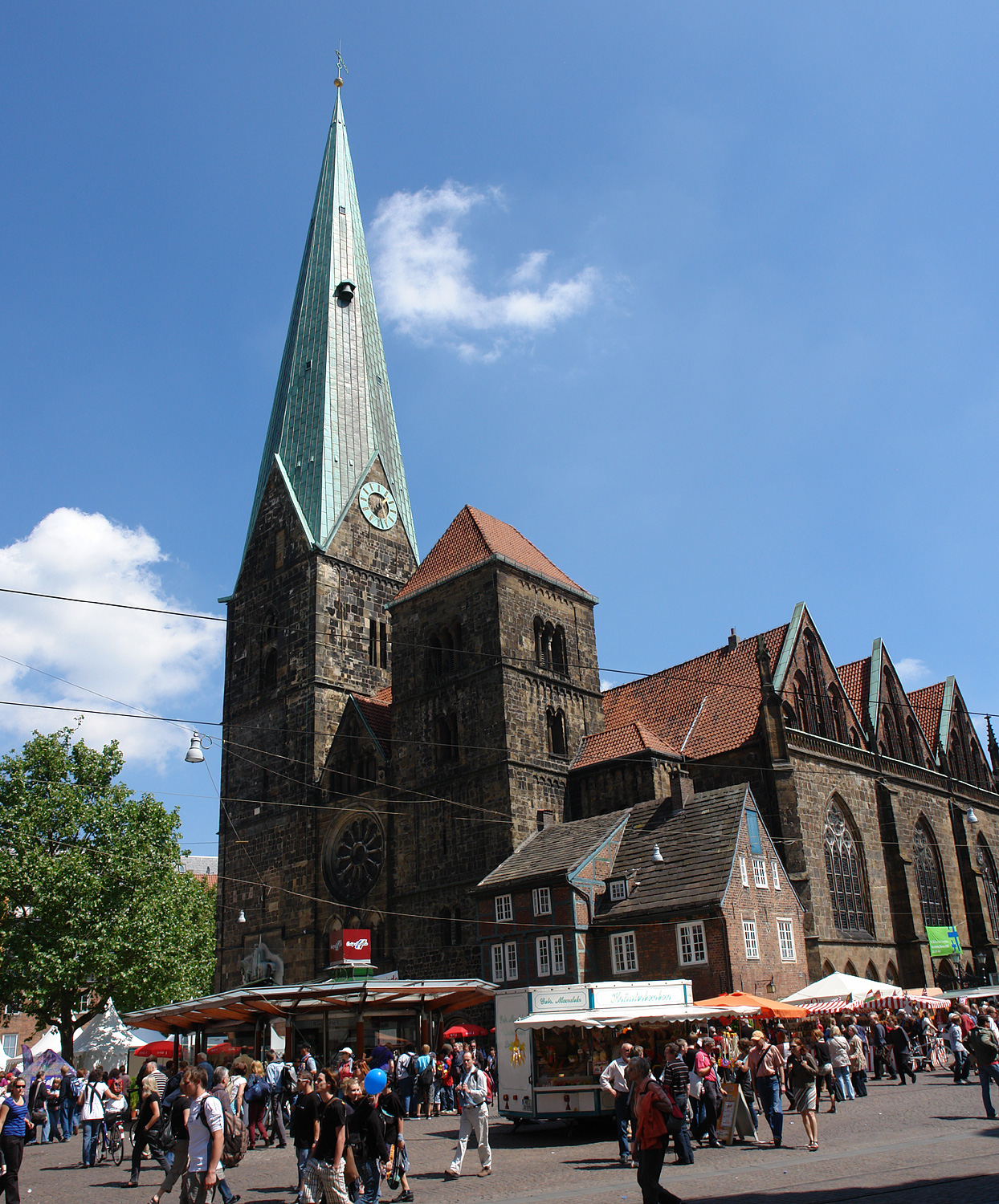
圣母教堂
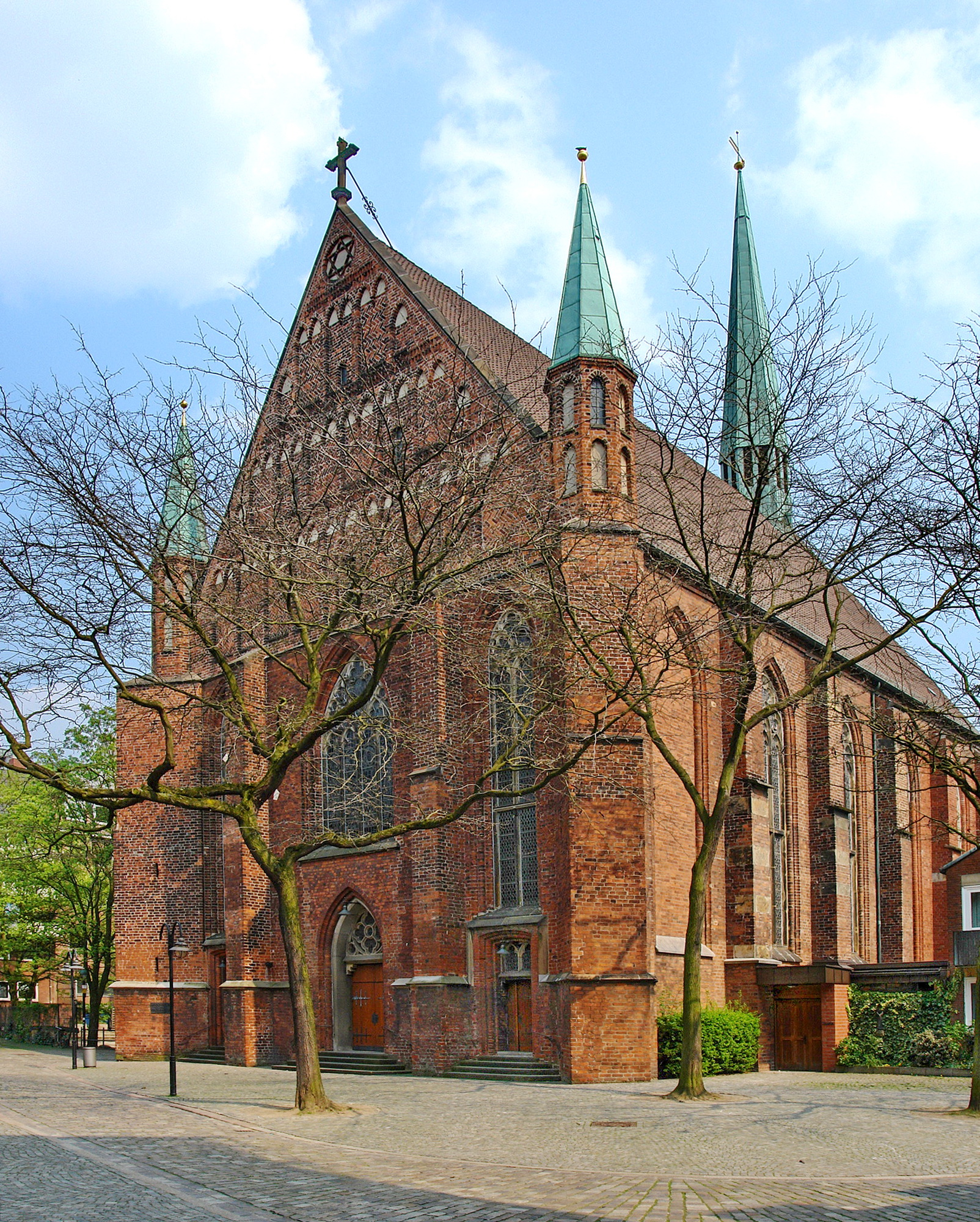
圣约翰教堂
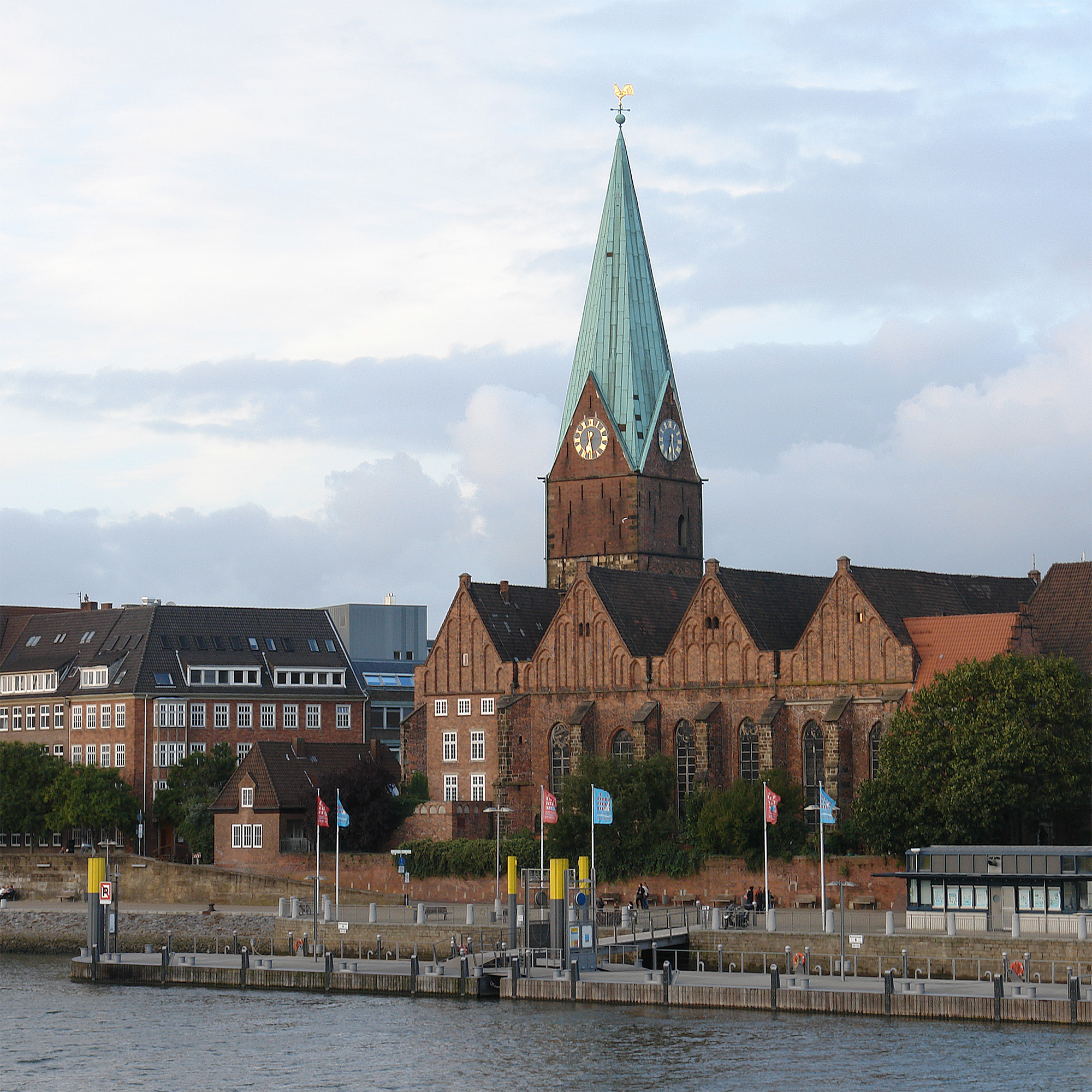
马提尼教堂
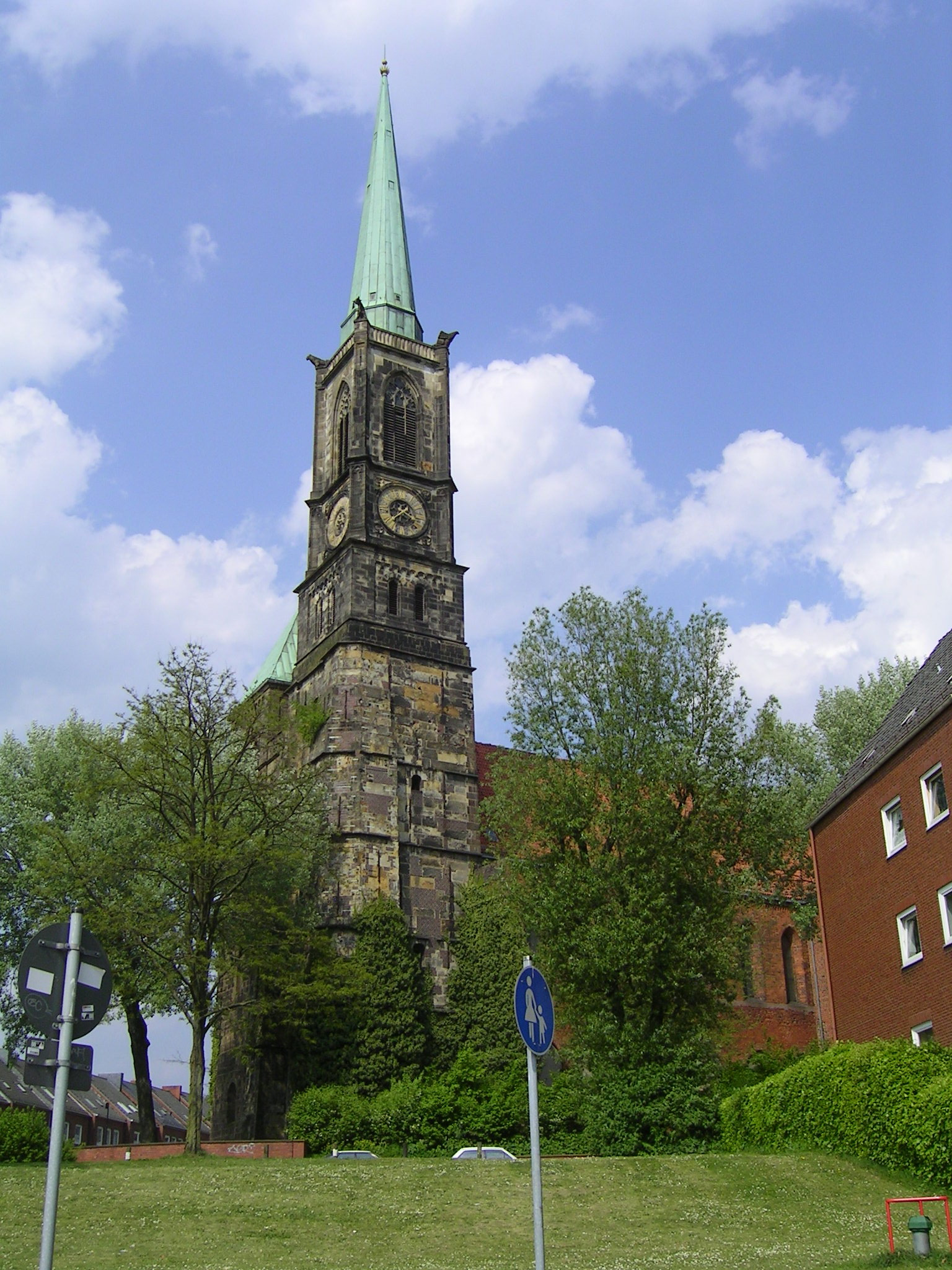
圣施蒂凡尼教堂
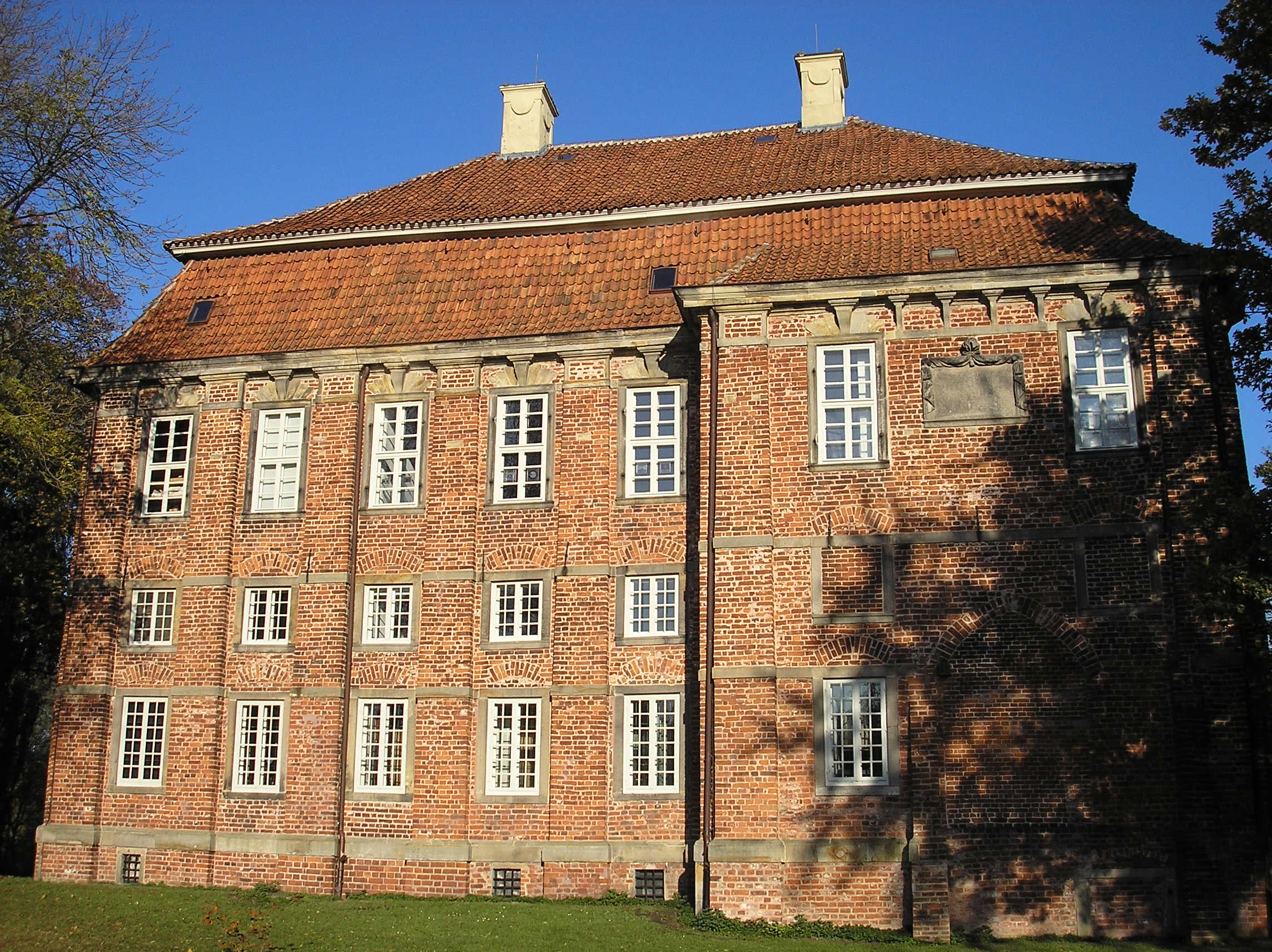
仙妮贝克城堡
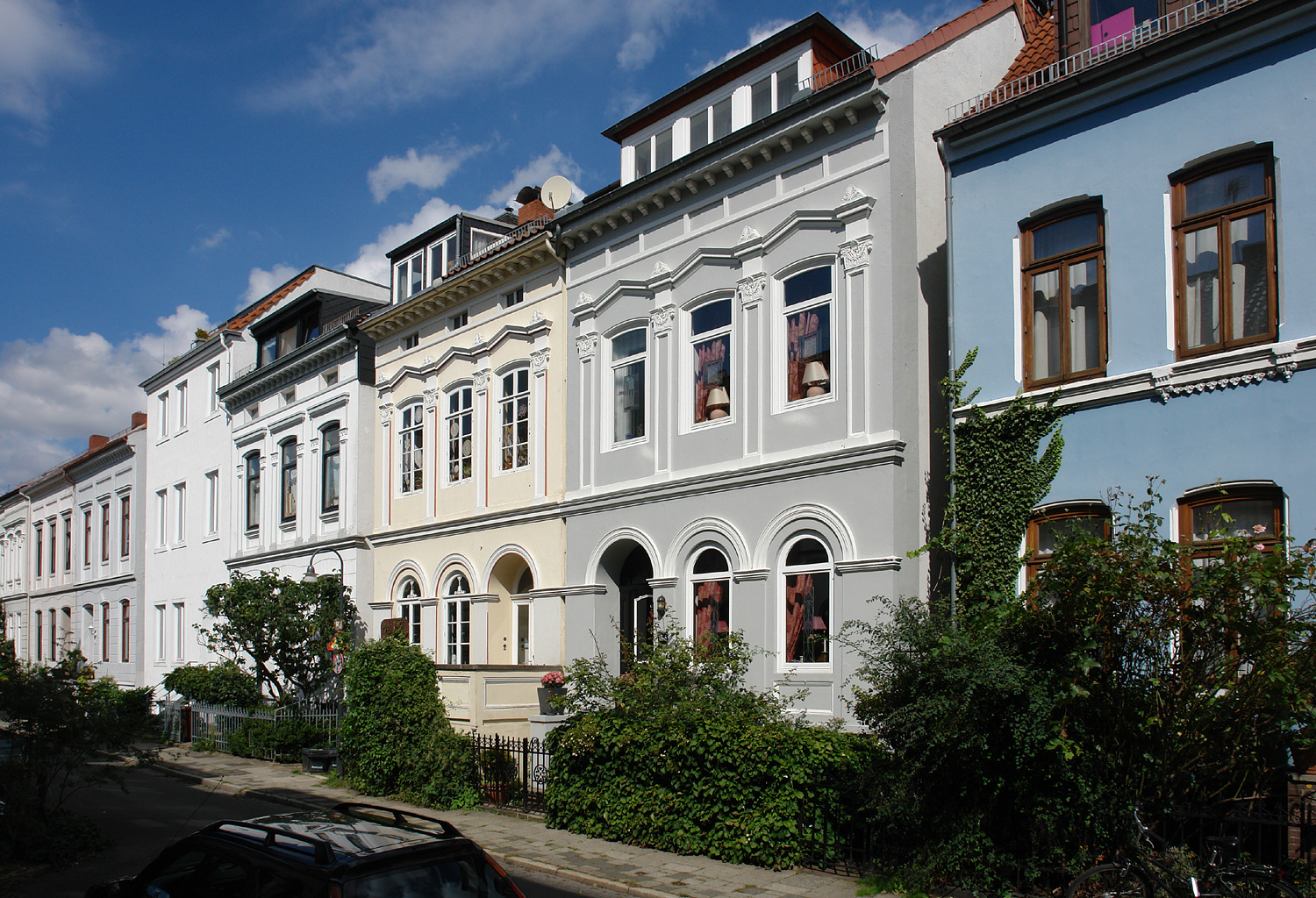
典型的不来梅联排别墅
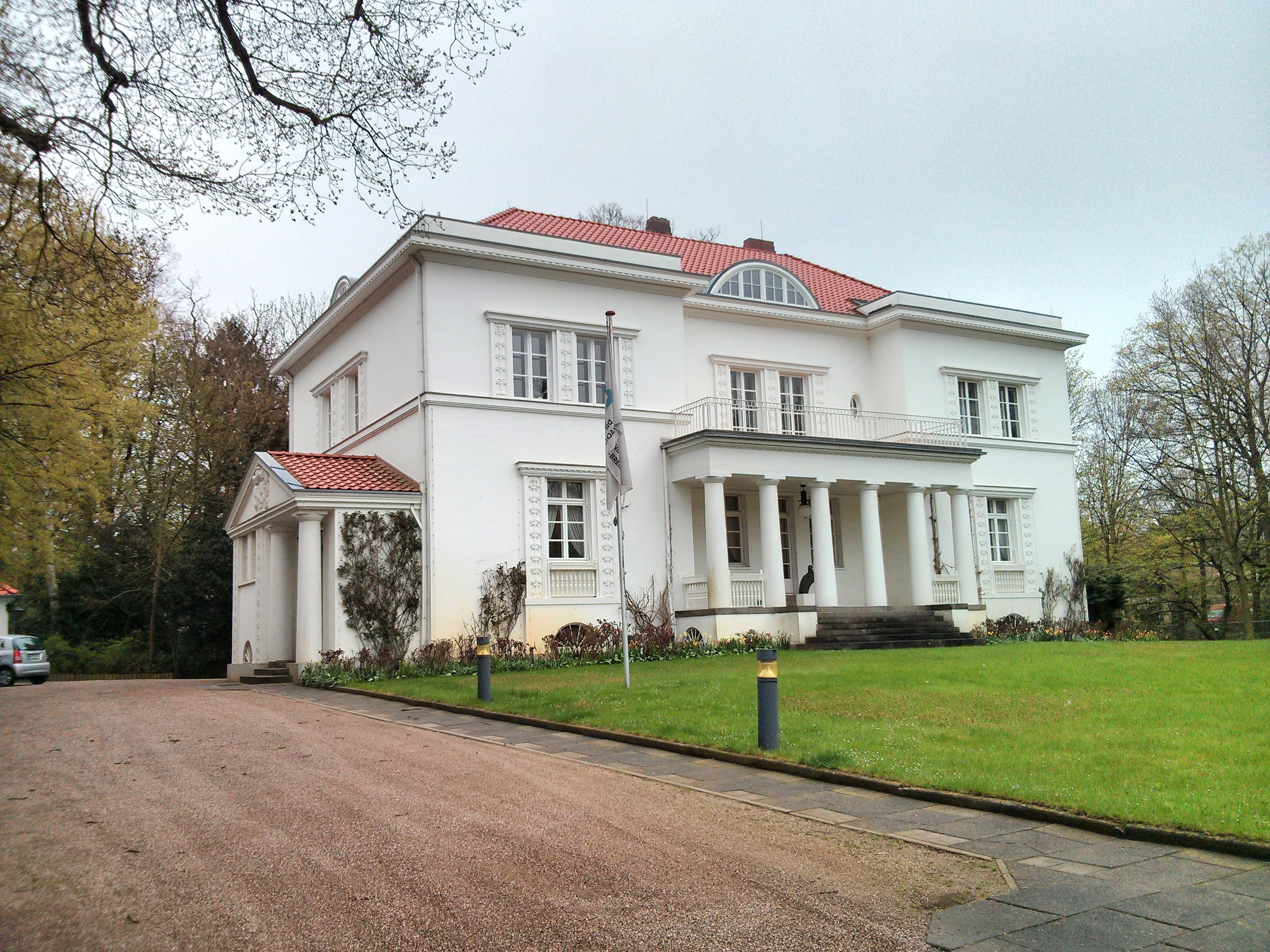
施瓦赫豪森区一处别墅
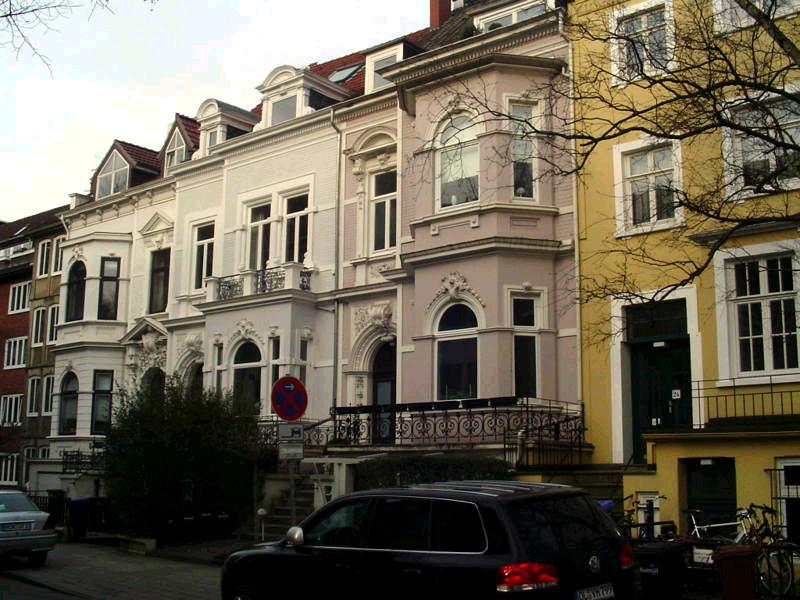
巴克霍夫区

### 现代建筑

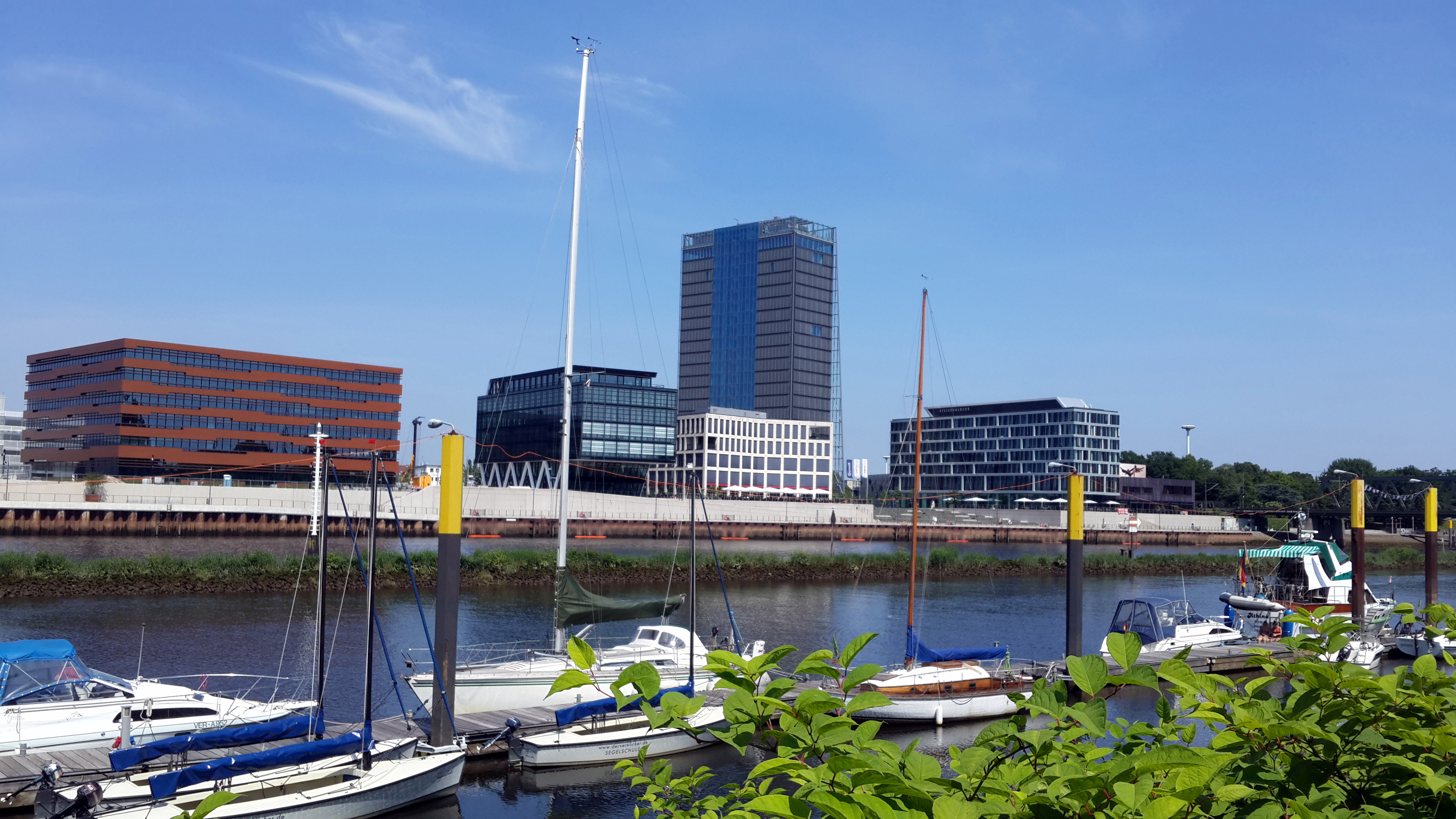
远洋城的Weser Tower及周边
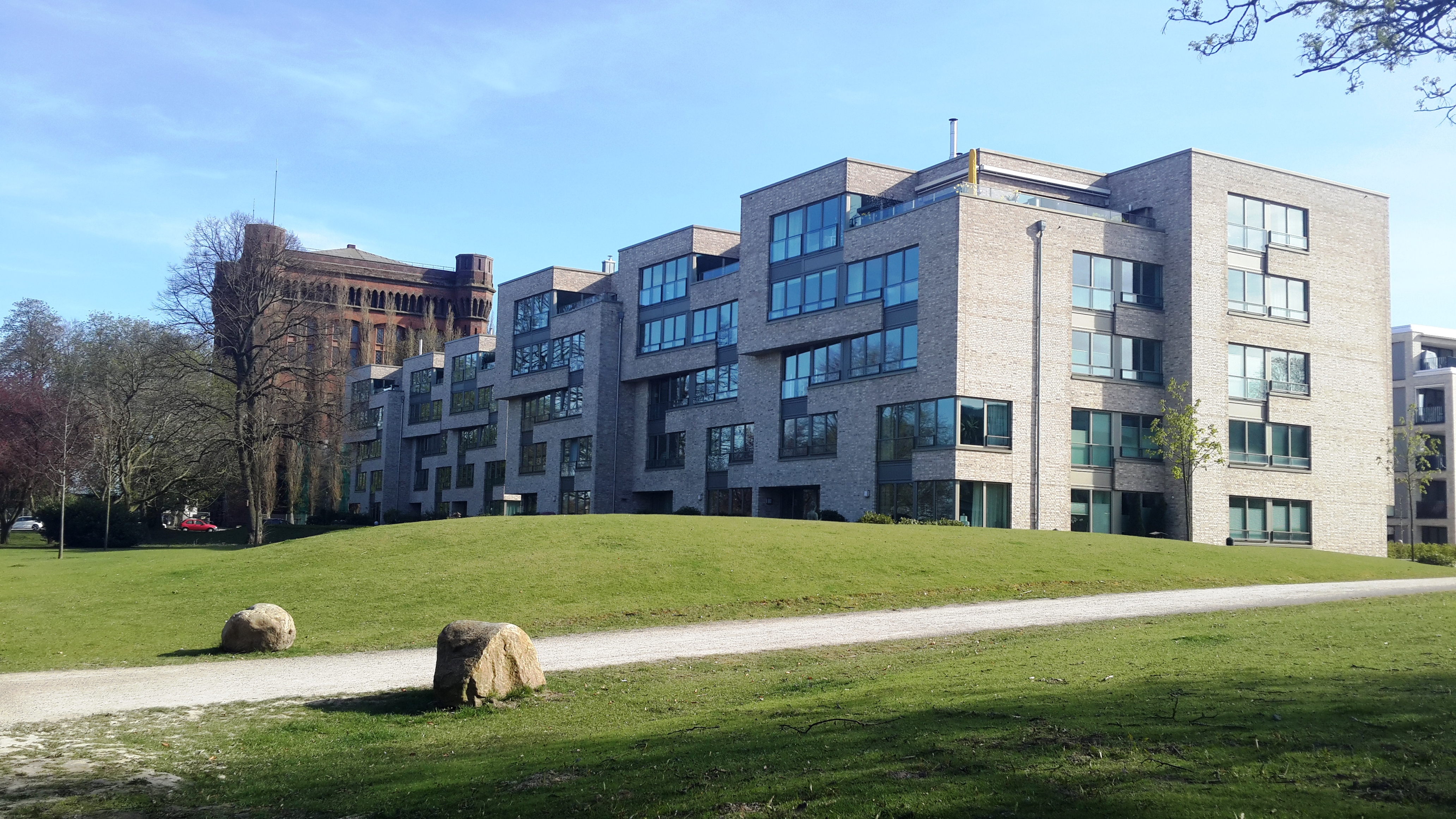
Stadtwerder旧的水塔及现代住宅
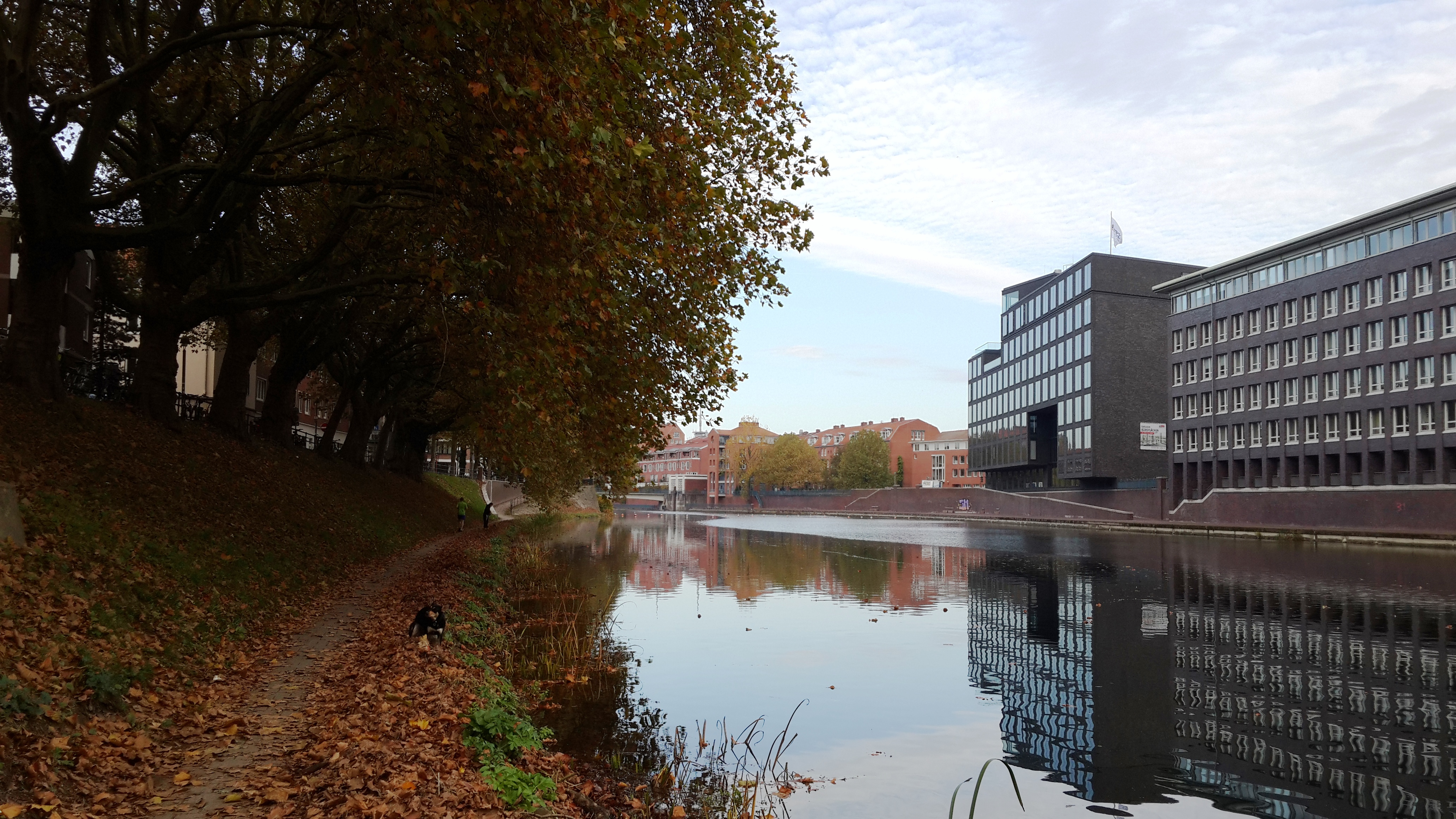
Teerhof上的办公楼

## 大型活动
- Samba-Karneval——桑巴嘉年华
- La Strada——街头戏剧节
- Breminale——不来梅露天音乐节
- Musikfest Bremen——不来梅古典音乐季
- Osterwiese——正值复活节期间举办的大型民间节庆
- Freimarkt——不来梅自由集市，每年10月到11月举办的大型民间节庆，类似慕尼黑啤酒节，按游客数（约400万）德国第三大民间节庆活动。
- Weihnachtsmarkt——不来梅圣诞市场

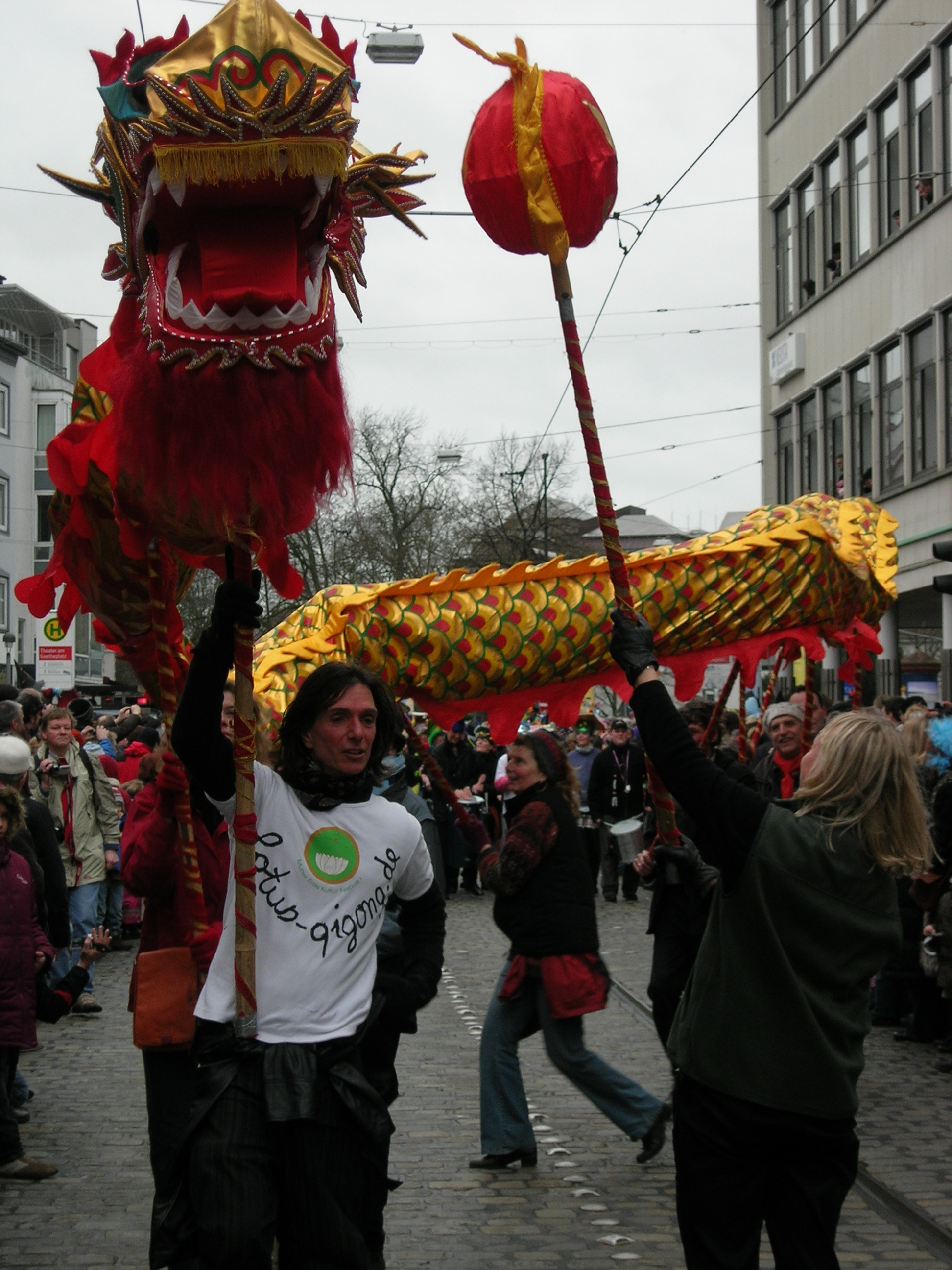
桑巴嘉年华
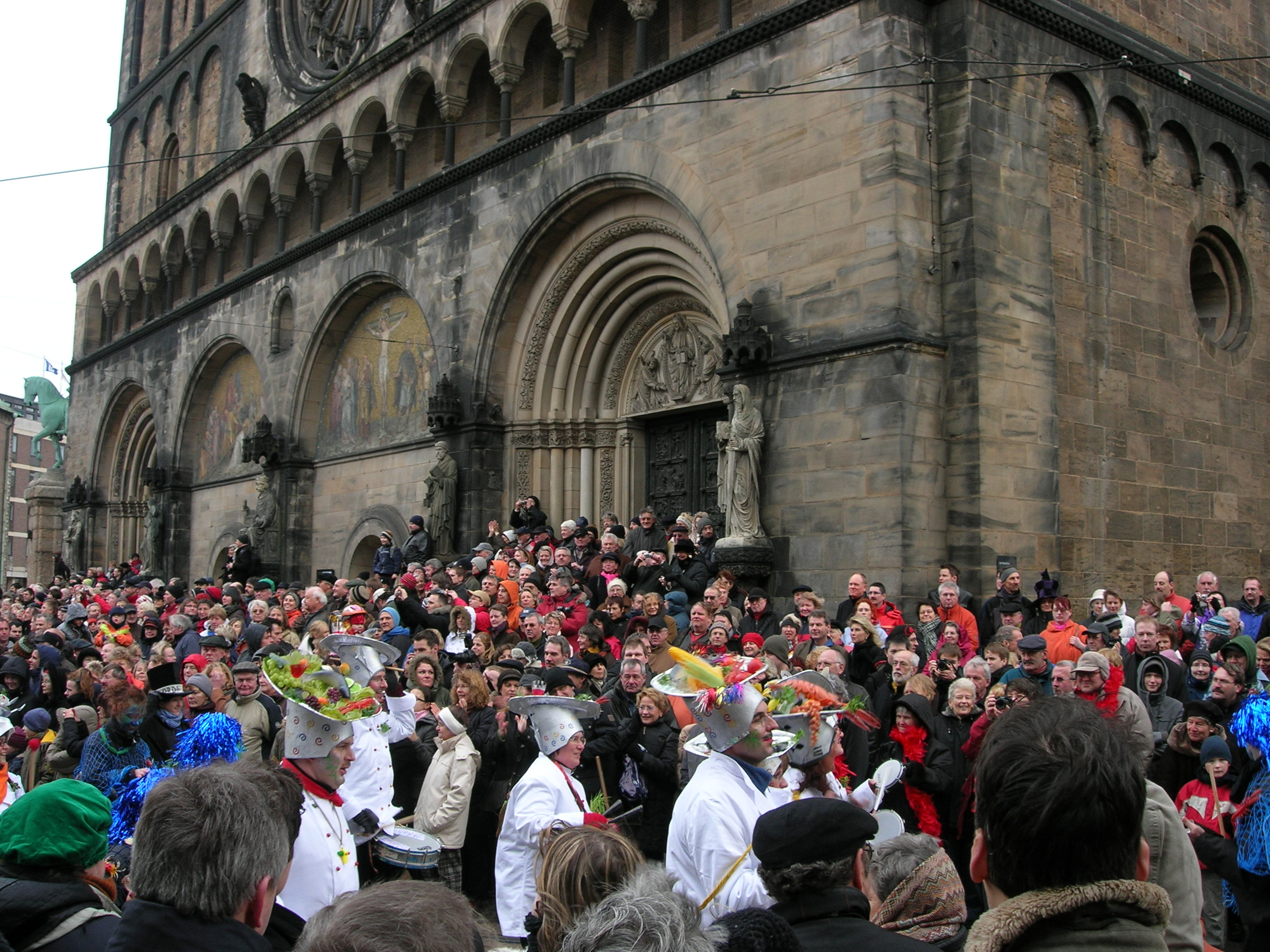
桑巴嘉年华
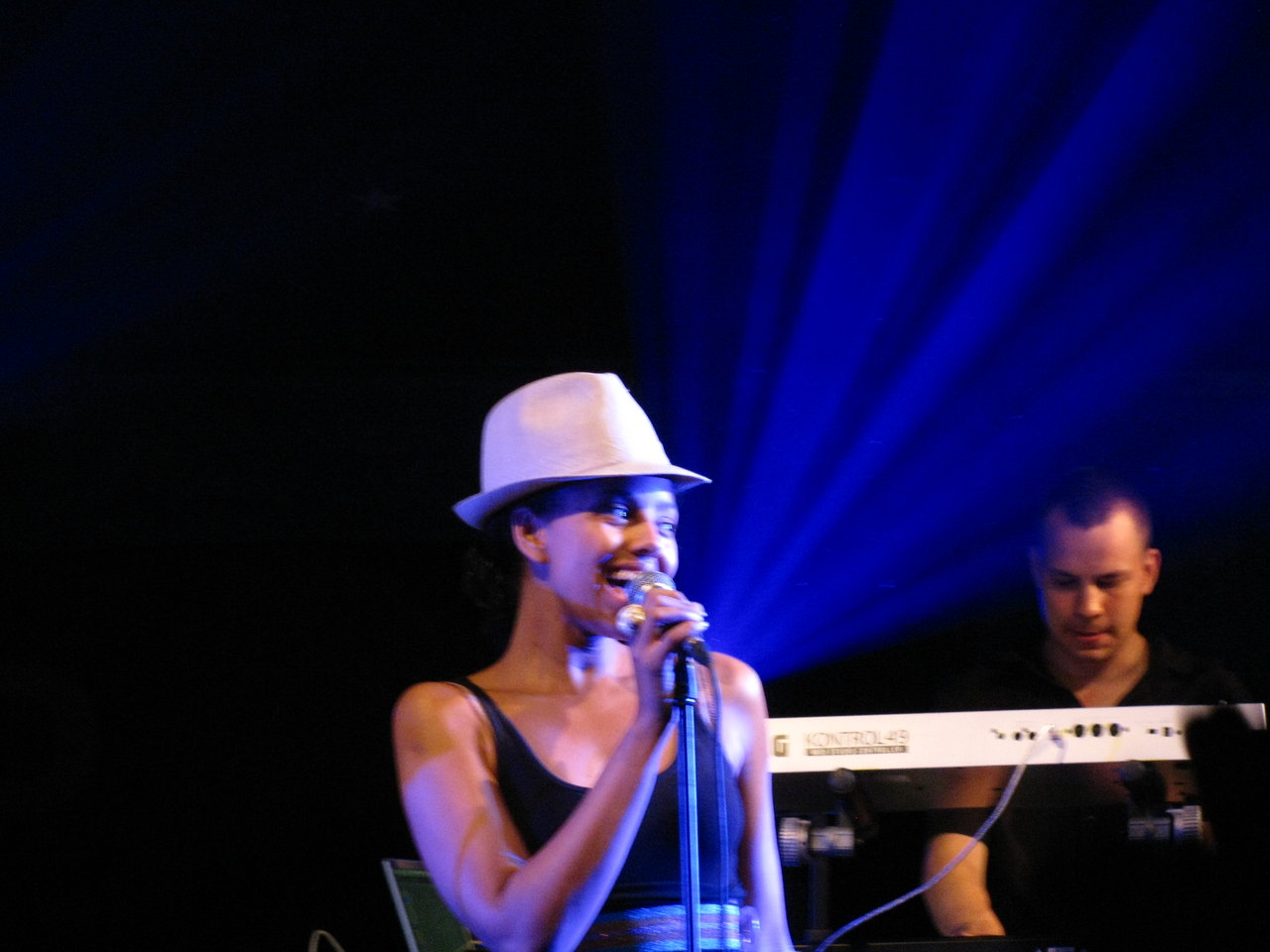
不来梅露天音乐节
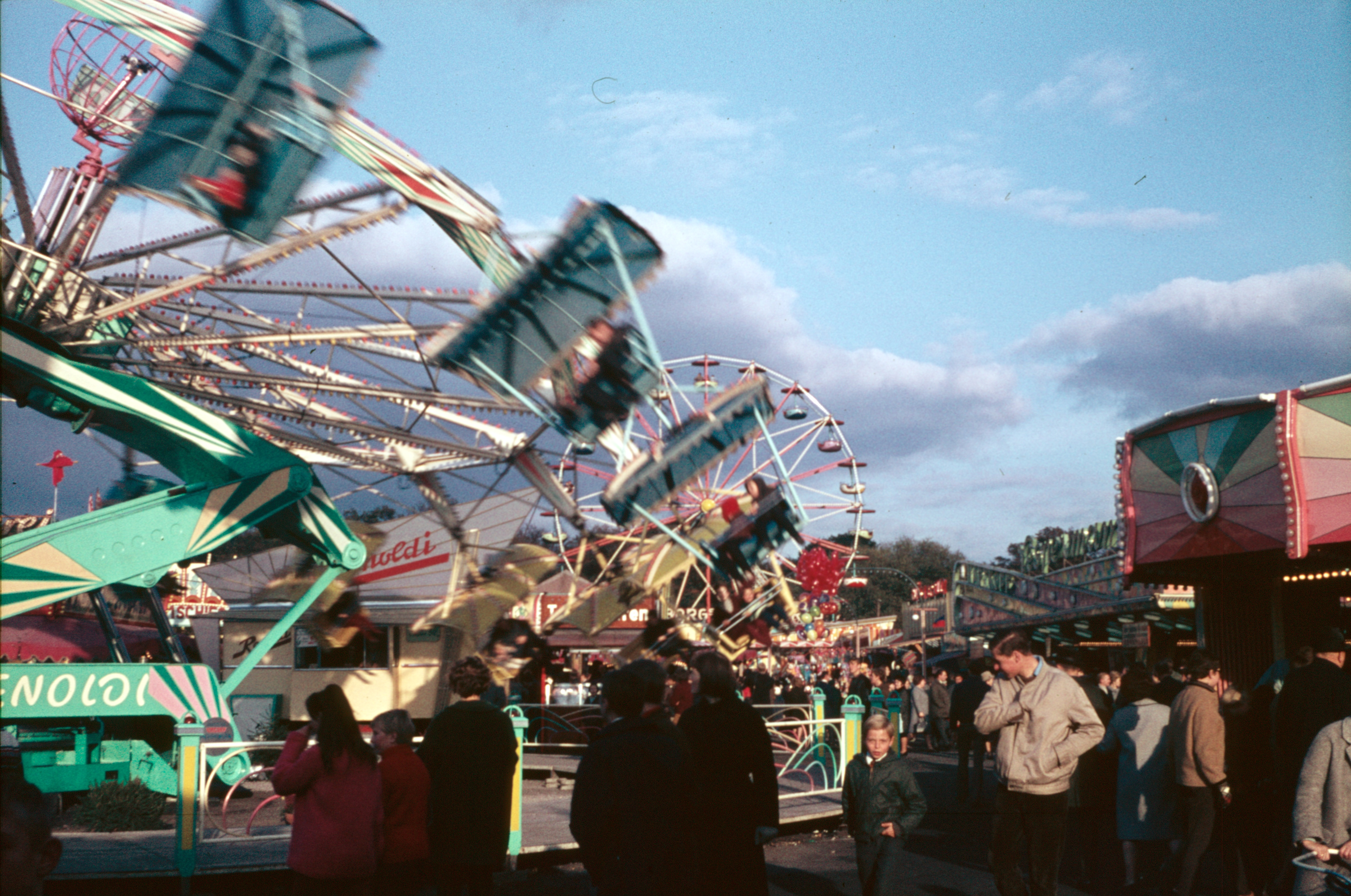
Osterwiese
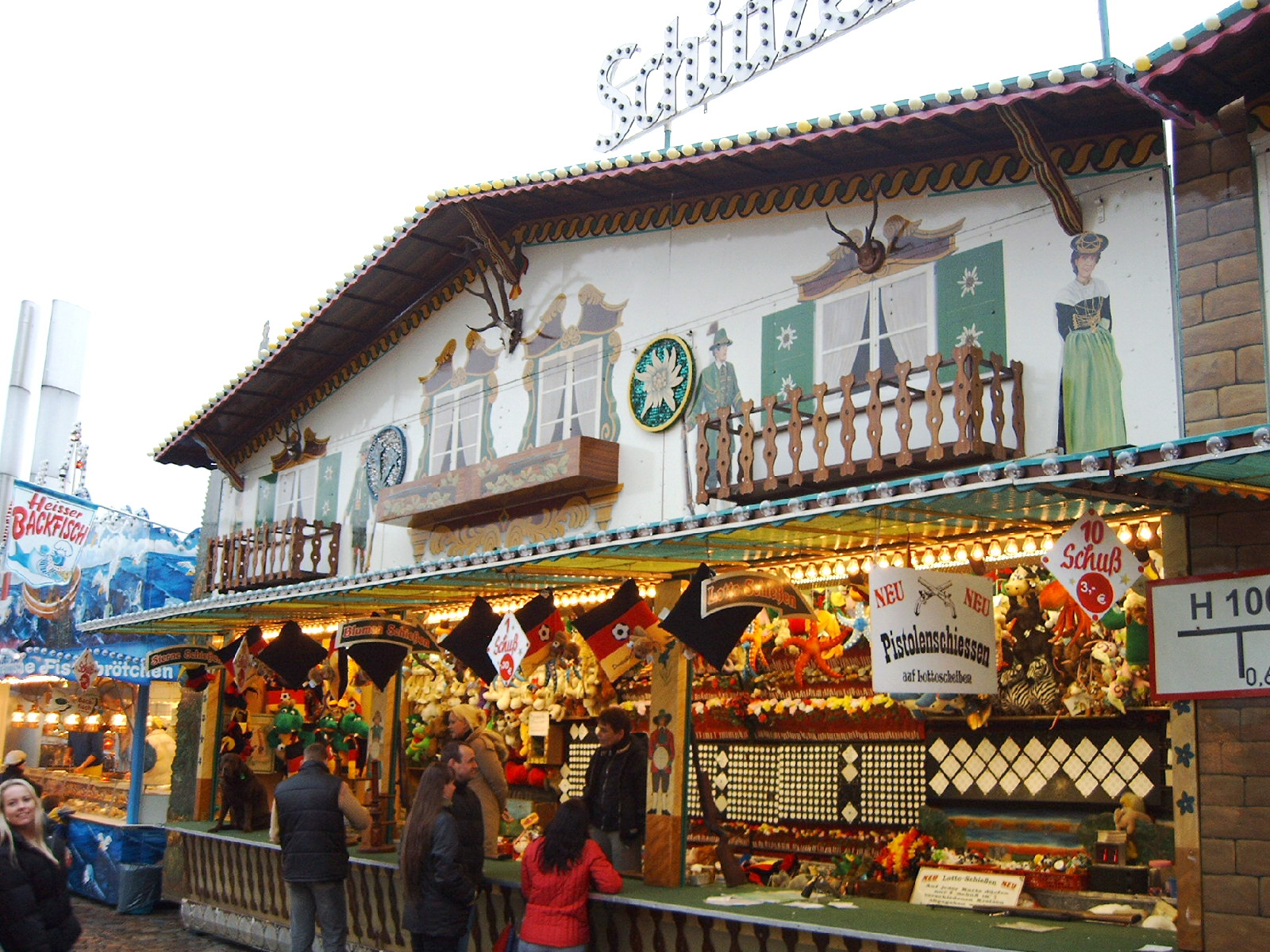
不来梅自由集市
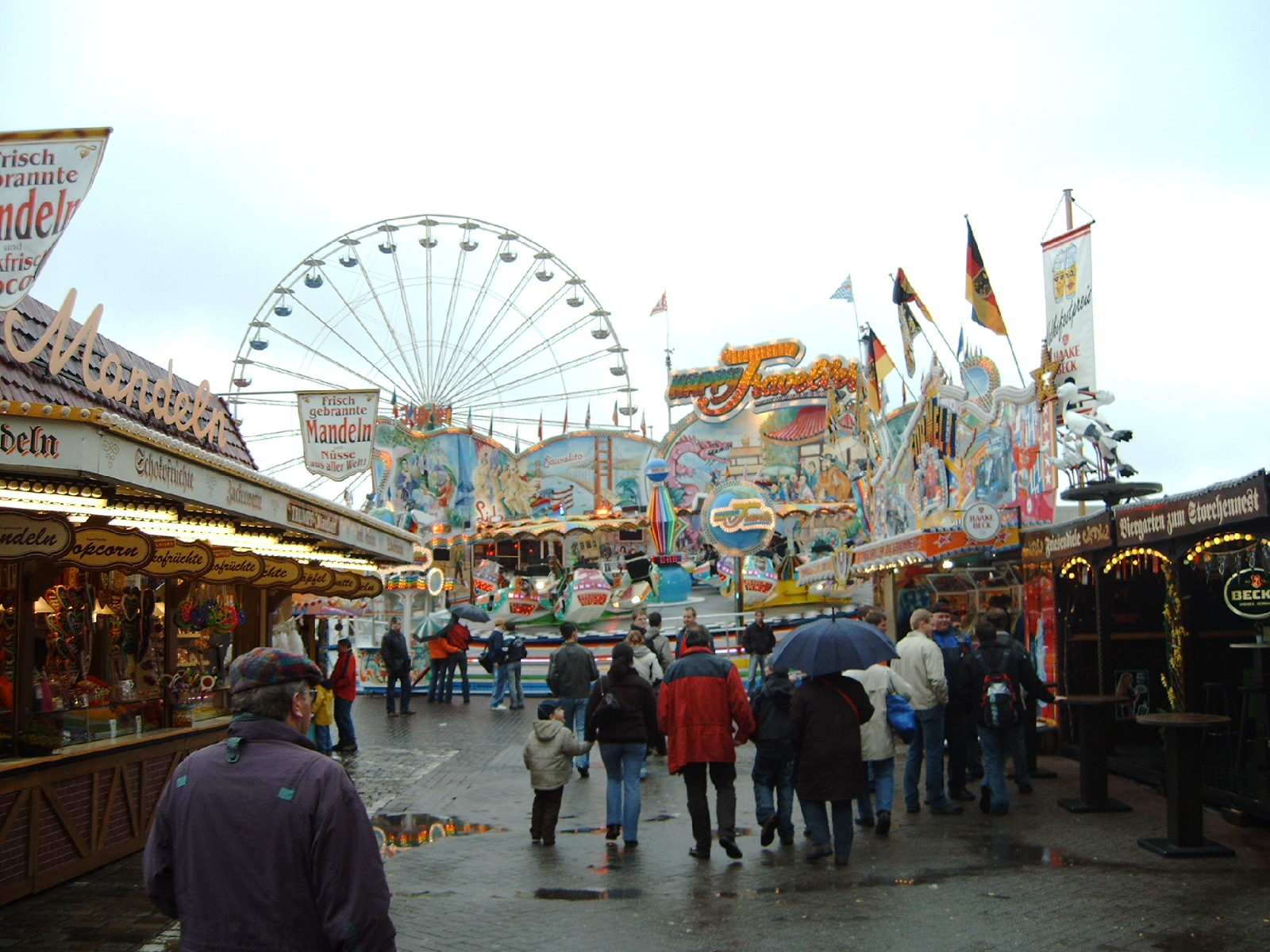
不来梅自由集市
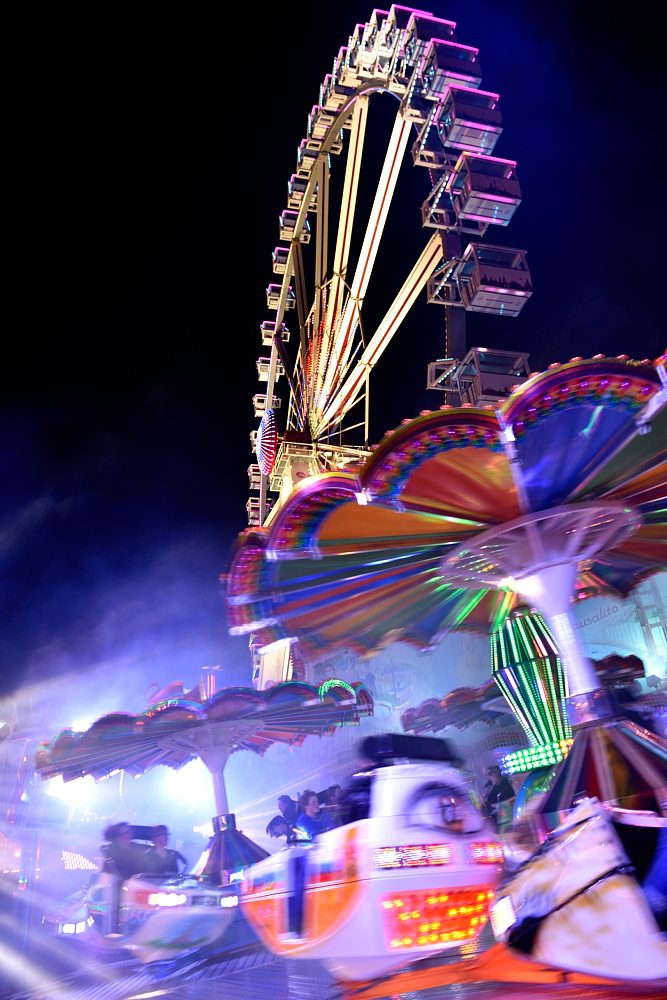
不来梅自由集市夜景近照
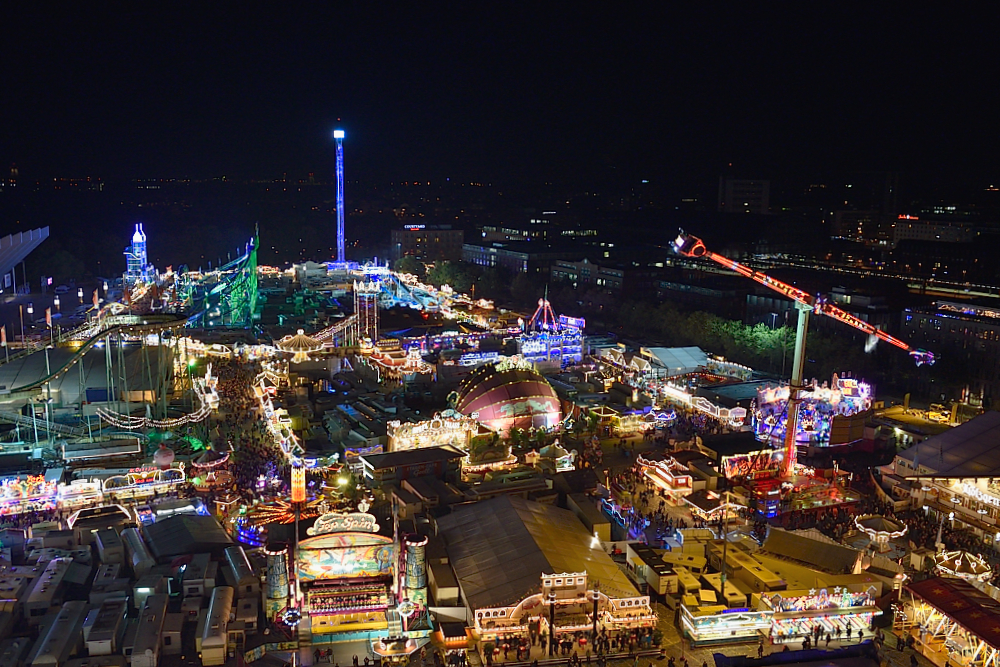
自由集市夜景（从摩天轮拍摄）
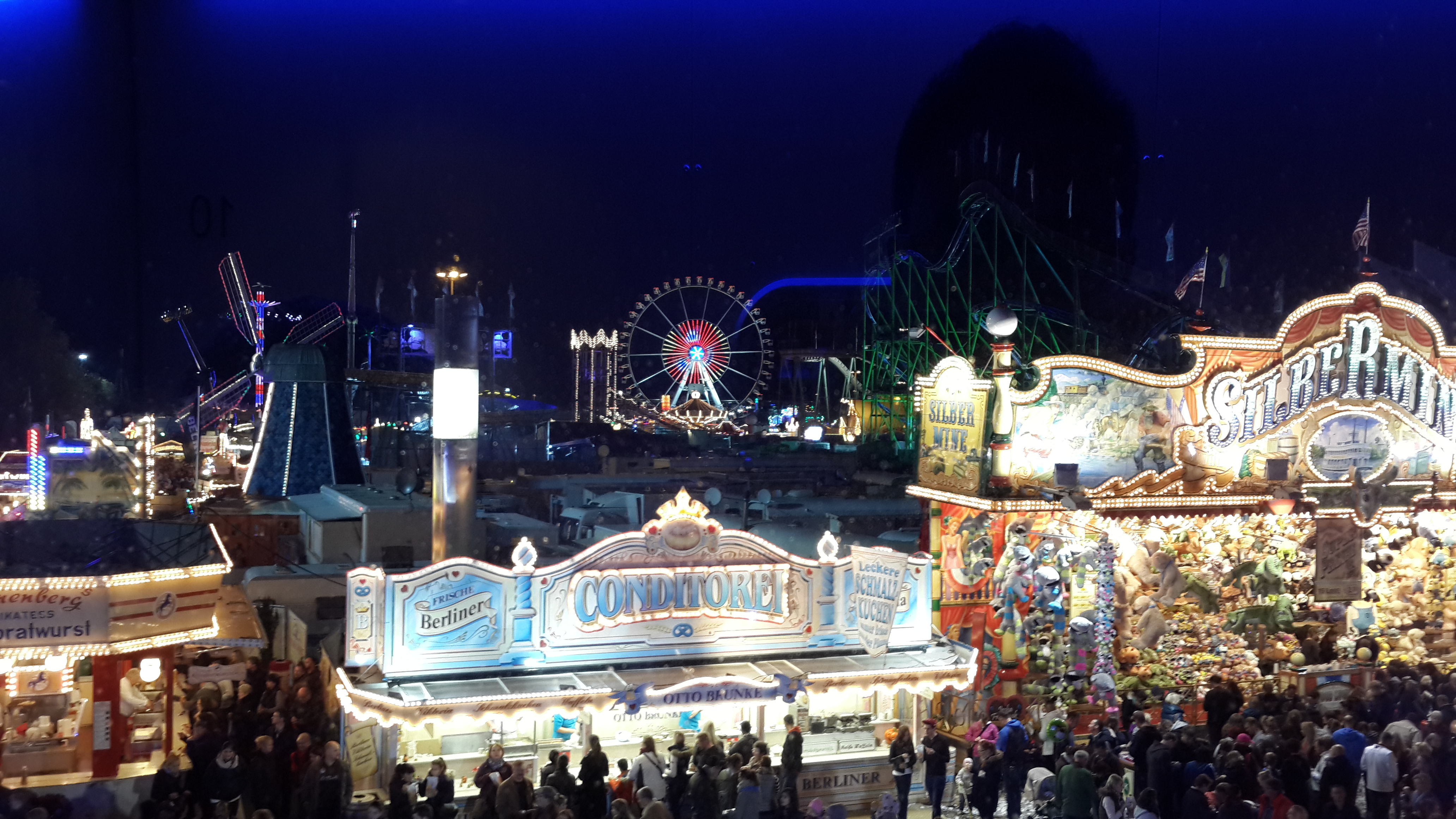
自由集市夜景（从观光塔拍摄）
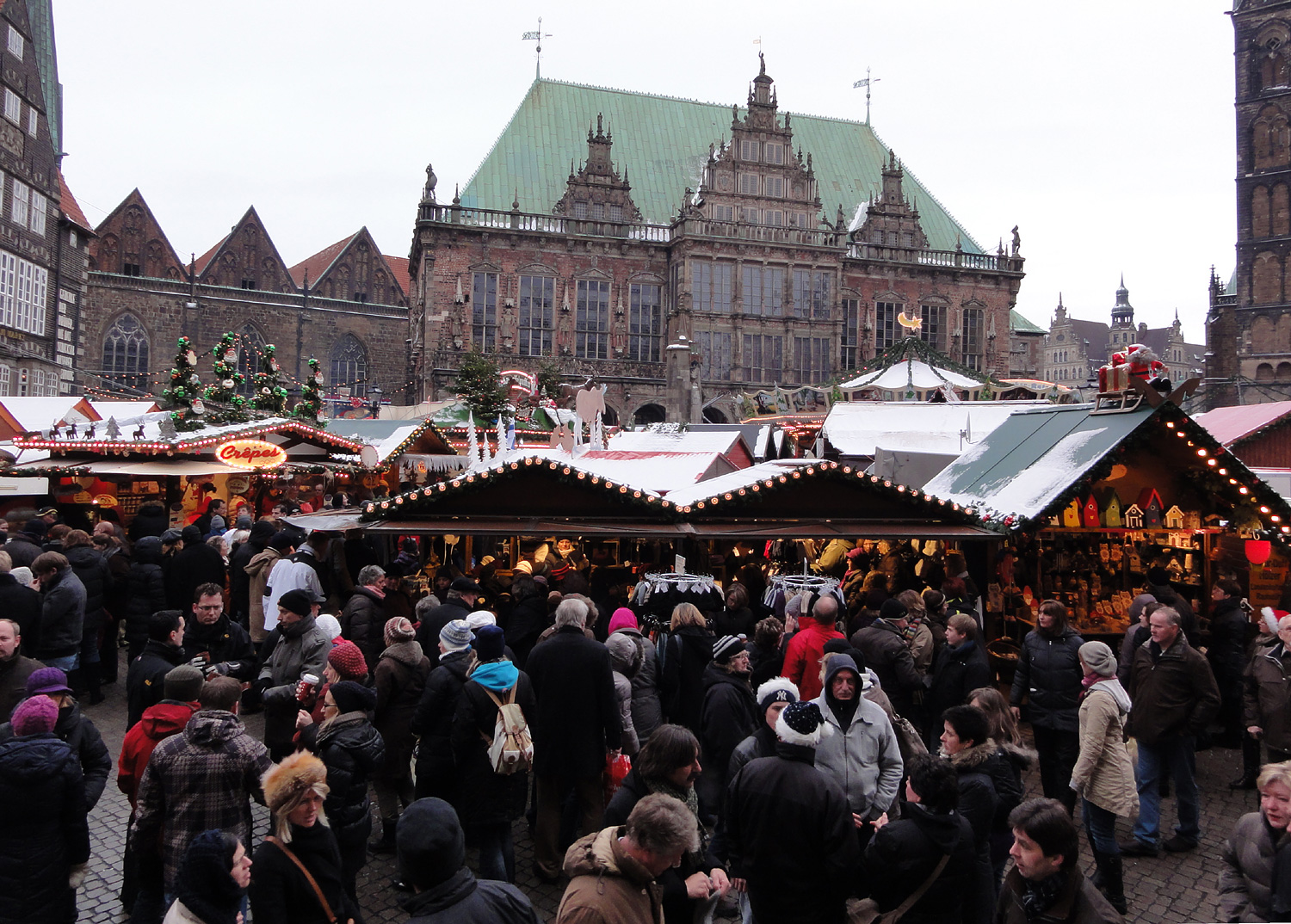
不来梅圣诞市场
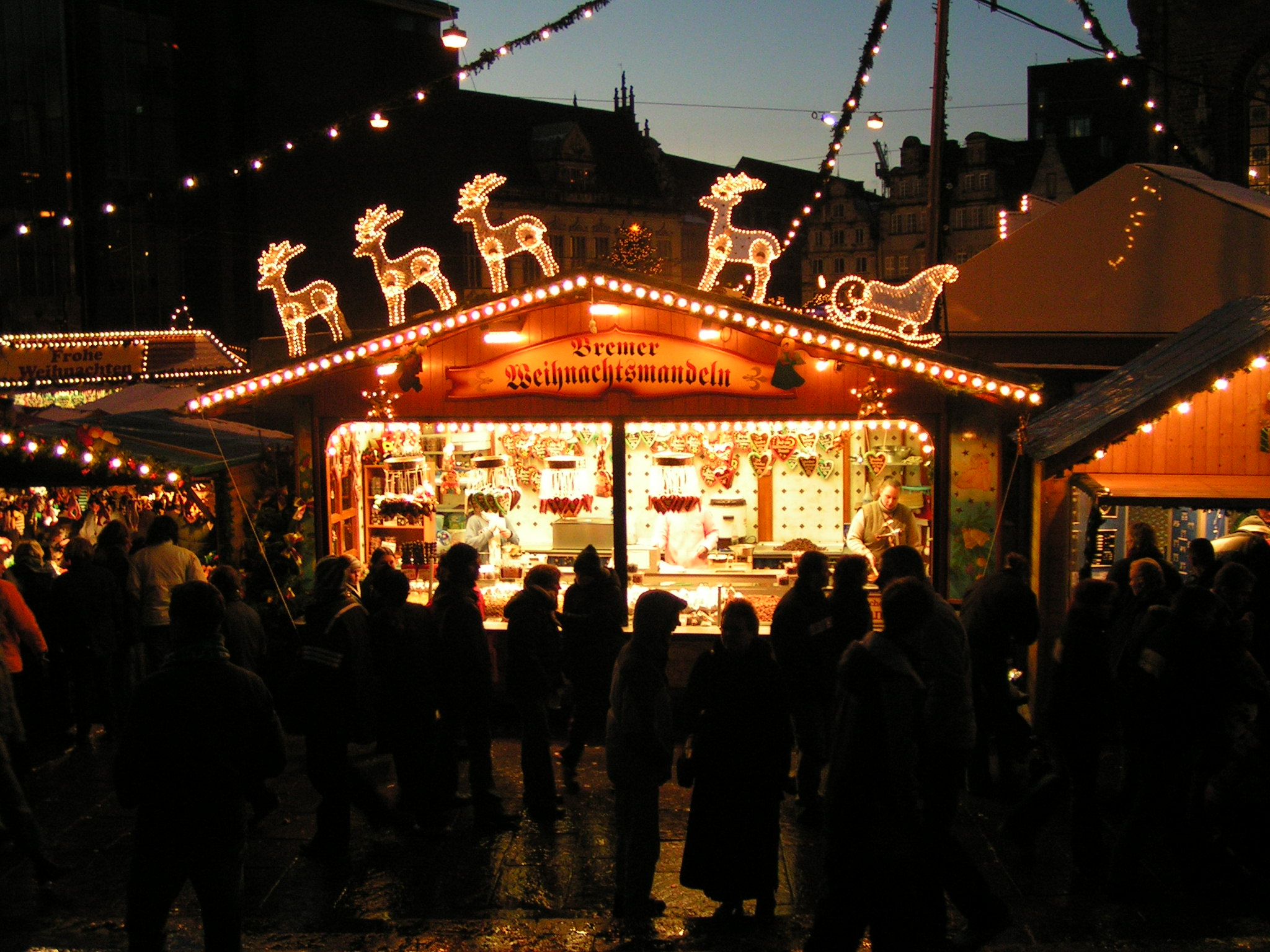
不来梅圣诞市场

## 体育
- Werder Bremen——“雲達不萊梅體育會”既是一家德甲足球队，在国际象棋和乒乓球领域也是德国领先。
- Grün-Gold-Club Bremen——不来梅“绿金黄俱乐部”多次获得欧洲和世界的拉丁舞锦标赛冠军。

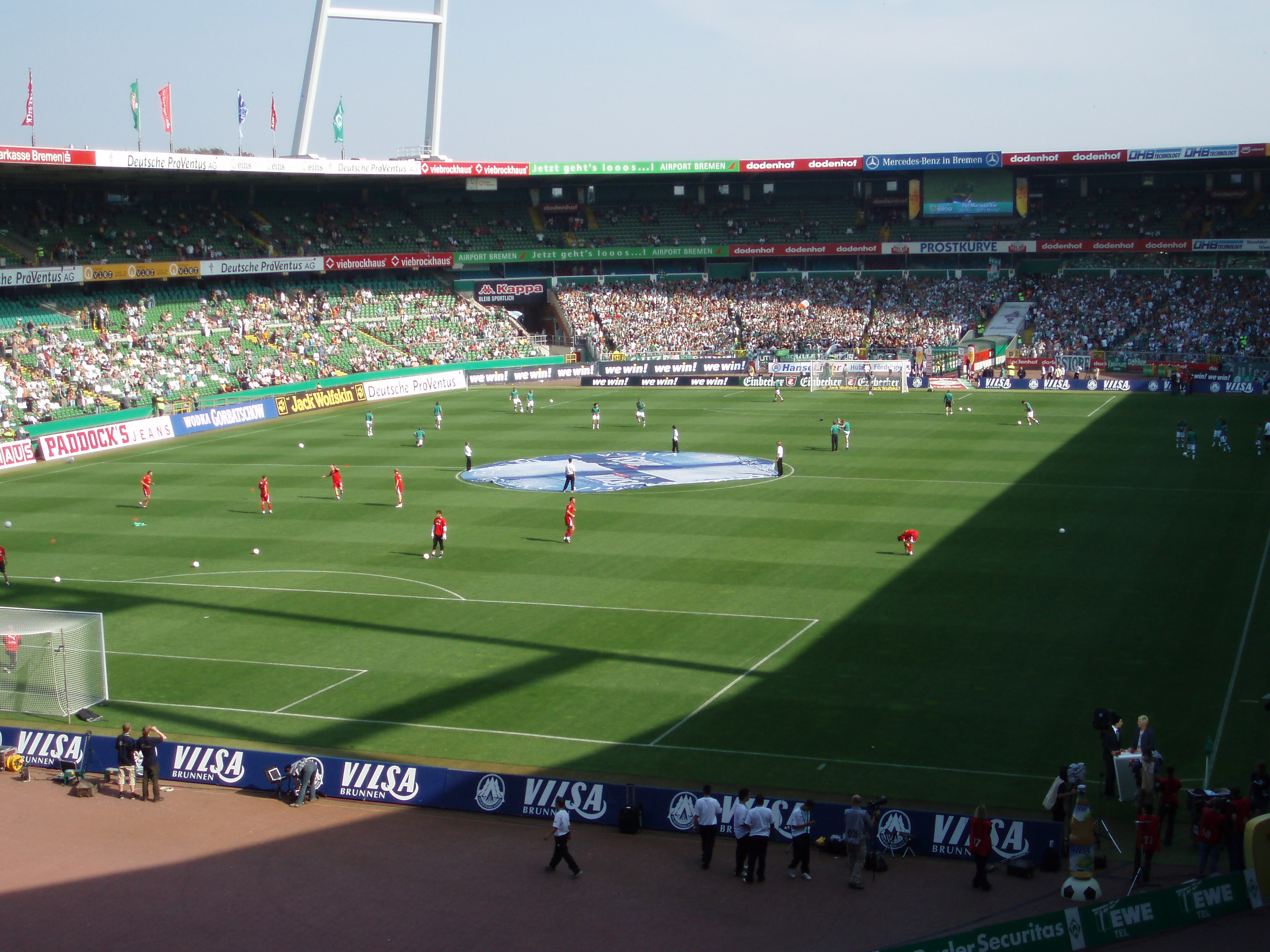
威悉體育場
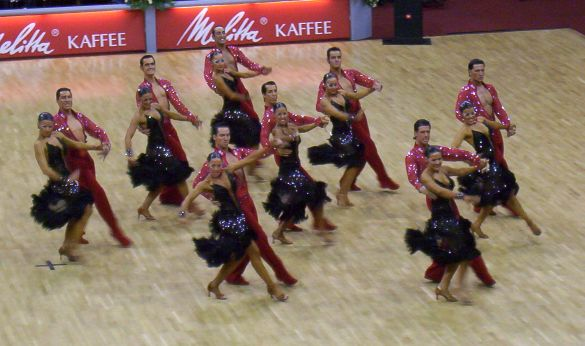
不来梅“绿金黄俱乐部”

## 重要国际和联邦机构

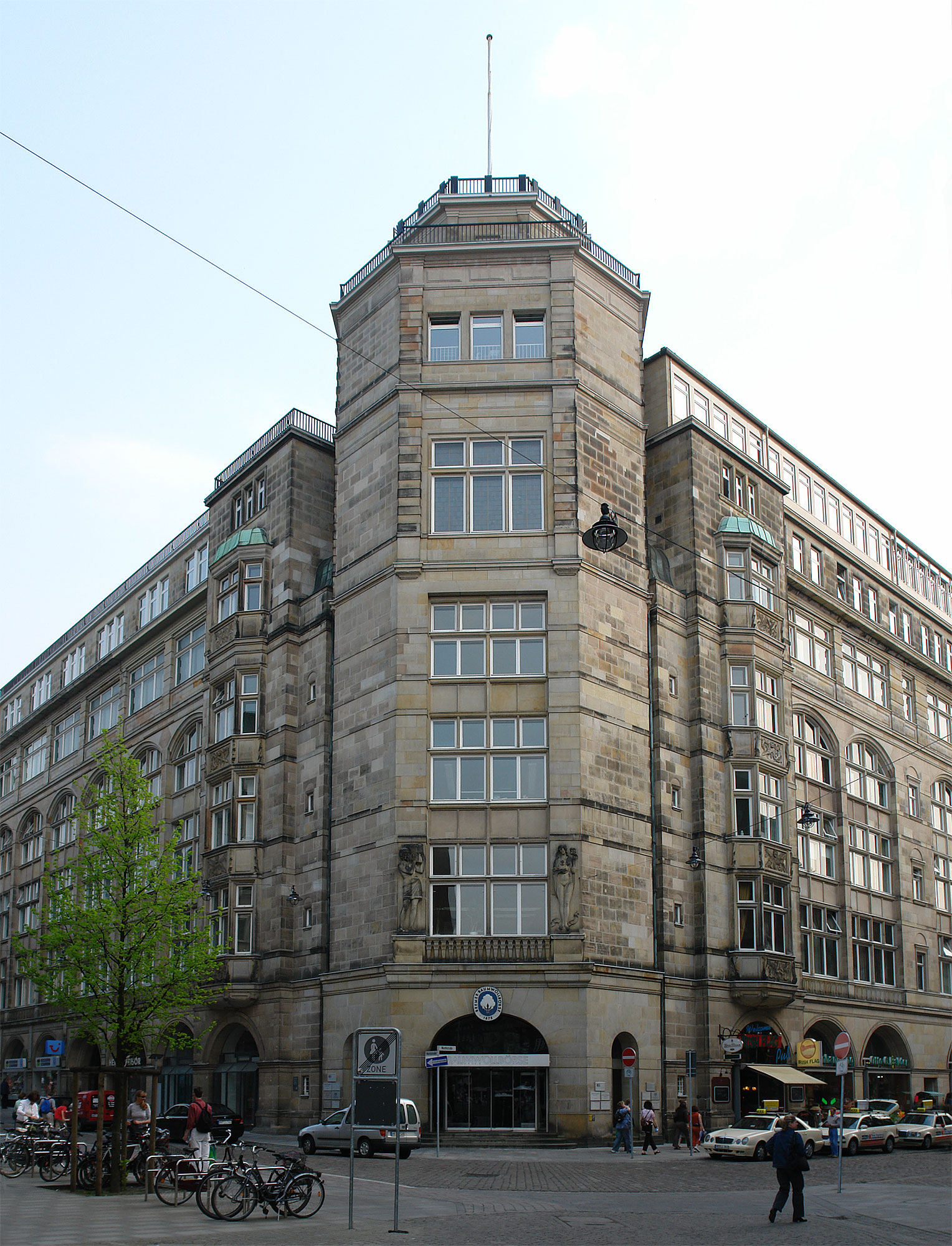
不来梅棉花交易所外景

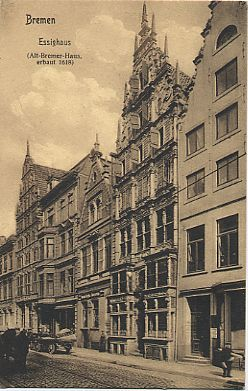
1907年左右的“醋楼”

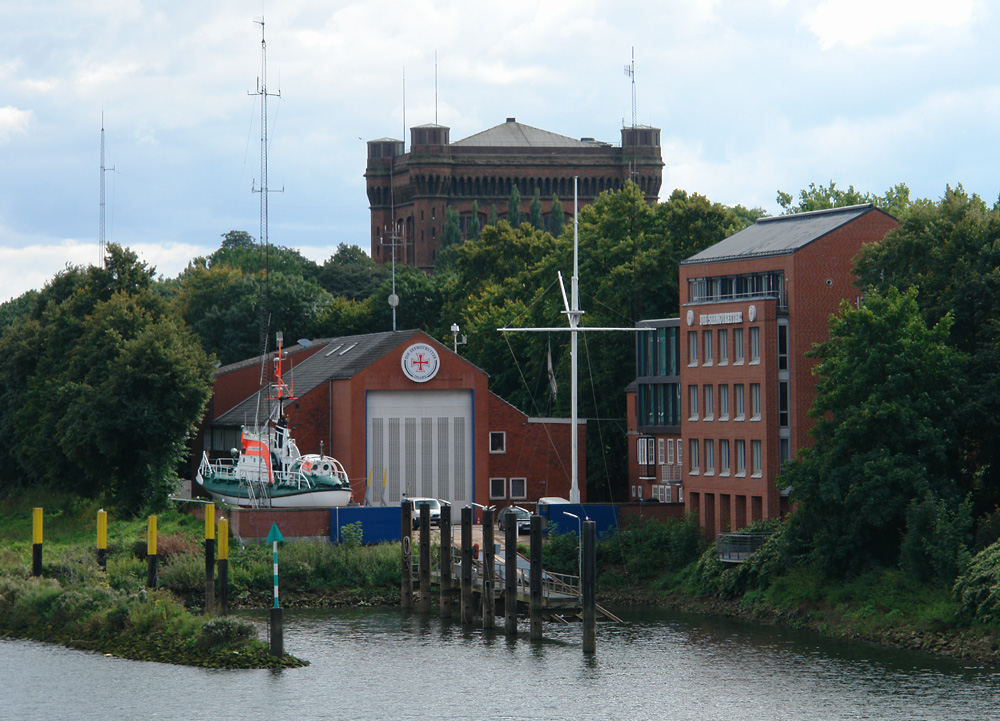
德国海上搜救服务中心

- 1872年，经过不来梅内港进口棉花的交易商和中介商成立了不来梅棉花交易所（Bremer Baumwollbörse）。目前，不来梅棉花交易所已经发展成为国际棉花贸易的权威机构之一，和全球16家棉花贸易机构共同制订棉花贸易的相关详细规则和合同条款。不来梅棉花交易所每两周发表一份反映德国和国际棉花市场动态的《不来梅棉花报告》，发布不来梅CIF棉花指数，并与不来梅纤维所（FIBRE）联合举办两年一届的国际棉花检验权威会议——不来梅国际棉花会议。
- 德国保理银行（Deutsche Factoring Bank）是一家从事进出口保理的专业性银行，成立于1971年，办公地址位于市中心一栋始建于1618年的威悉文艺复兴式古建筑Essighaus（醋楼）。德国保理银行现在是德国储蓄银行金融集团的成员。
- 德国联邦物流协会（Bundesvereinigung Logistik，简称BVL）成立于1978年，总部设在不来梅，会员包括一万多家来自工业、贸易、服务业和学术界的企业和机构。德国联邦物流协会下设33个地区分会，网络覆盖德国、中国（北京、上海、合肥）、新加坡、俄罗斯、美国等国家。德国联邦物流协会每年举办的最大的活动是1983年以来每年在柏林举办的德国物流大会（Deutsche Logistik-Kongress）。1994年，德国联邦物流协会和德国外贸与交通学院（Deutsche Aussenhandels- und Verkehrs-Akademie，简称DAV）合作成立了独立的职业教育和深造机构——德国物流学院（Deutsche Logistik Akademie，简称DLA）。2009年，德国联邦物流协会又成立了国际经济和物流应用技术大学（Hochschule für internationale Wirtschaft und Logistik，简称HIWL）。
- 德国海上搜救服务中心（英语：German Maritime Search and Rescue Service，德语：Deutsche Gesellschaft zur Rettung Schiffbrüchiger，缩写：DGzRS）成立于1865年5月29日，协调中心常设不来梅的威悉河畔。作为一家提供海上搜救服务的非政府机构，它尽管承担着德国按照国际公约所应履行的海上搜救义务（Search and Rescue/SAR），但是主要依靠各种捐款运作。这一中心负责对德国的领海和北海以及波罗的海的德国专属经济区内的救援指挥，拥有一支由60艘搜救船组成的现代化船队。从德国沿海最西部的埃姆斯河口到最靠东的波莫瑞湾均分布着德国海上搜救服务中心下设的救援站。
- 德国空中交通管理公司（Deutsche Flugsicherung，简称德国空管局）四个区域管制中心之一设在不来梅机场（另外三个分别位于法兰克福附近的兰根、慕尼黑和卡尔斯鲁厄），它的主要任务是监控德国北部的领空和引导飞机安全地通过这个区域。

## 著名人物
- 卡尔·卡斯滕斯教授 博士（1914－1992），德国联邦总统（1979－1984）
- 路德维希·克魏德（1858－1941），历史学家，政治家，1927年诺贝尔和平奖
- 詹姆斯·拉斯特（1929年－2015），轻音乐作曲家，指挥家